# Patrimoine et monuments de Bouxwiller (Bas-Rhin)
Pour les articles homonymes, voir Bouxwiller.
Bouxwiller est commune française, située dans le département du Bas-Rhin et la région Alsace. Élevée au rang de ville au cours du XIVe siècle puis capitale du comté de Hanau-Lichtenberg de 1480 à 1736, Bouxwiller compte bon nombre de monuments et d'édifices de valeur. Le visiteur qui parcourt les ruelles tortueuses, placettes et autres impasses du centre historique est amené à admirer de remarquables témoins de son prestigieux passé.

## Plan du centre-ville
| Grand'Rue Rue des Mines Grand'Rue Maison de retraite Gendarmerie Place de l'Orangerie École élémentaire Lycée Adrien-Zeller Place du Château Marché aux Grains Musée Église Synagogue Église Saint-Léger Chancellerie La Poste Siegler Pflüger Receveur Remparts Rue du Sable |

## La place du Château

### Le lycée Adrien Zeller

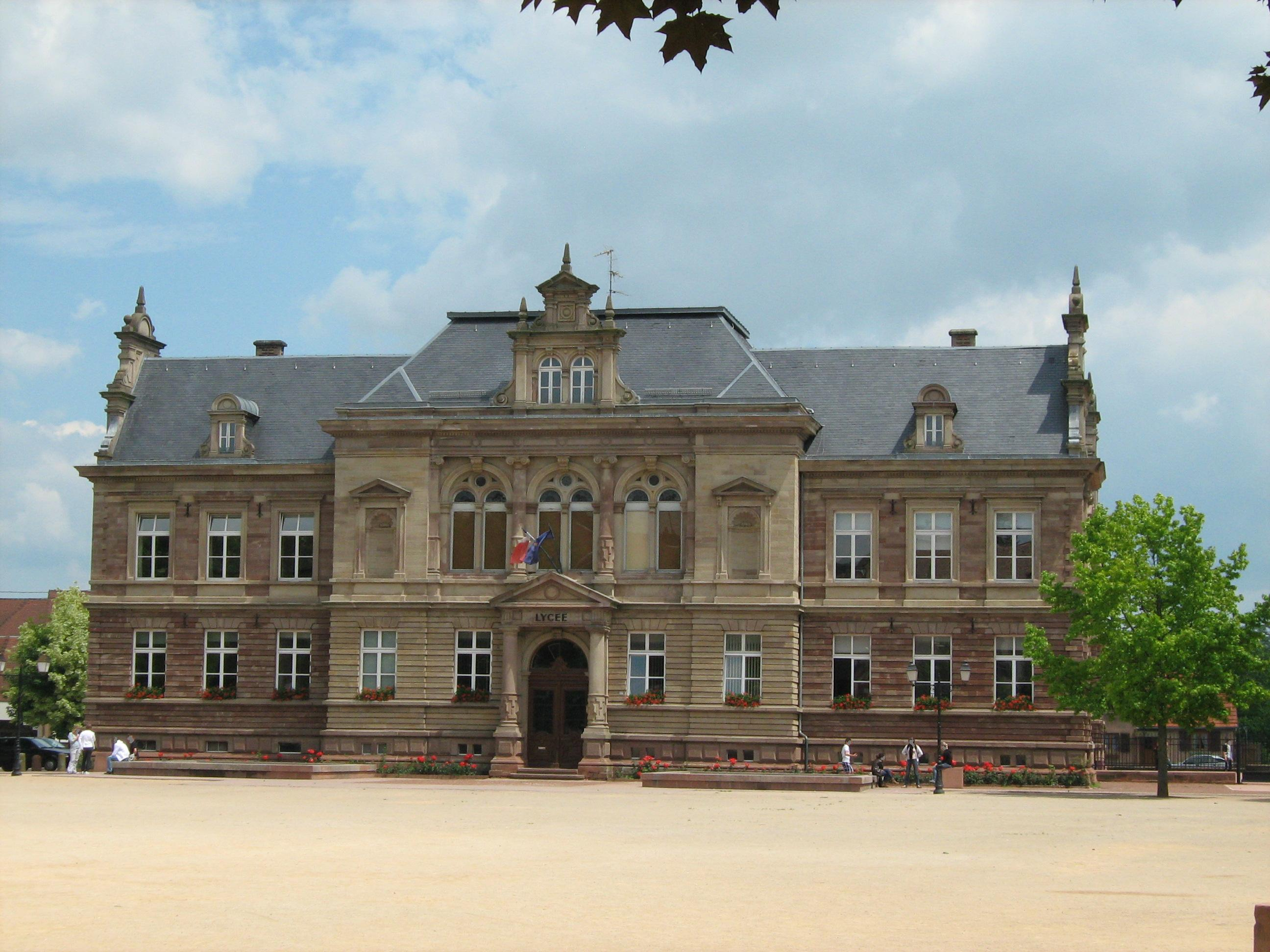
Le Lycée "Adrien Zeller" de Bouxwiller

Le nom de cette place rappelle le souvenir du château résidentiel des anciens maîtres du lieu. Cet édifice, aujourd'hui disparu, n'a pas survécu aux difficultés financières endurées par la jeune municipalité bouxwillerois issue de la Révolution française. N'ayant pas les moyens de l'entretenir, le château devint une carrière de pierre pour les habitants et en 1808 il n'en subsista plus rien. Durant près d'un siècle, cette vaste place fut vide de tout édifice. Des marchés agricoles et des fêtes s'y tenaient alors de temps à autre. Durant la période de l'annexion de l'Alsace-Lorraine au Deuxième Reich allemand (1871-1918), on édifia en 1884 grâce à un important don financier de l’industriel bouxwillerois Schattenmann, dans le style architectural wilhelmien, l'actuel lycée de Bouxwiller. Cet édifice moderne d'une superficie à peu près égale à l'ancien château se situe non pas à l'emplacement exact de ce dernier mais un peu plus en retrait, en grande moitié sur ce qui fut le fossé de ses douves arrières.

### La chapelle castrale et la halle aux blés
De toutes les constructions qui entouraient autrefois le château de Bouxwiller, la chapelle castrale Saint-Georges est la plus ancienne en âge car elle est déjà citée au cours du XIVe siècle. La chapelle avec son chœur à trois pans est de style gothique tardif. Plusieurs seigneurs de Lichtenberg y furent inhumés. Profanée à la Révolution française, elle servit un temps de prison. Avant et après la Seconde Guerre mondiale, l'étage de la chapelle sert de logement au garde champêtre communal. Elle est classée Monument historique depuis le 16 juillet 1987. La halle aux blés reconstruite vers 1725 prolonge la chapelle et ne font qu'un bâtiment.
Ces deux édifices accueillent depuis le 29 juin 2013 le Musée du pays de Hanau après trois années de rénovation.

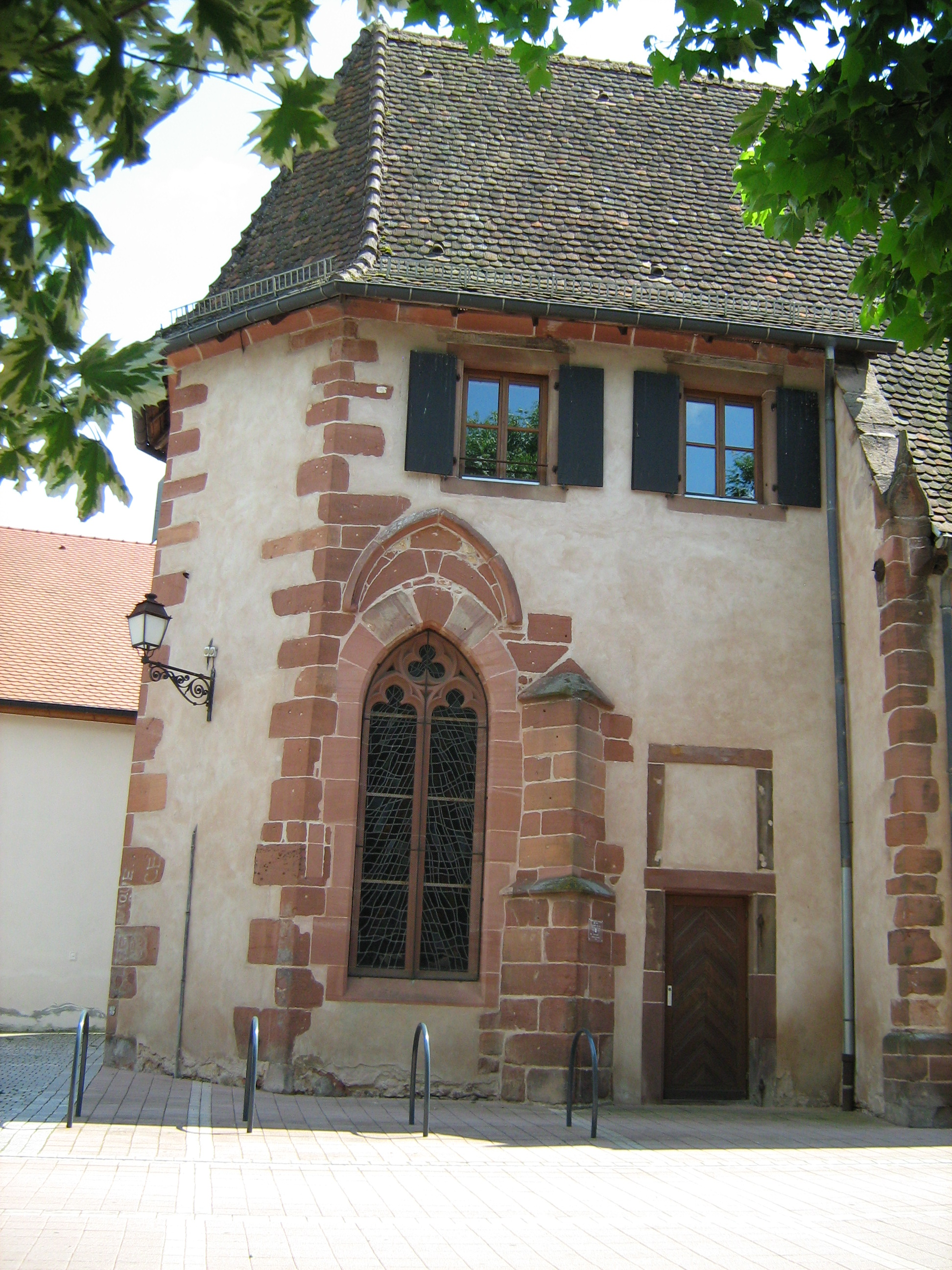
Façade de la chapelle Saint-Georges
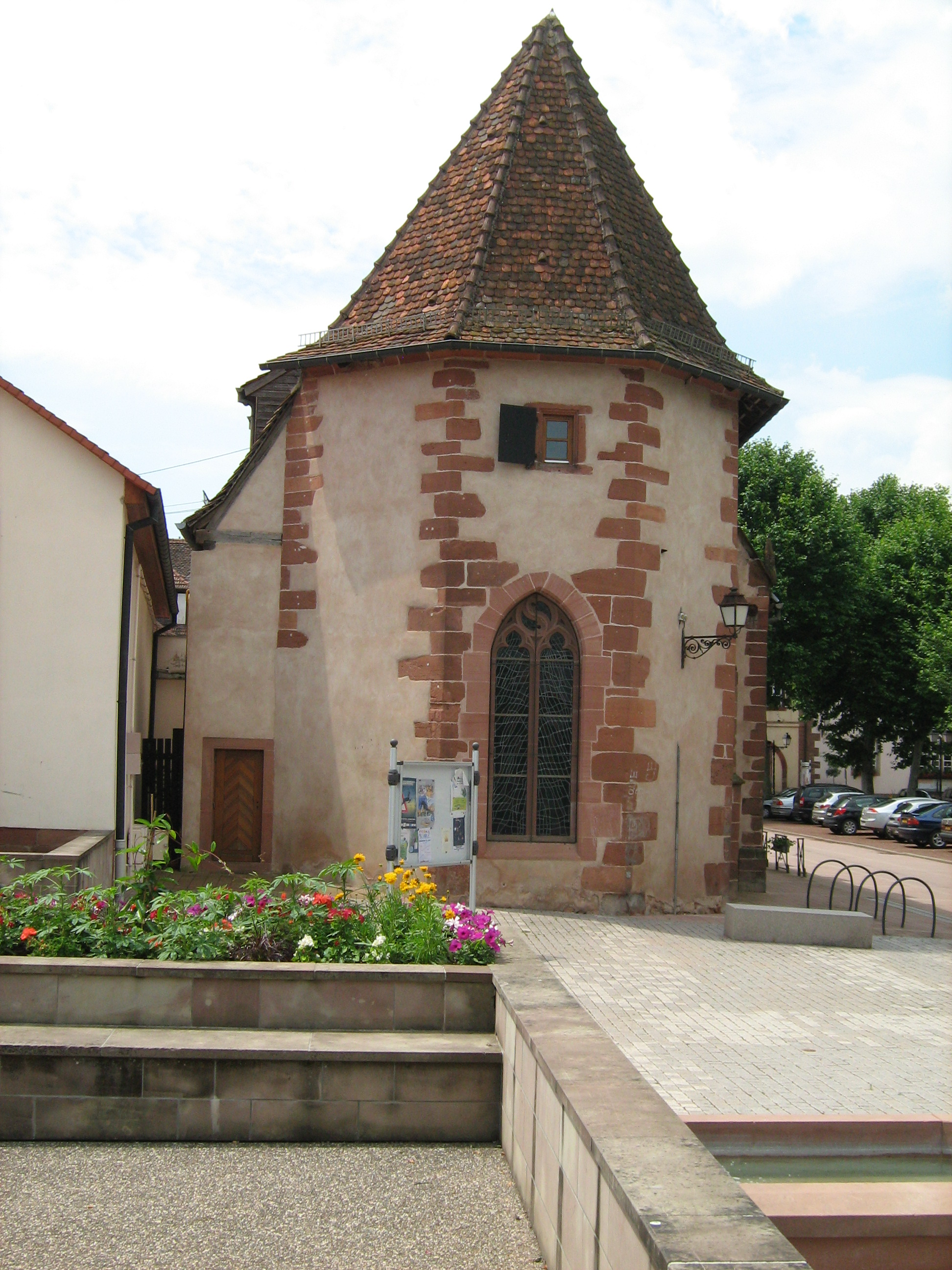
Le chœur de la chapelle Saint-Georges
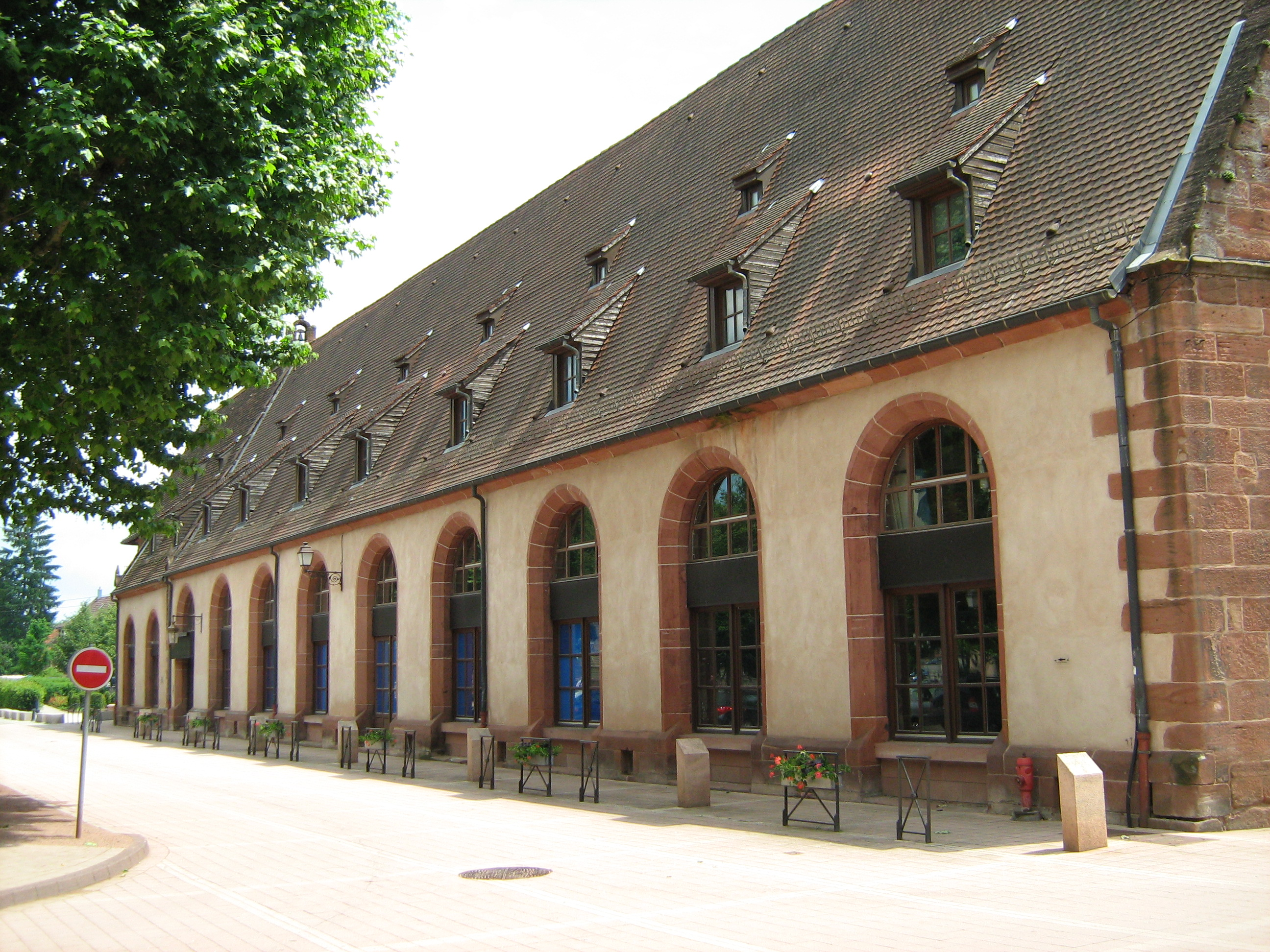
L'imposante façade de la halle aux blés
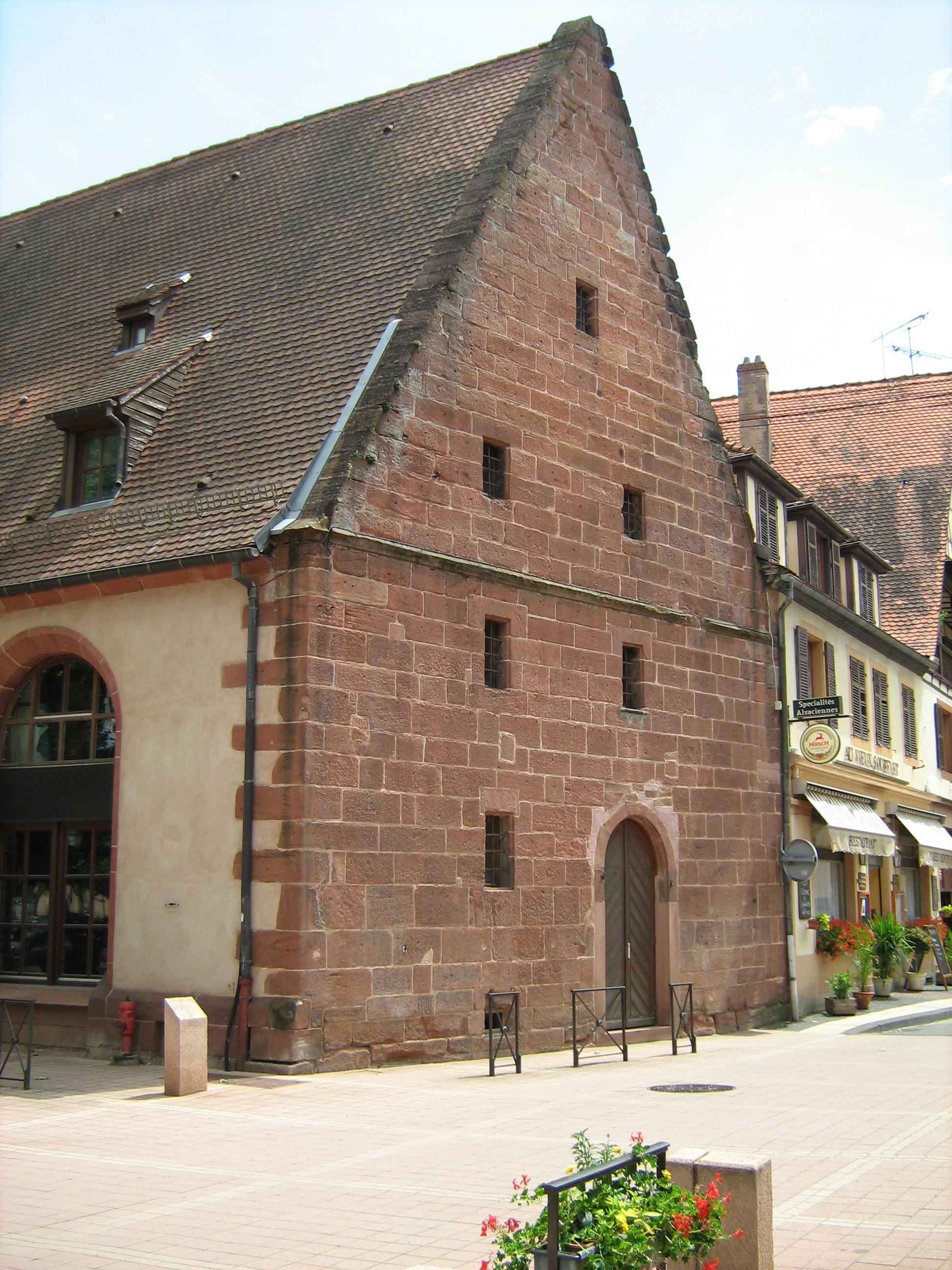
Pignon de la halle aux blés

### La Chancellerie (actuellement Hôtel de Ville)

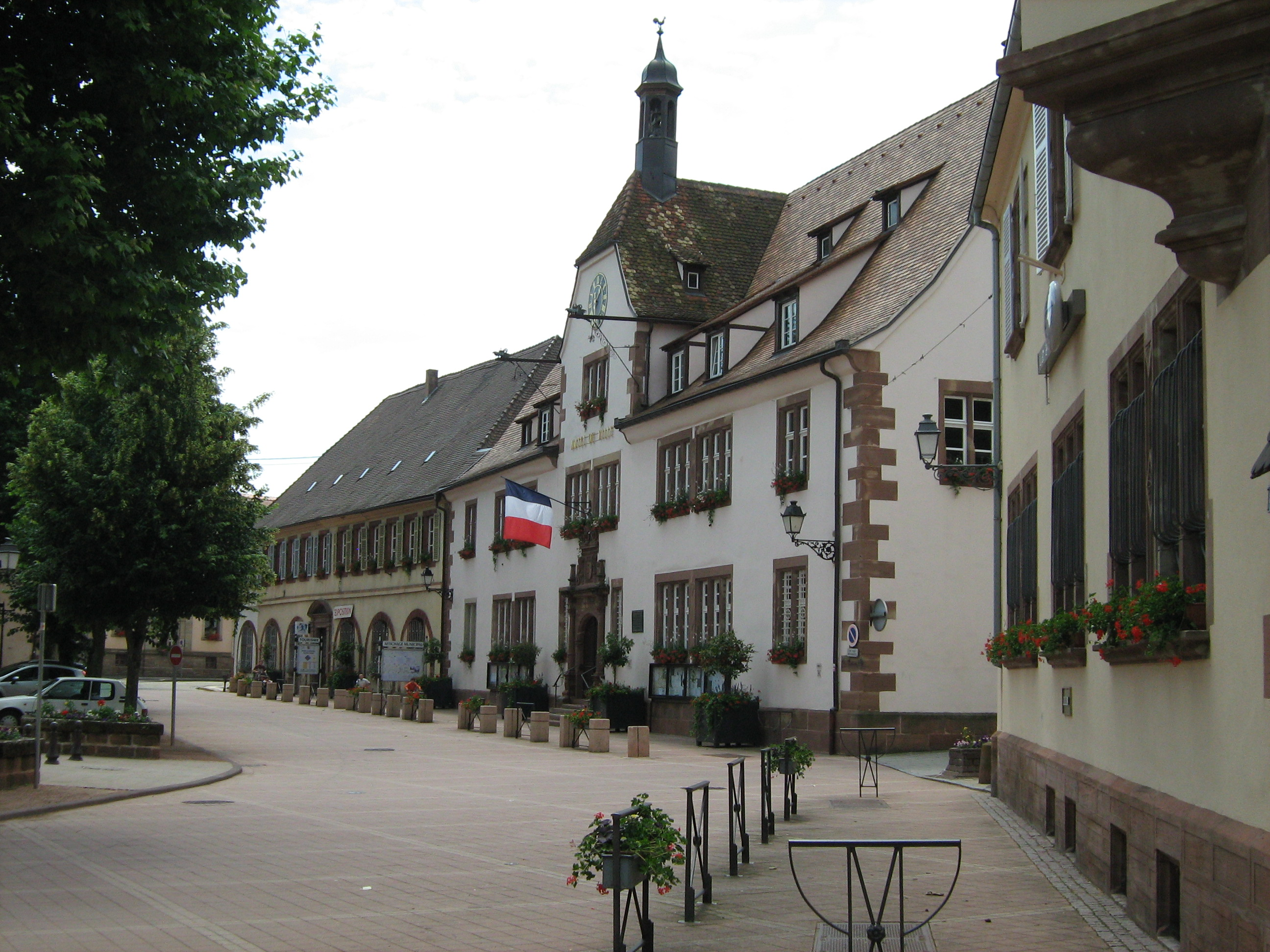
La Chancellerie prolongée par la remise aux carrosses

Situé en face du Lycée, le bâtiment rectangulaire de la Chancellerie accueille maintenant les services de la mairie de Bouxwiller. Construite après la guerre de Trente Ans sur les souhaits du comte Frédéric Casimir de Hanau-Lichtenberg et sous la direction de l'architecte Hans Weibel de Strasbourg, les travaux s'étalèrent de 1658 à 1663. Le coût s'éleva à la somme de 7703 florins sans compter les jours de corvée exigés à la population. À part le clocheton de l'horloge de la façade principale, on remarque surtout les deux portails médians richement sculptés bien que celui de la façade arrière soit le plus ouvragé. Les armoiries des comtes de Hanau, martelées lors de la Révolution de 1789, furent remplacées en 1909. L'édifice est classé monument historique depuis le 16 octobre 1930.
La chancellerie se prolonge par une construction de 1702. Son rez-de-chaussée servait de remise à carrosses. On remarque encore les six arcs en plein cintre des ouvertures de stationnement. L'étage accueillait le personnel de la cour des comtes. Ce local abrite en 2010, entre autres, l'office de tourisme et le musée de Bouxwiller (fermé au public pour travaux).
Le portail arrière de la Chancellerie et trois détails de ses sculptures

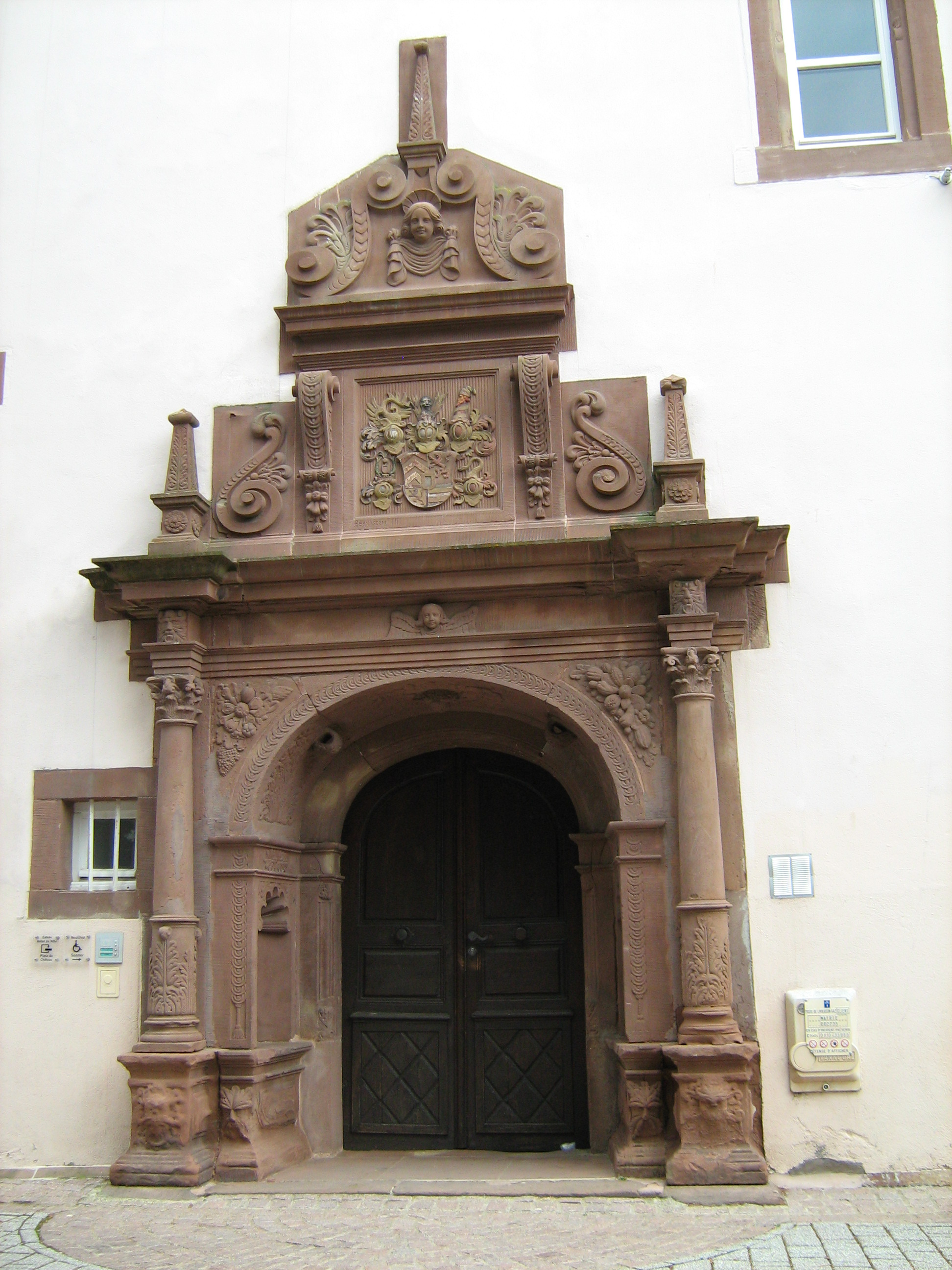
portail arrière de la Chancellerie
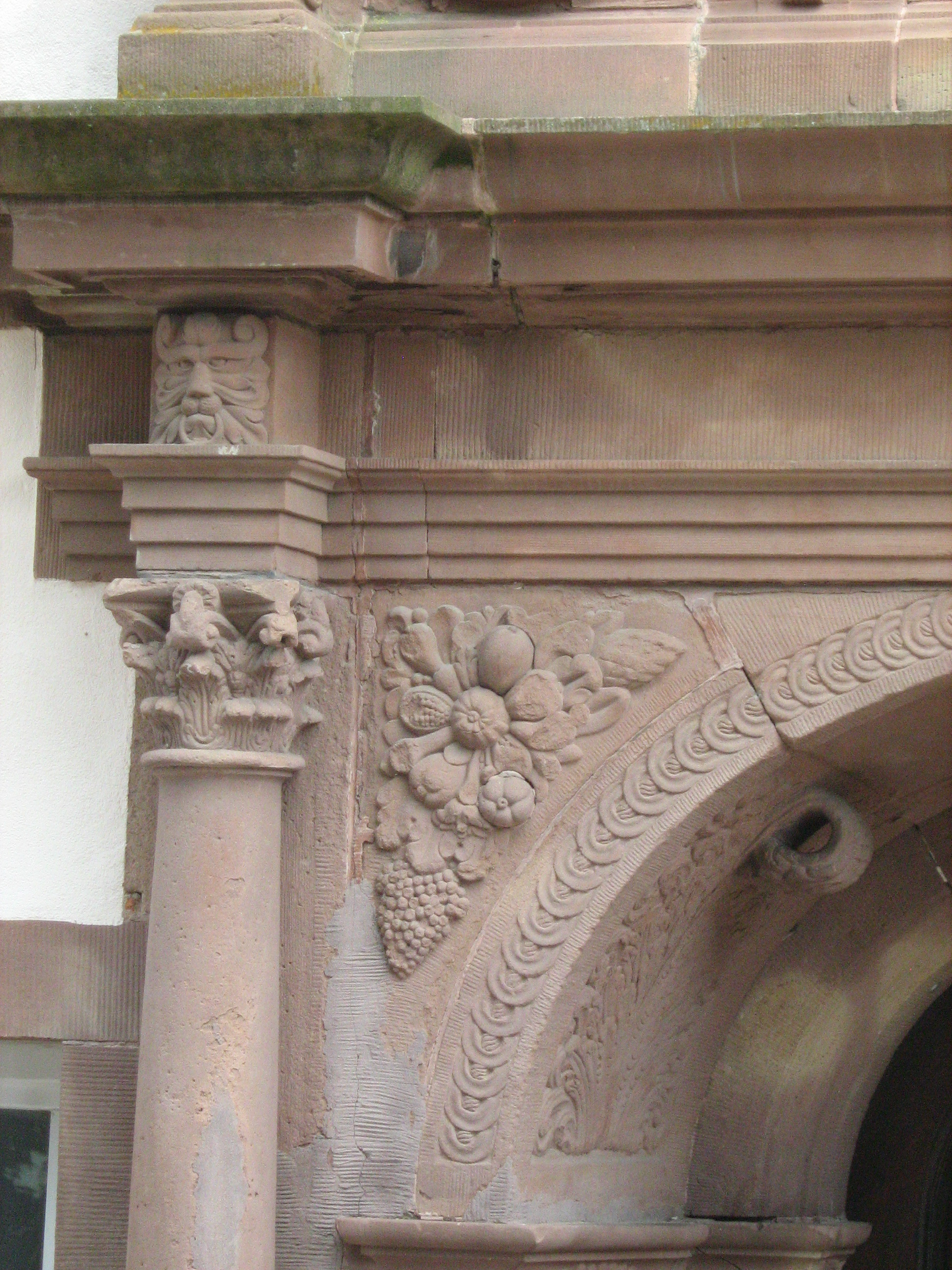
détail
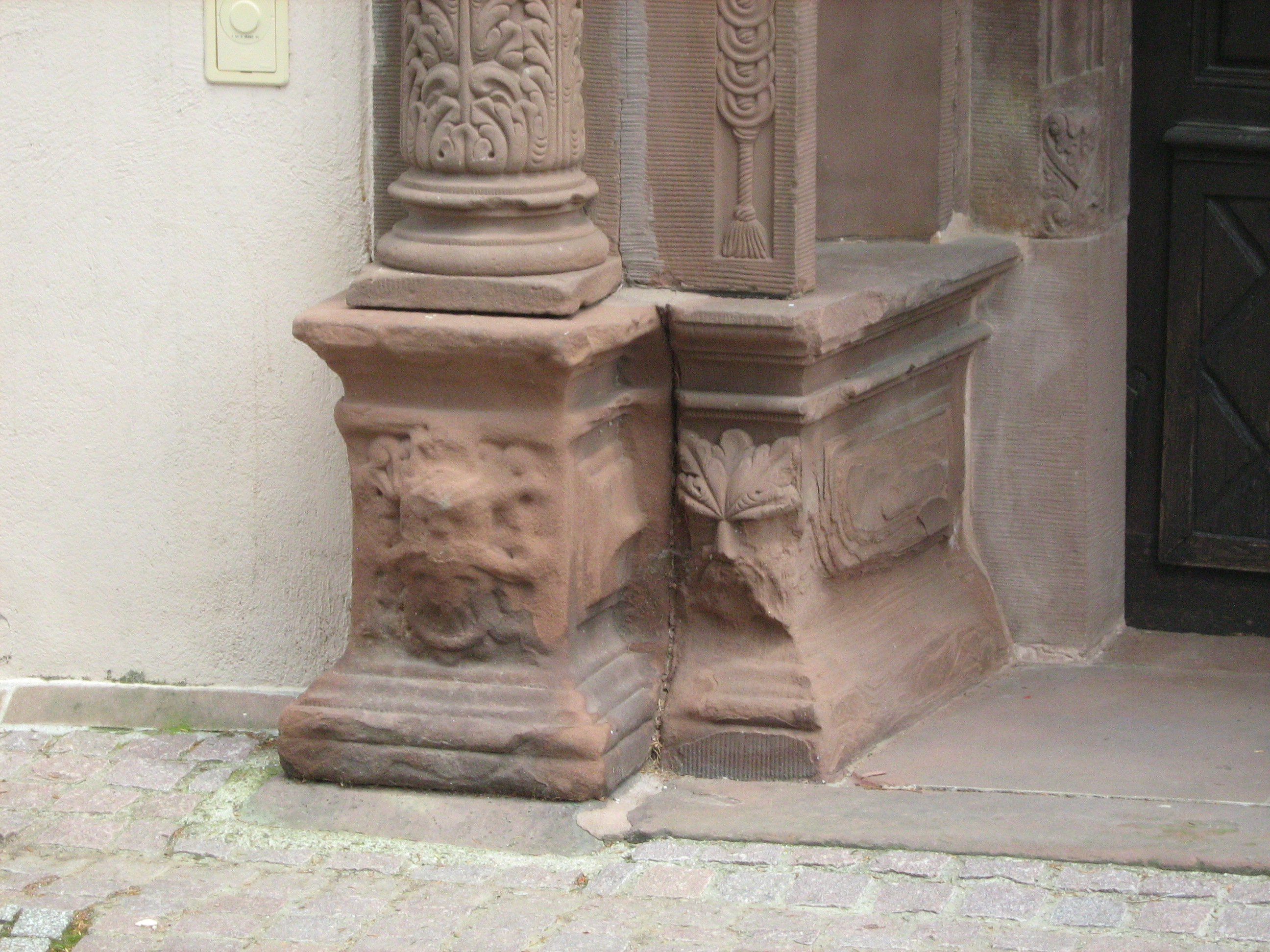
détail
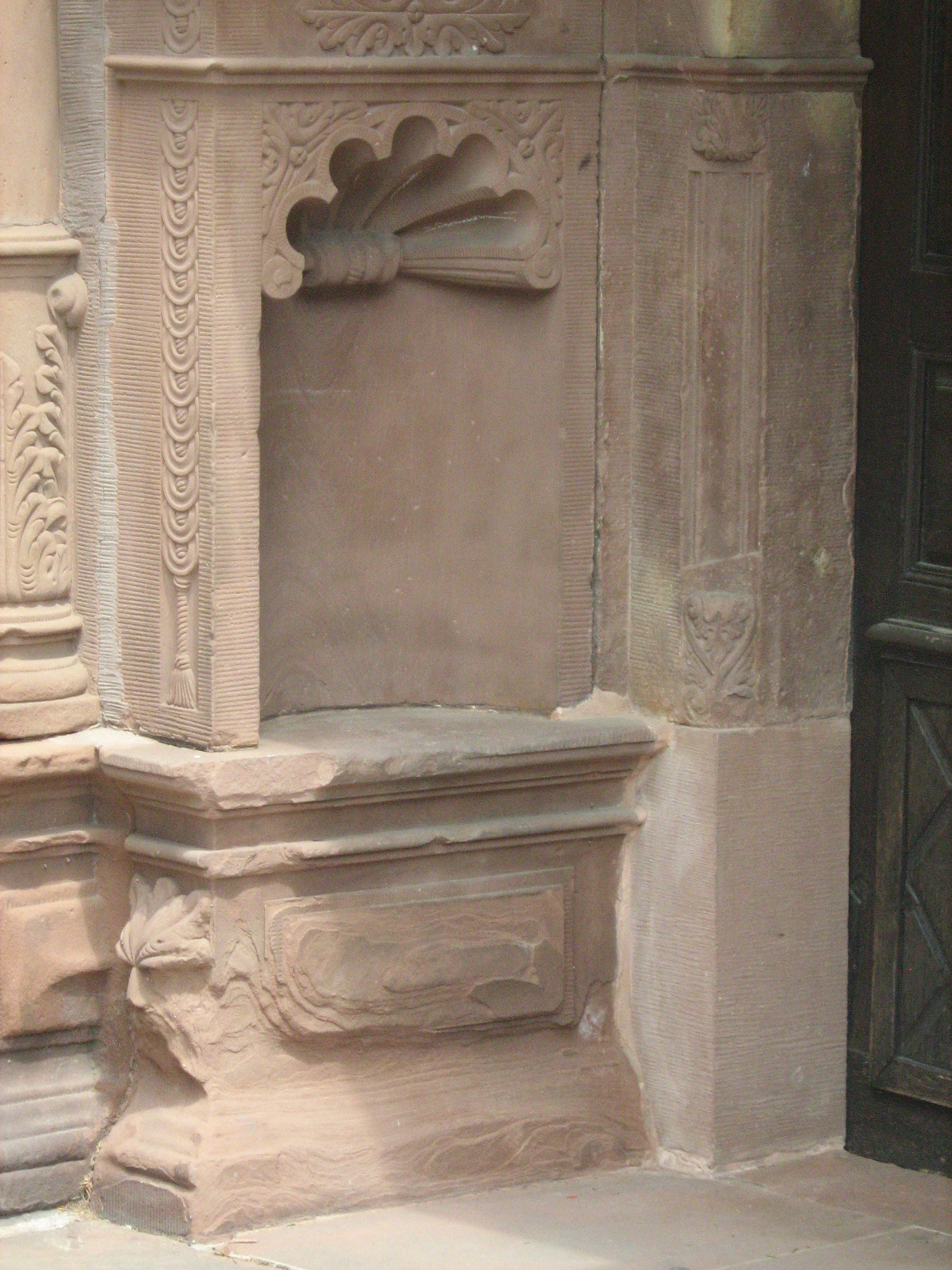
détail

### Les écuries (actuellement La Poste)
Le bâtiment dénommé à l'origine Marstall fut construit en 1688 à l'emplacement de l'ancienne chancellerie. Au rez-de-chaussée se situaient les écuries et le parc à voitures, et à l'étage, les logements des palefreniers. Après la Révolution et durant 100 ans il a abrité les locaux de la gendarmerie. En 1906, l'édifice fut acquis par l'administration impériale allemande qui fit  détruire les trois-quarts du bâtiment. Le tiers restant fut transformé et restauré et accueille en 2010 les locaux de la Poste. On remarque encore la longueur d'origine du bâtiment par le mur de clôture avec oculi qui correspond à une partie du mur du rez-de-chaussée d'origine. Sur la façade de l'entrée du public on remarque une tourelle d'escalier avec porte d'entrée à fronton cintré. Plus loin dans le prolongement de la Poste se situe le bâtiment de l'Office seigneurial daté de 1704 et profondément modifié en 1956.

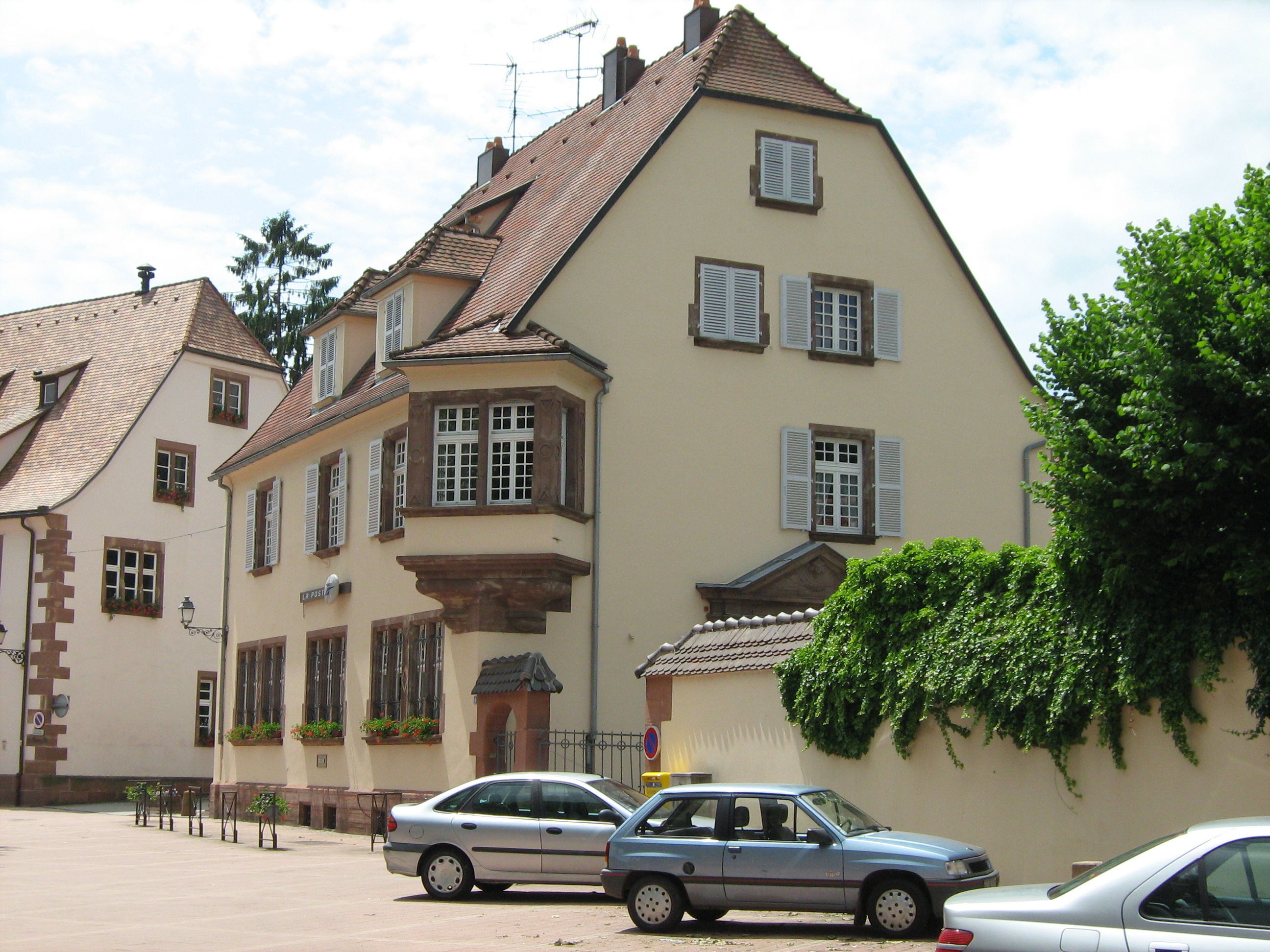
La Poste de Bouxwiller, anciennes écuries seigneuriales
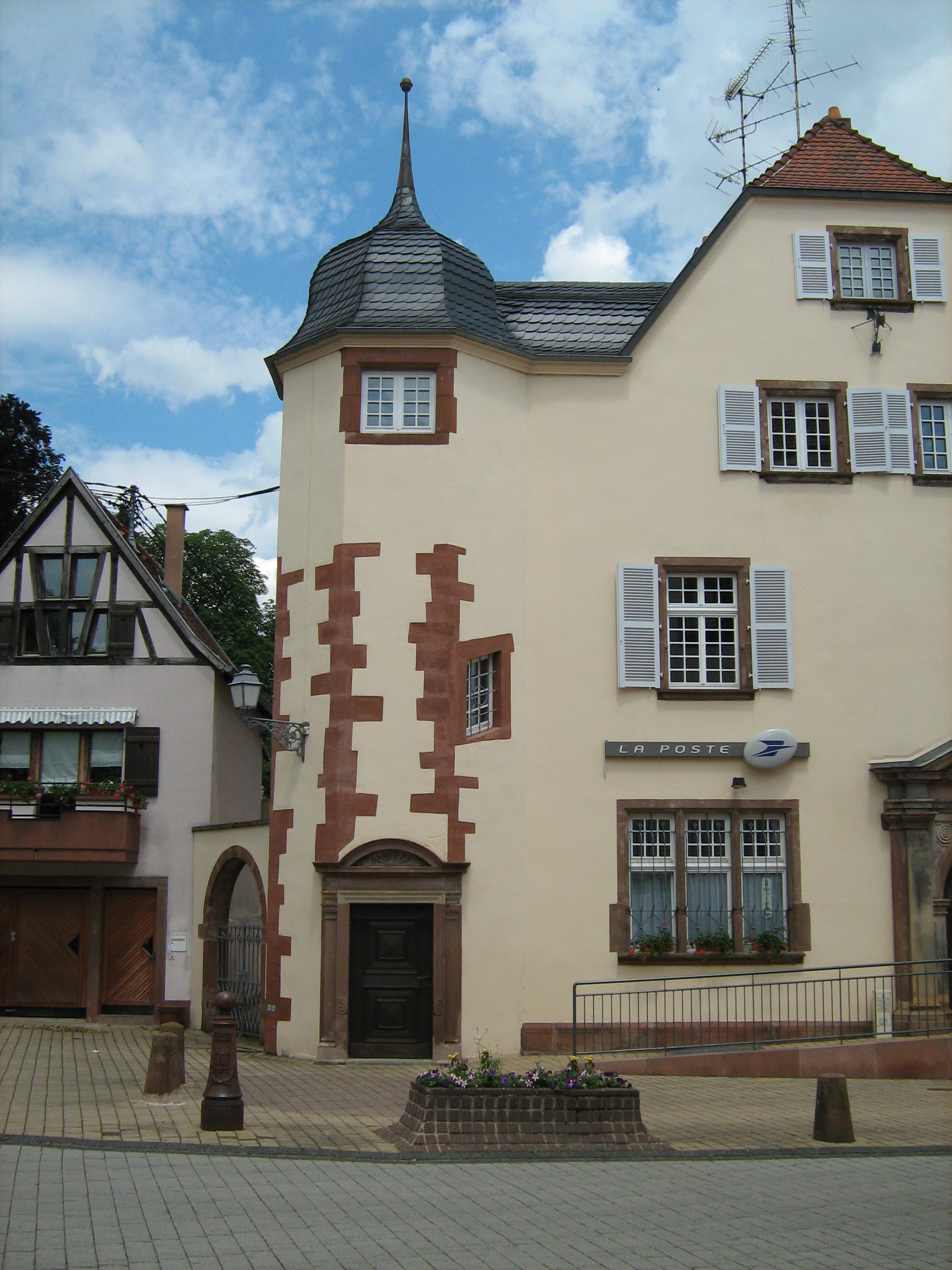
La tourelle de la Poste
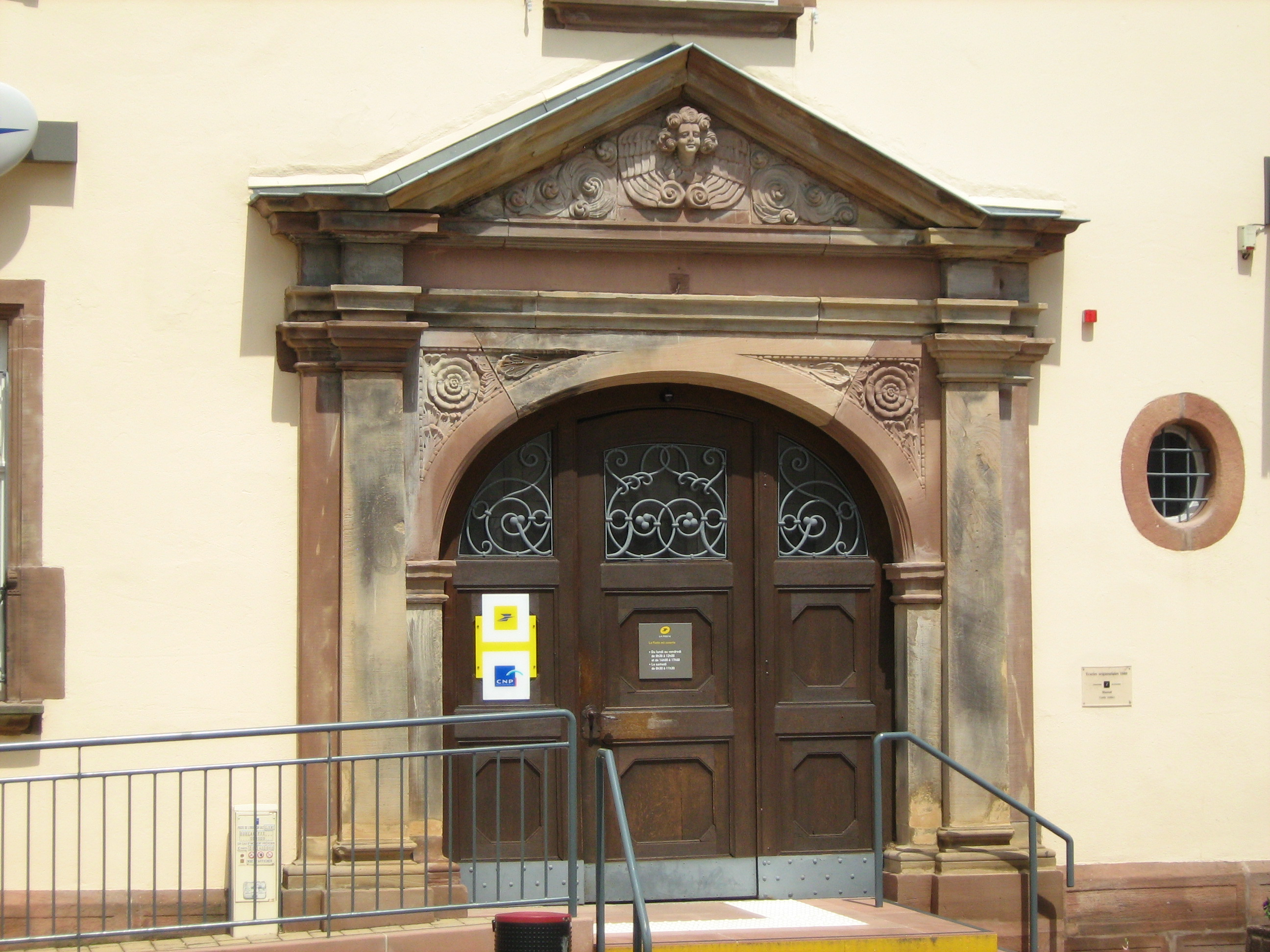
Gros plan sur le portail de la Poste, entrée du public

## La rue de la Chancellerie

### La remise

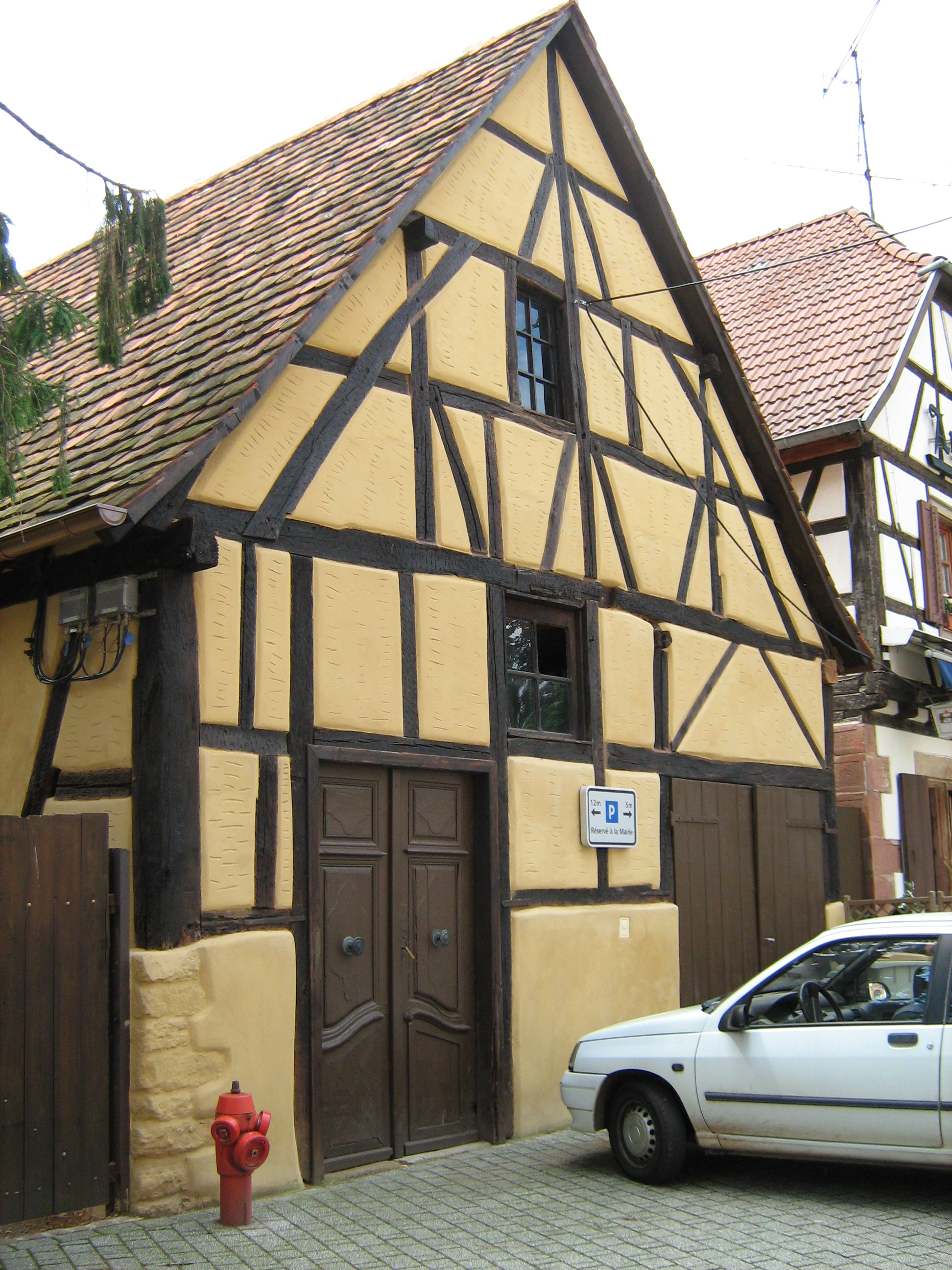

La remise de la mairie est située derrière le bâtiment de la Chancellerie, à côté du restaurant du Relais de la Poste. Cette construction d'apparence anodine est sûrement l'une des plus anciennes que compte Bouxwiller. Sa charpente date probablement du XVe siècle. La technique moyenâgeuse de montage de cette dernière s'inspire de méthodes déjà en usage au Néolithique.
Dans sa conception, le poteau est vu comme élément central de la structure. Tout s'organise autour de lui. Les pièces horizontales majeures comme la panne intermédiaire ou la sablière supportant la base des chevrons et des solives.

## La Grand'Rue

### La Laube (Maison commune)
L'origine de ce bâtiment remonte probablement au XIVe siècle. Sa position est stratégique car placé à l'intersection des deux principaux axes routiers de la vieille cité. Ce sont d'une part la Grand'Rue (nord/sud) qui reliait les deux principales portes fortifiées de Bouxwiller et d'autre part la rue du Canal (est/ouest) qui reliait le clos de l'ancien château comtal à l'église Saint-Léger située extra muros. De cette époque on remarque, bien que restaurées, les arcades en arc brisé. Le rez-de chaussée, ouvert sur deux ou trois côtés, abritait des transactions commerciales tels les étals des bouchers. En 1721, on fit refaire les étages en pan de bois. La maison servait à accueillir les réunions des bourgeois du lieu, les bureaux de la municipalité et le tribunal local et l'auberge du Lion d'or. Cette dénomination étant tirée de la fontaine au lion (Löwenbrunnen) située devant le bâtiment, rue du Canal. Après la Révolution, la mairie fut déménagée vers la Chancellerie. Actuellement, une pharmacie occupe les locaux du rez-de-chaussée

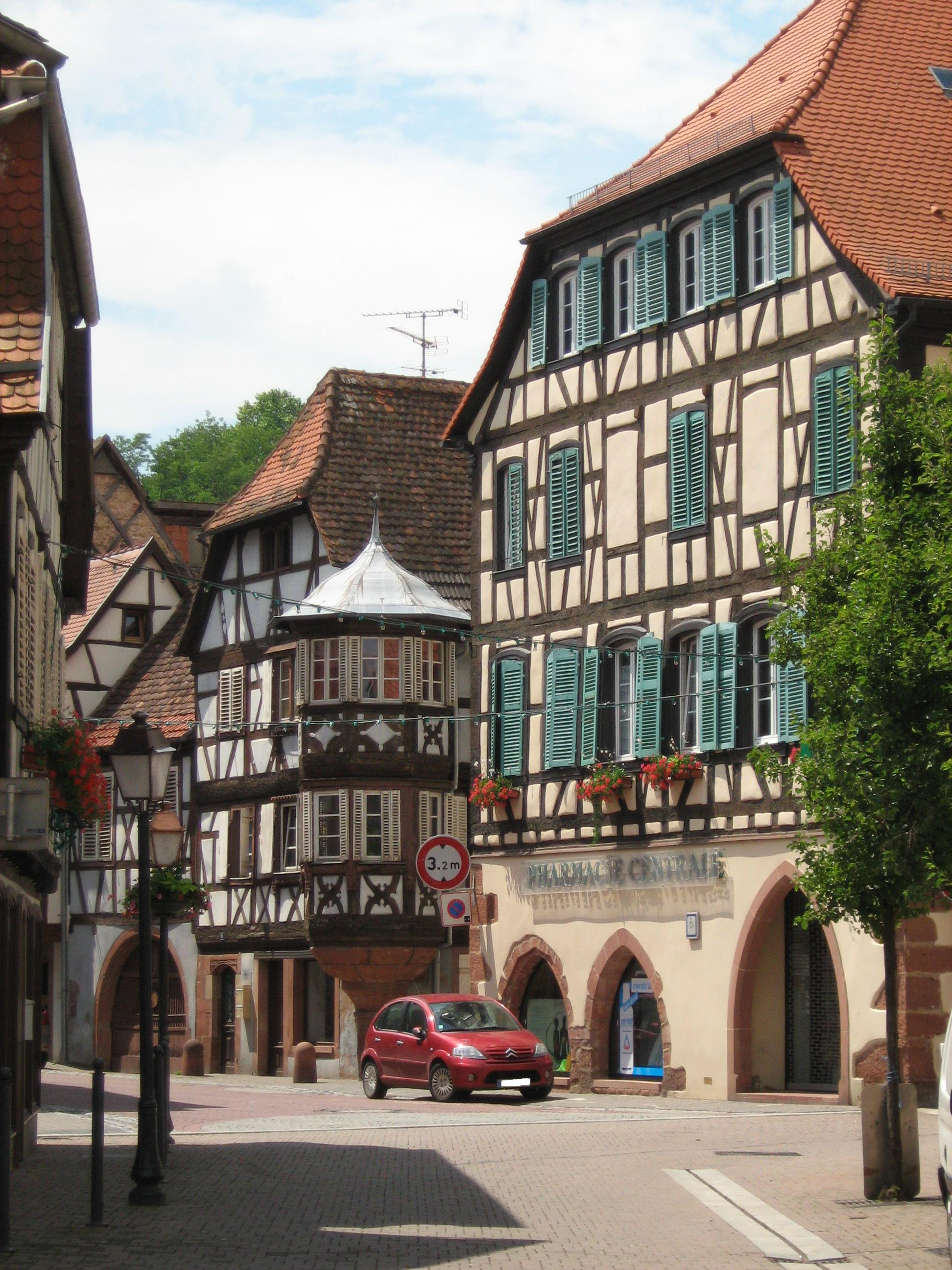
La Laube en remontant la rue du Canal
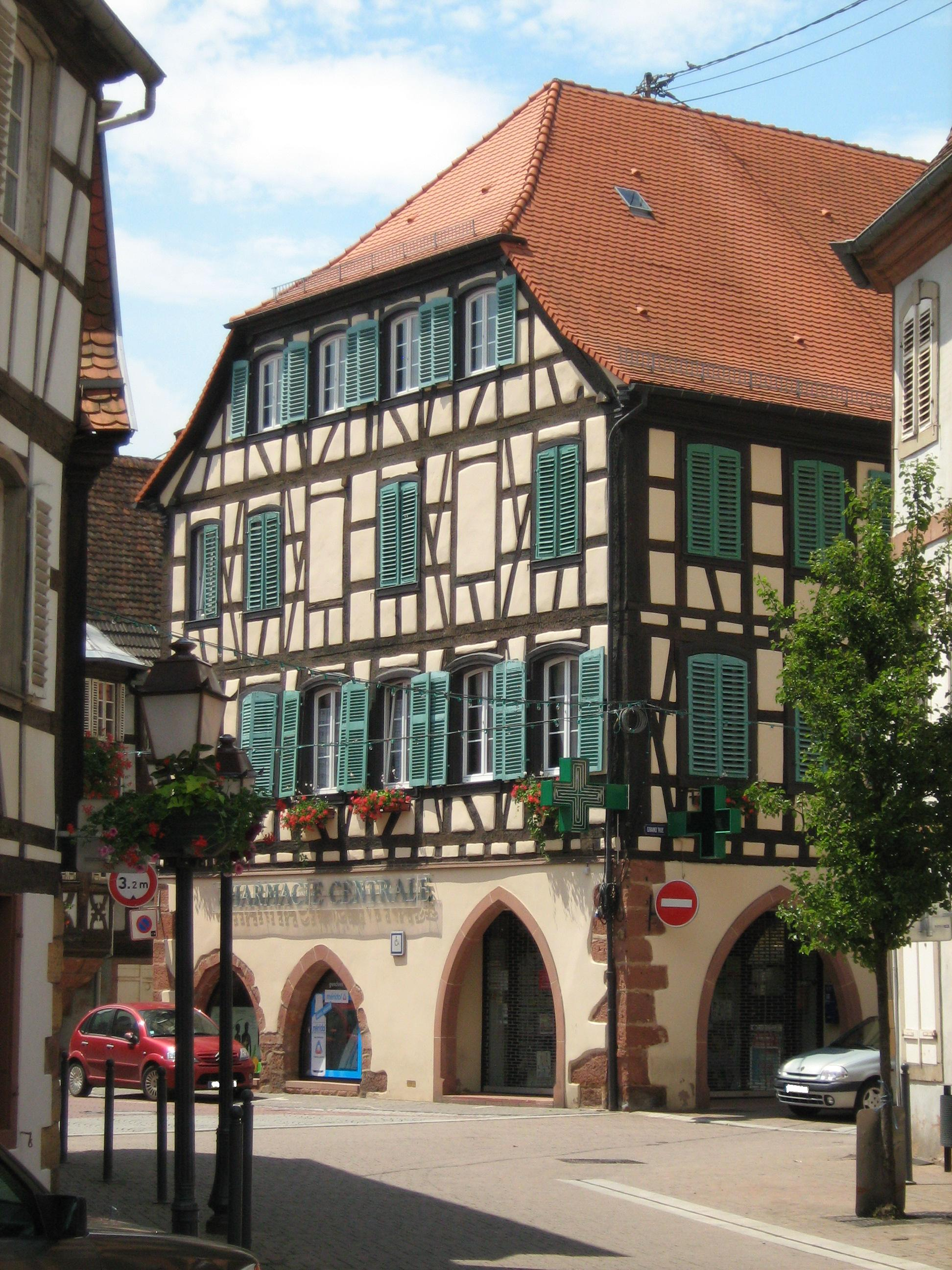
Au carrefour des deux axes
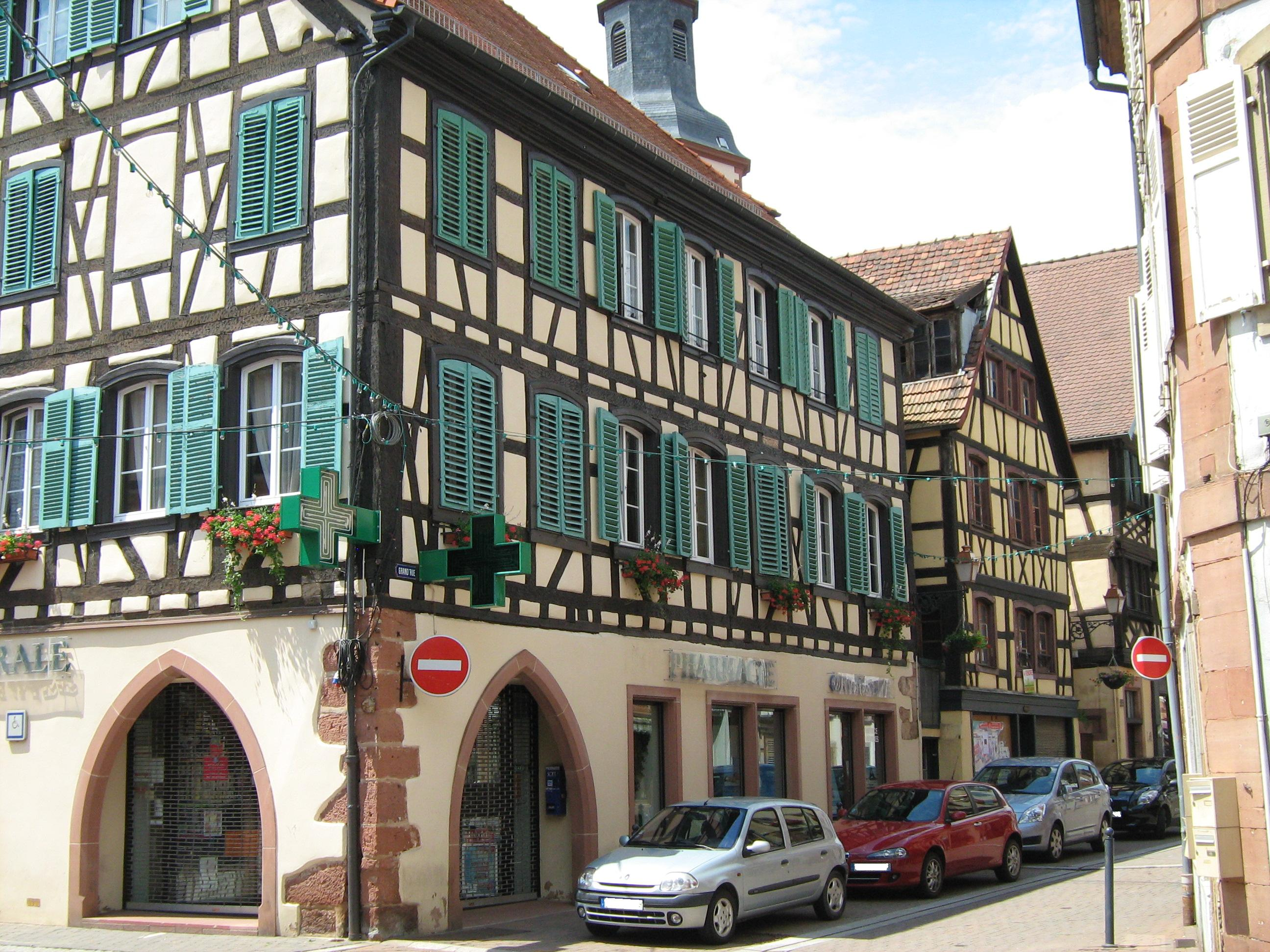
La Laube en remontant la Grand'Rue

### La maison Pflüger ou à la sirène
La maison, sise au no 29 de la Grand'Rue, comporte la date de 1667 avec les initiales HGPMAP et un symbole de cordier. On peut ainsi identifier le couple Hans Georg Pflüger et Marie Agathe Pflüger née Haberkorn qui se sont unis le 28 novembre 1643 à Bouxwiller. Le rez-de-chaussée a été modifié et est occupé par la boutique Phildar. Les deux étages sont à pan de bois. On remarque surtout l'oriel richement sculpté où apparaissent des êtres fantastiques aux figures humaines et barbues. Sur un des meneaux de l'oriel apparait une sirène. La maison est classée monument historique depuis le 16 octobre 1930.

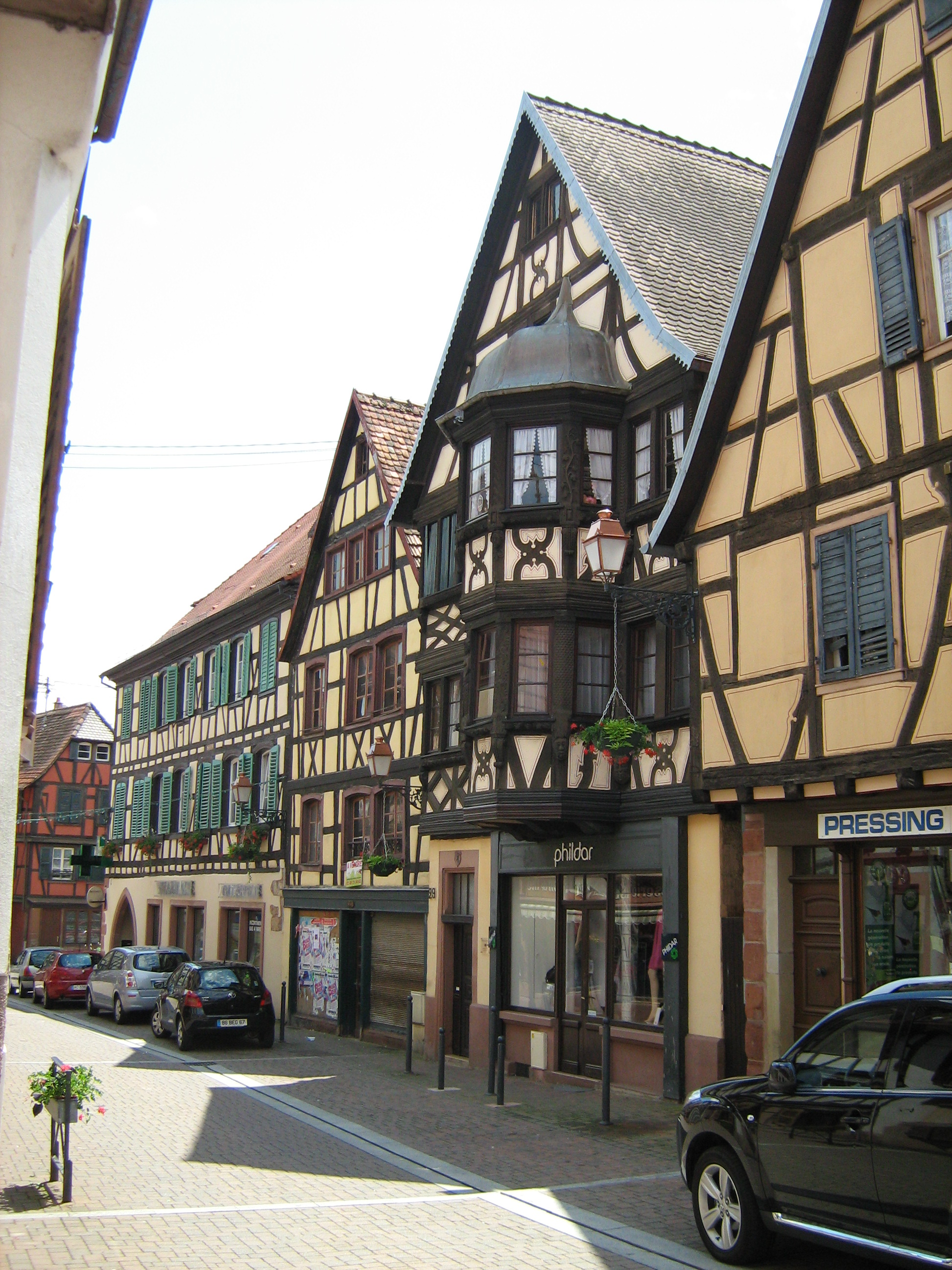
Vue générale du bâtiment
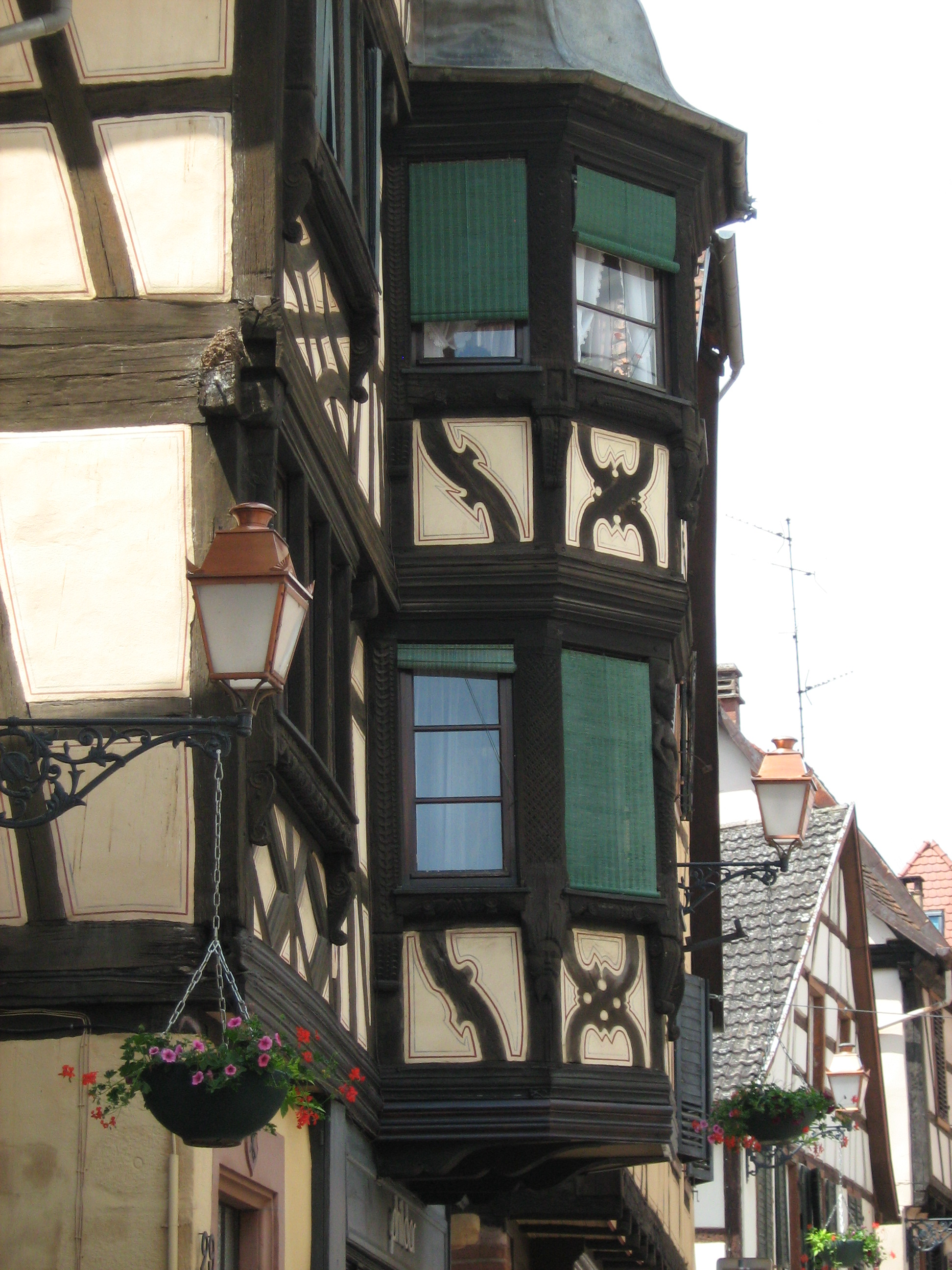
L'oriel
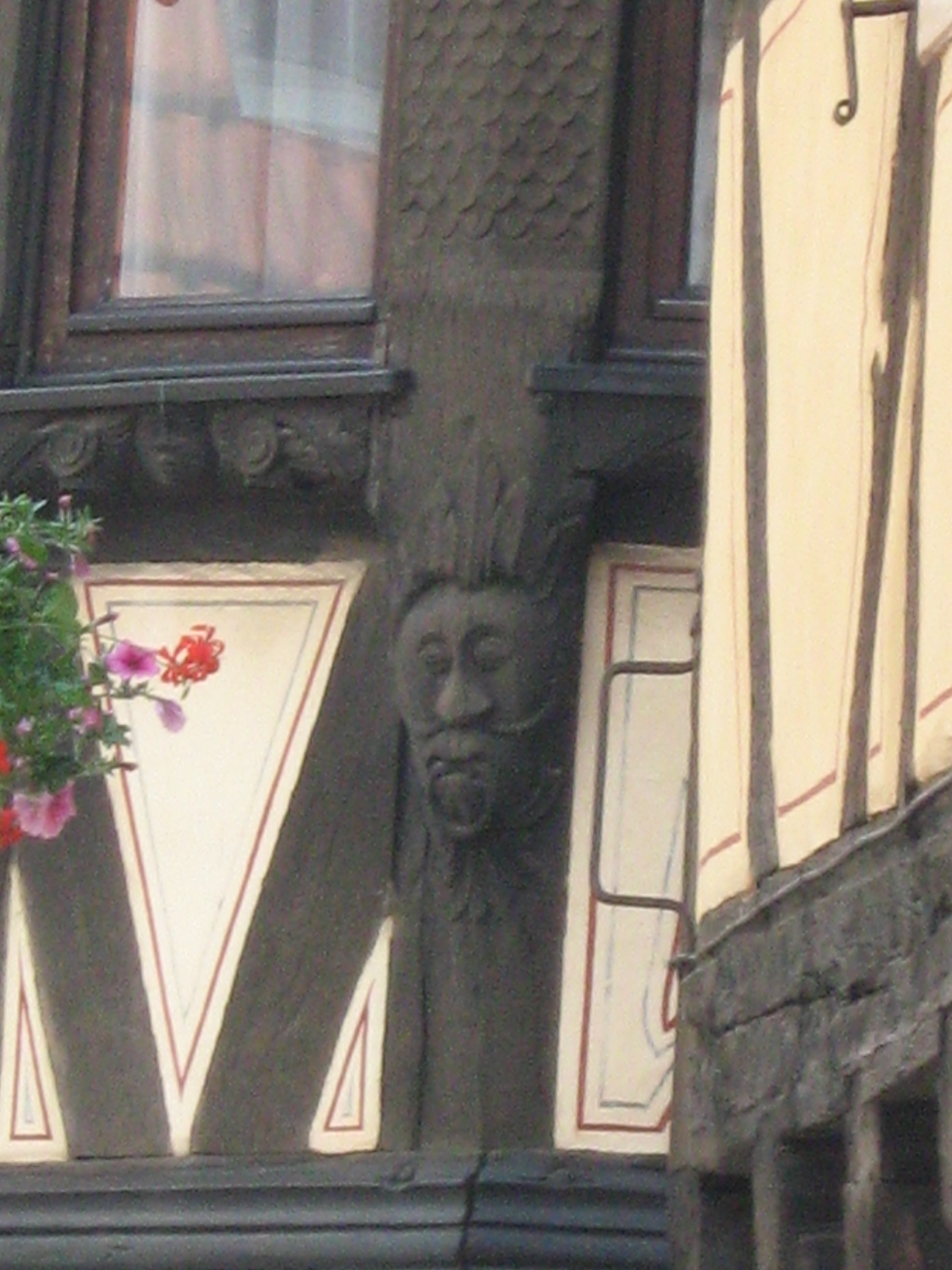
détail de l'oriel

### La maison à l'oriel sculpté
La maison située au no 46 de la Grand'Rue comporte un petit oriel en pierre sculpté de pampres et d'animaux. Il a été classé monument historique le 16 octobre 1930. Les décorations sont cependant mutilées par endroits. Comme suspendu à l'angle de l'étage supérieur, il permet d'avoir une vue sur la Grand'Rue et la rue des Seigneurs. La date de 1613 apparait sur un de ses linteaux bien que la maison ait été construite en 1557 (porte du rez-de-chaussée).

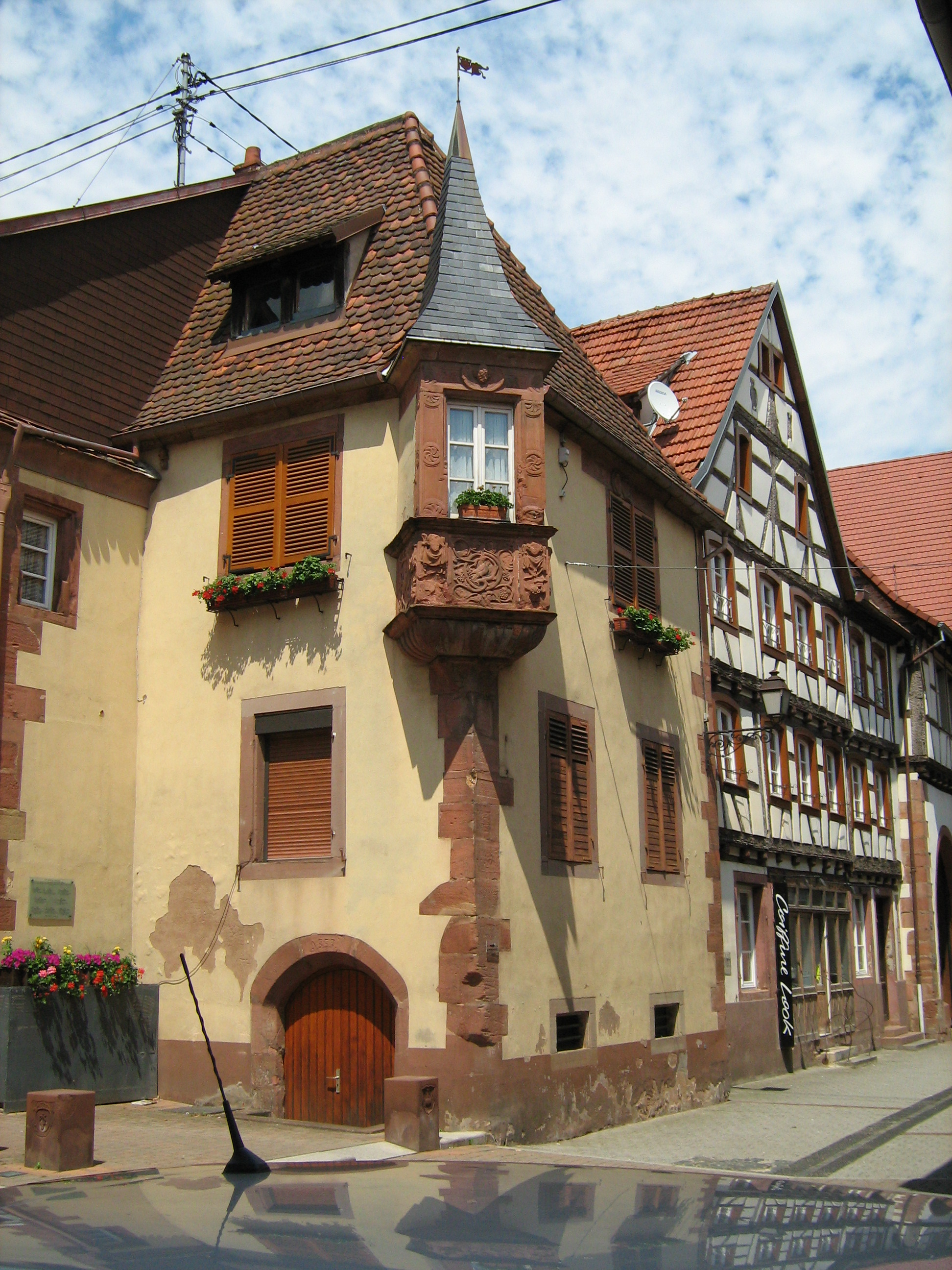
Maison de 1557
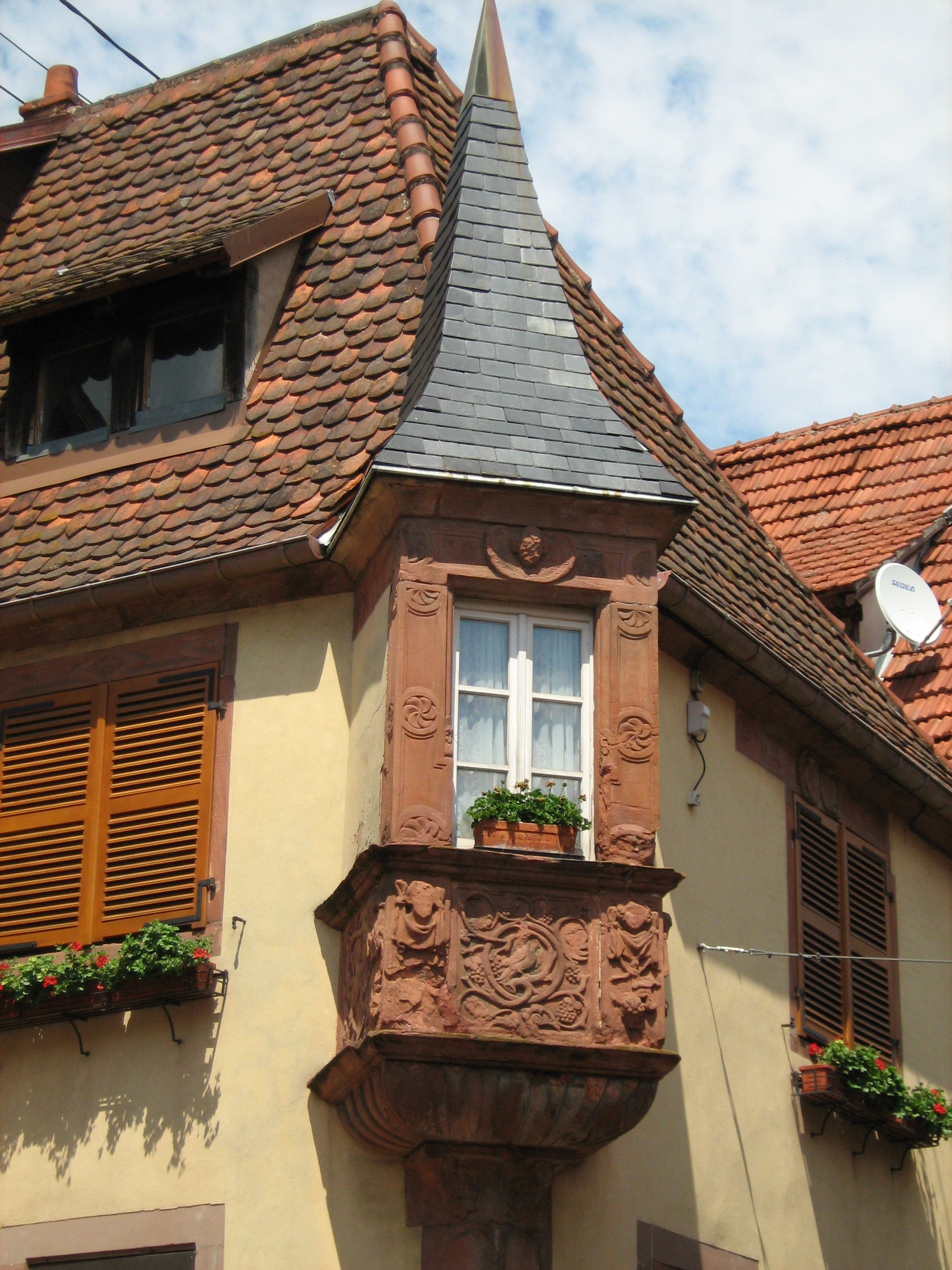
Oriel de 1613

### Maisons

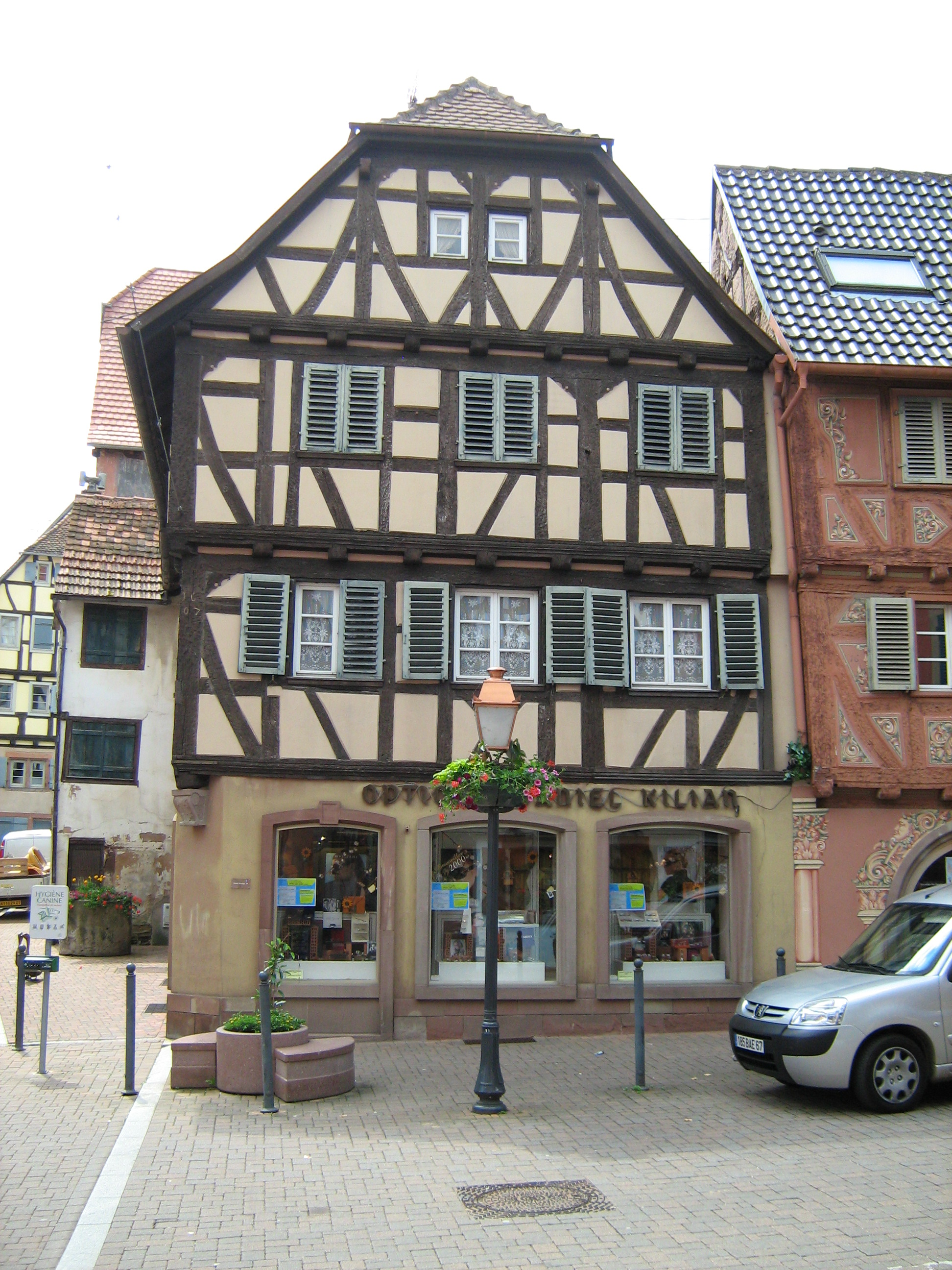
43 Grand'Rue, à l'angle de la rue du 22 novembre
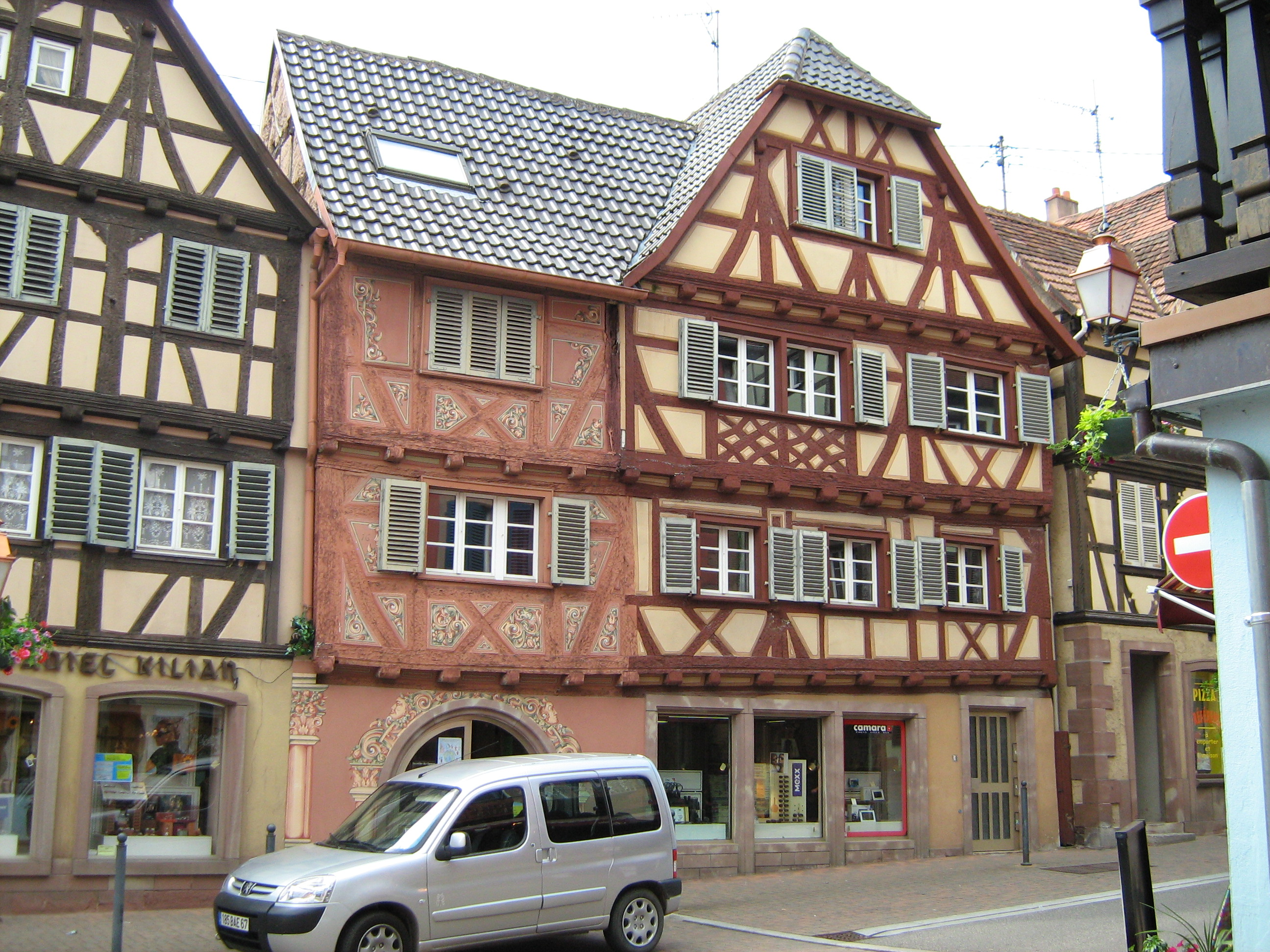
45 et 47 Grand'Rue
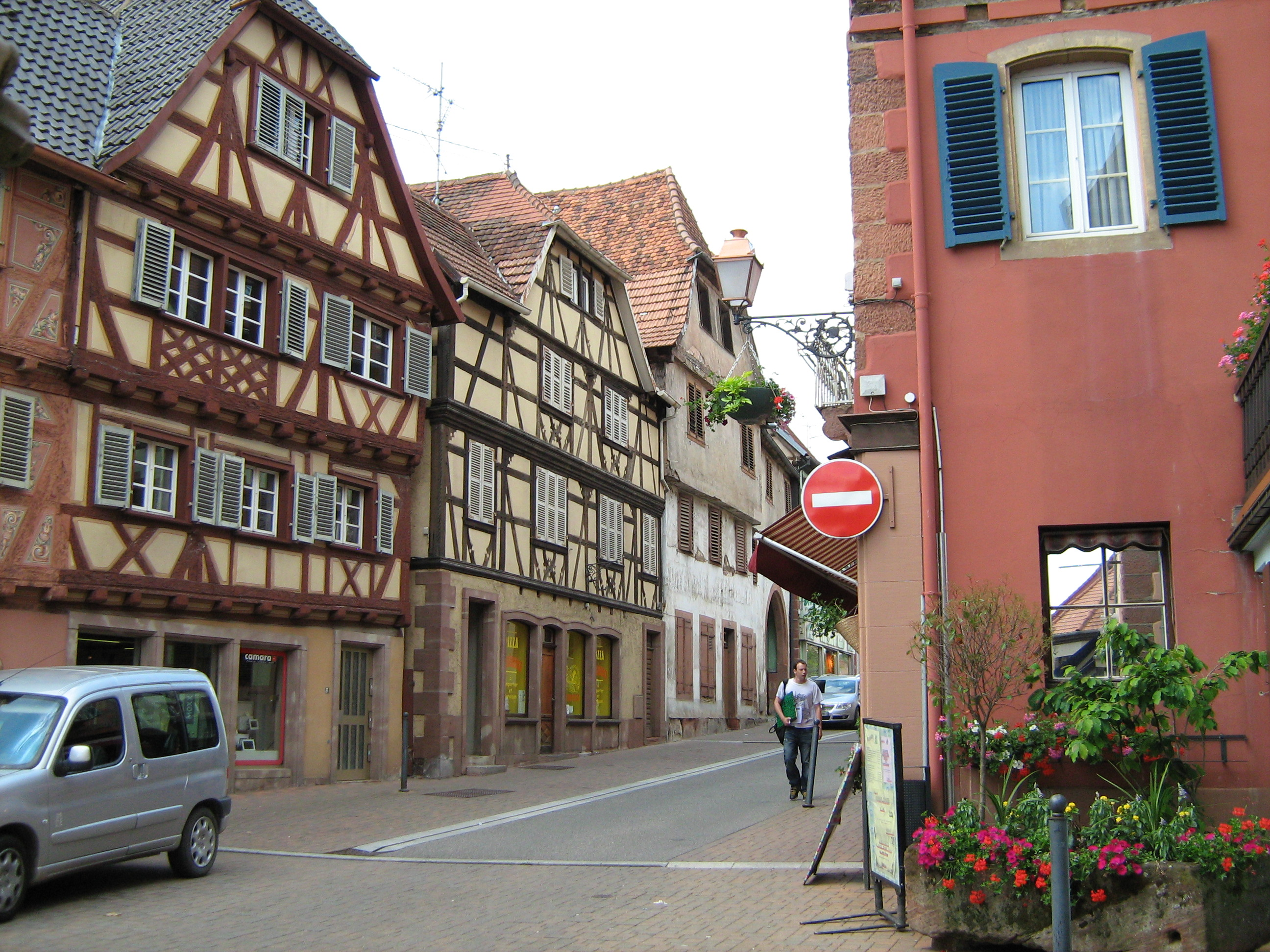
47 et 49 Grand'Rue

## Les remparts
La première mention écrite des murs de la ville date de l'an 1312 lorsque Bouxwiller est appelée oppidum dans la charte des indulgences de l'église Saint-Léger. En 1337 la même église Saint-Léger est qualifiée d' ecclesia ex muros, c'est-à-dire située en dehors des remparts. La ville comptait trois portes. La Niedertor fut démolie en mai 1807 puis l'Obertor connut le même sort en 1835. Ces deux édifices étaient des tours ayant chacune son pont-levis et servaient à l'occasion de cachot. La troisième le Totensteg ne s'ouvrait que pour les enterrements célébrés en l'église Saint-Léger. En 1702, l'ingénieur militaire Guillin basé à Neuf-Brisach, parcourt une partie de l'Alsace pour recenser les ouvrages pouvant servir à la défense de la nouvelle province française. Sur le feuillet 146 de son rapport, il dit de Bouxwiller, l'orthographe d'origine ayant été conservée :
Son enceinte est de maçonnerie de 25 pieds de hauteur réduitte dont 18 à 19 sont de quatre pieds et demy d'épais percés de créneaux beaucoup éloignés les uns des autres, flanqué par des tours de temps en temps. Il y a un chemin de ronde couvert de thuilles qui communique tout autour de la place. Il reste au pied du mur quelques vestiges d'une fausse braye qui étoit autrefois, de même que du revestement des fossés qui ont de large 8 à 9 toises et dans lesquels il passe une petite fontaine qu'on y peut retenir quand on veut.

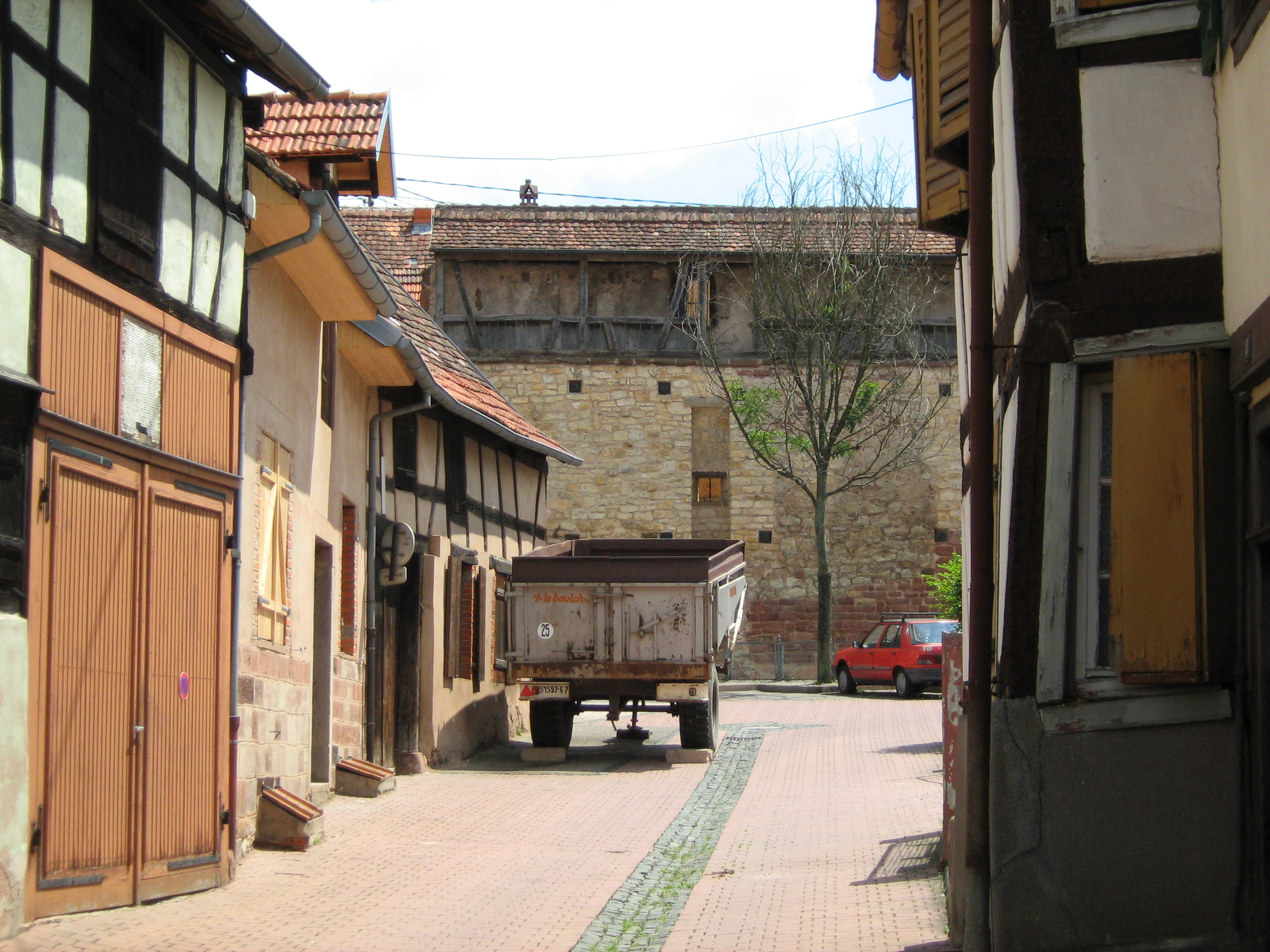
Rempart avec chemin de ronde, rue de la Poste
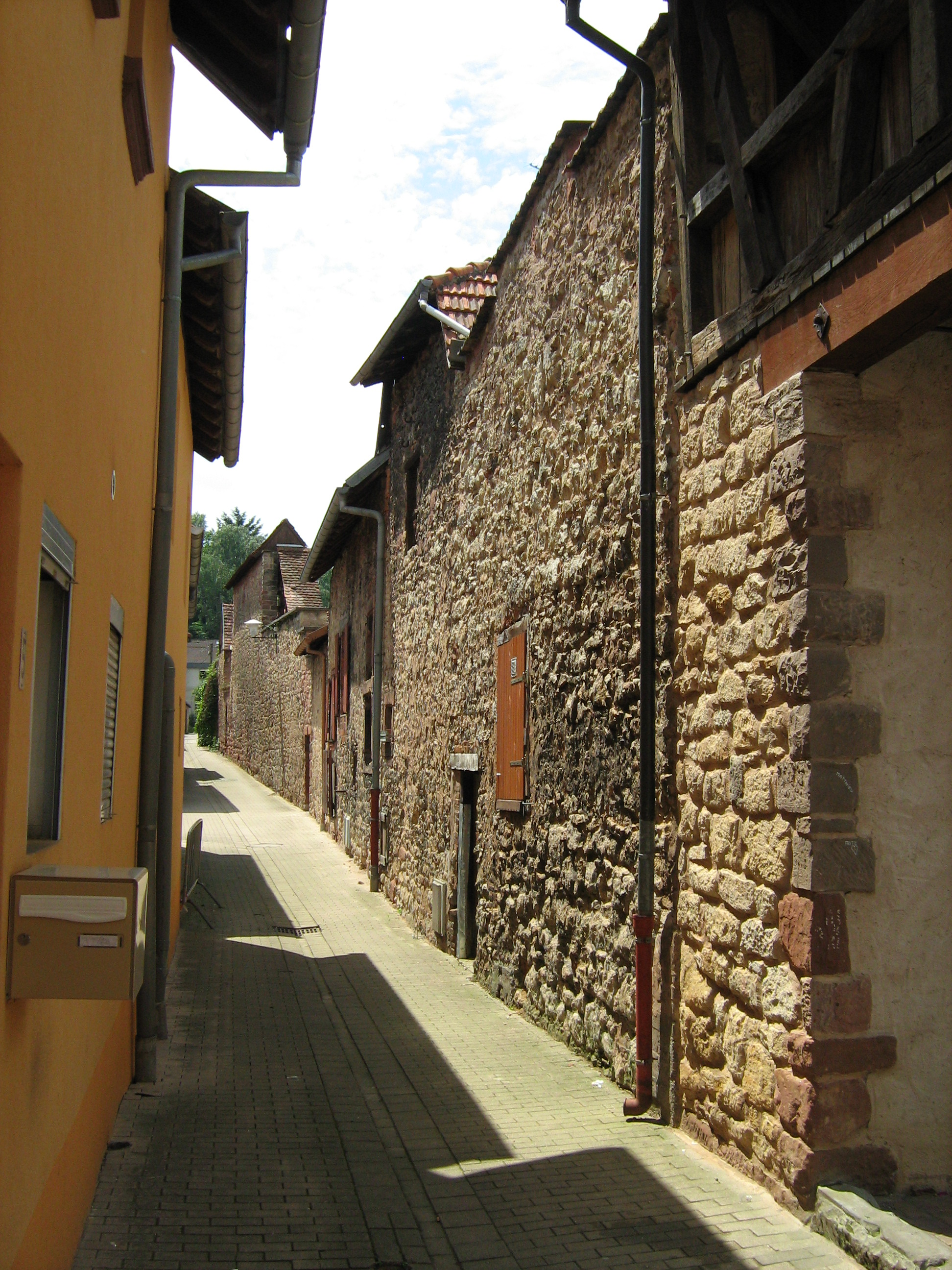
Extérieur des remparts, rue du fossé
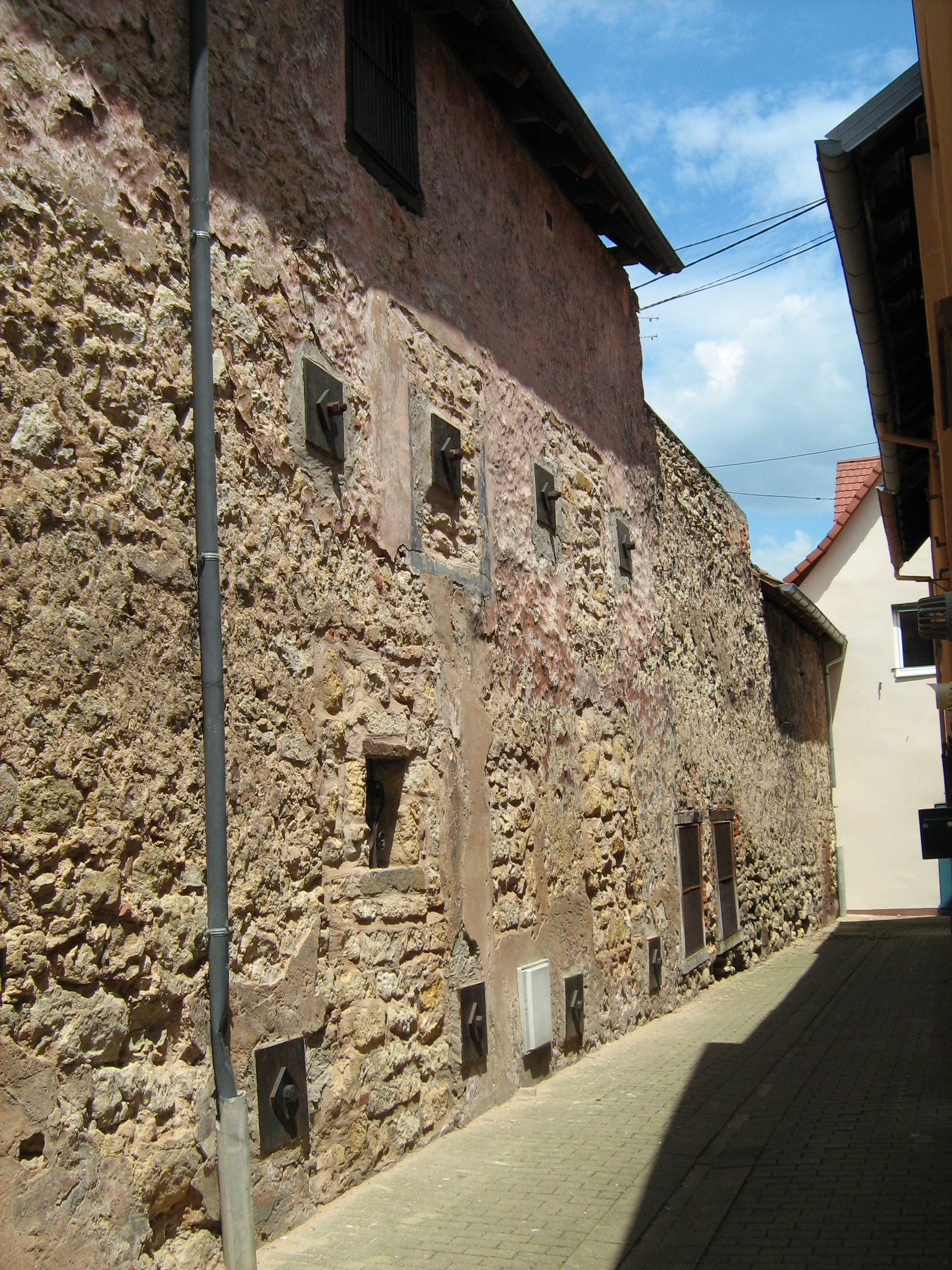
Extérieur des remparts, rue du fossé
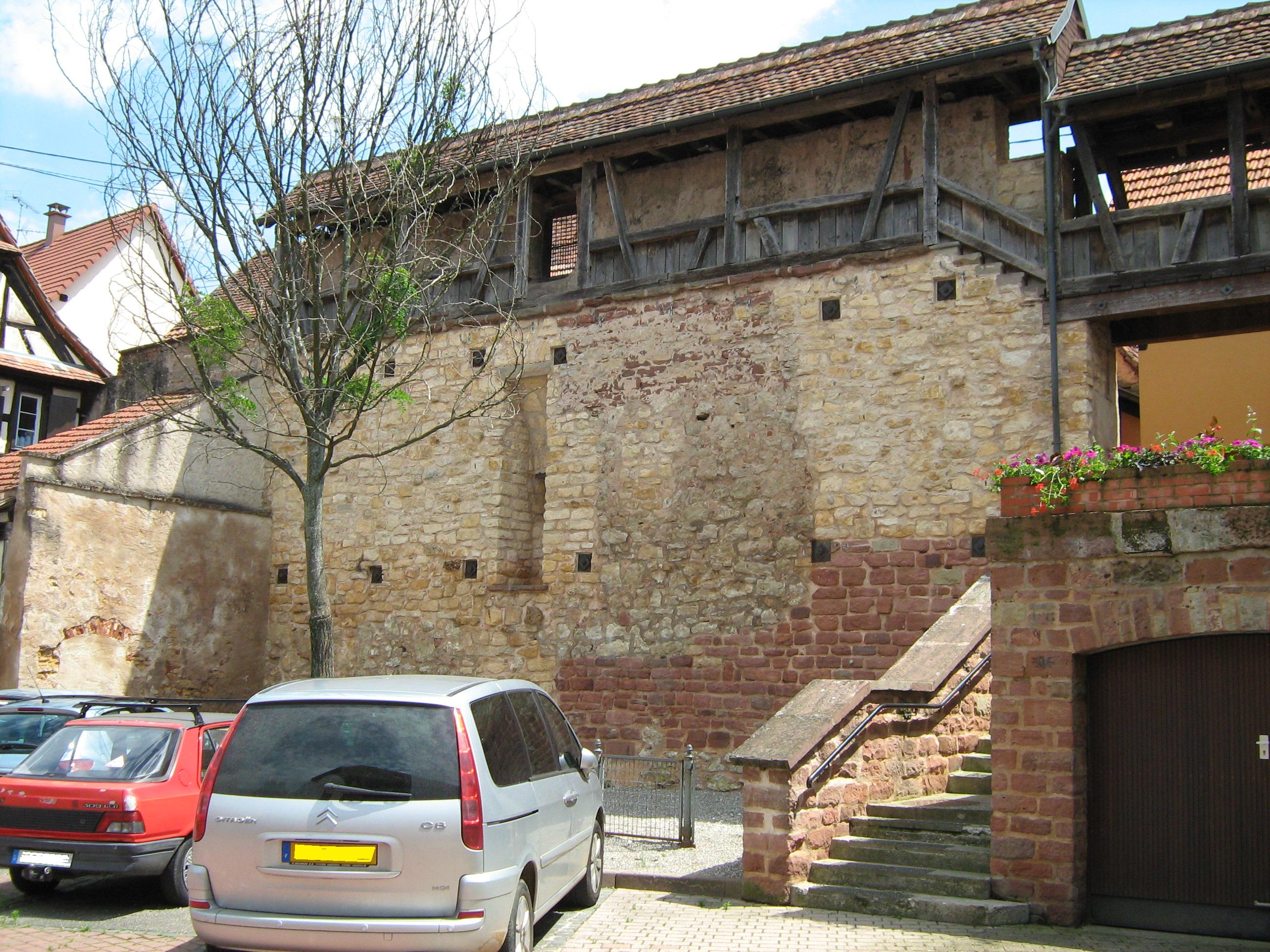
Rempart avec chemin de ronde, rue de la Poste
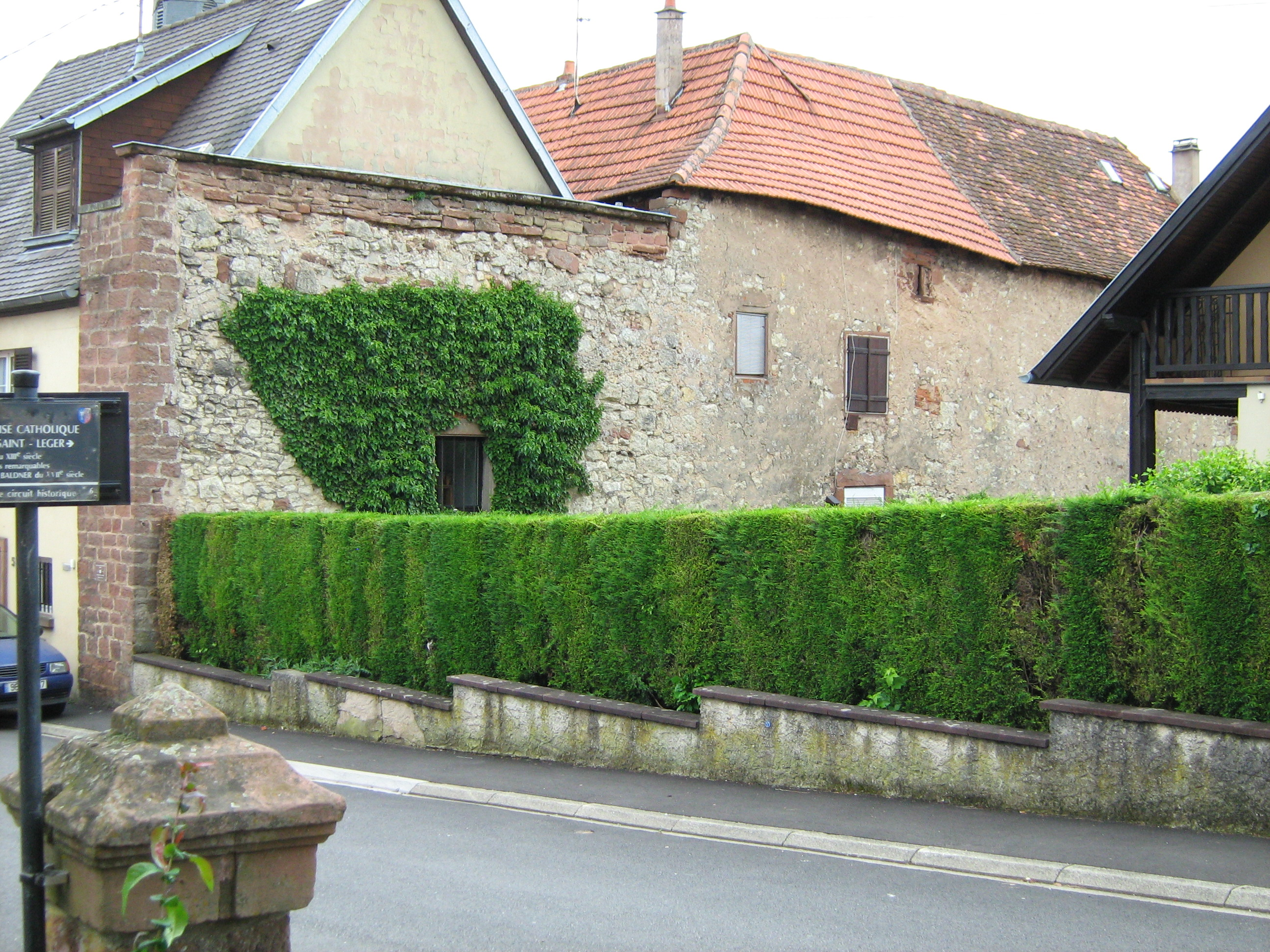
Rempart percé par la rue du 22 novembre (côté droit)
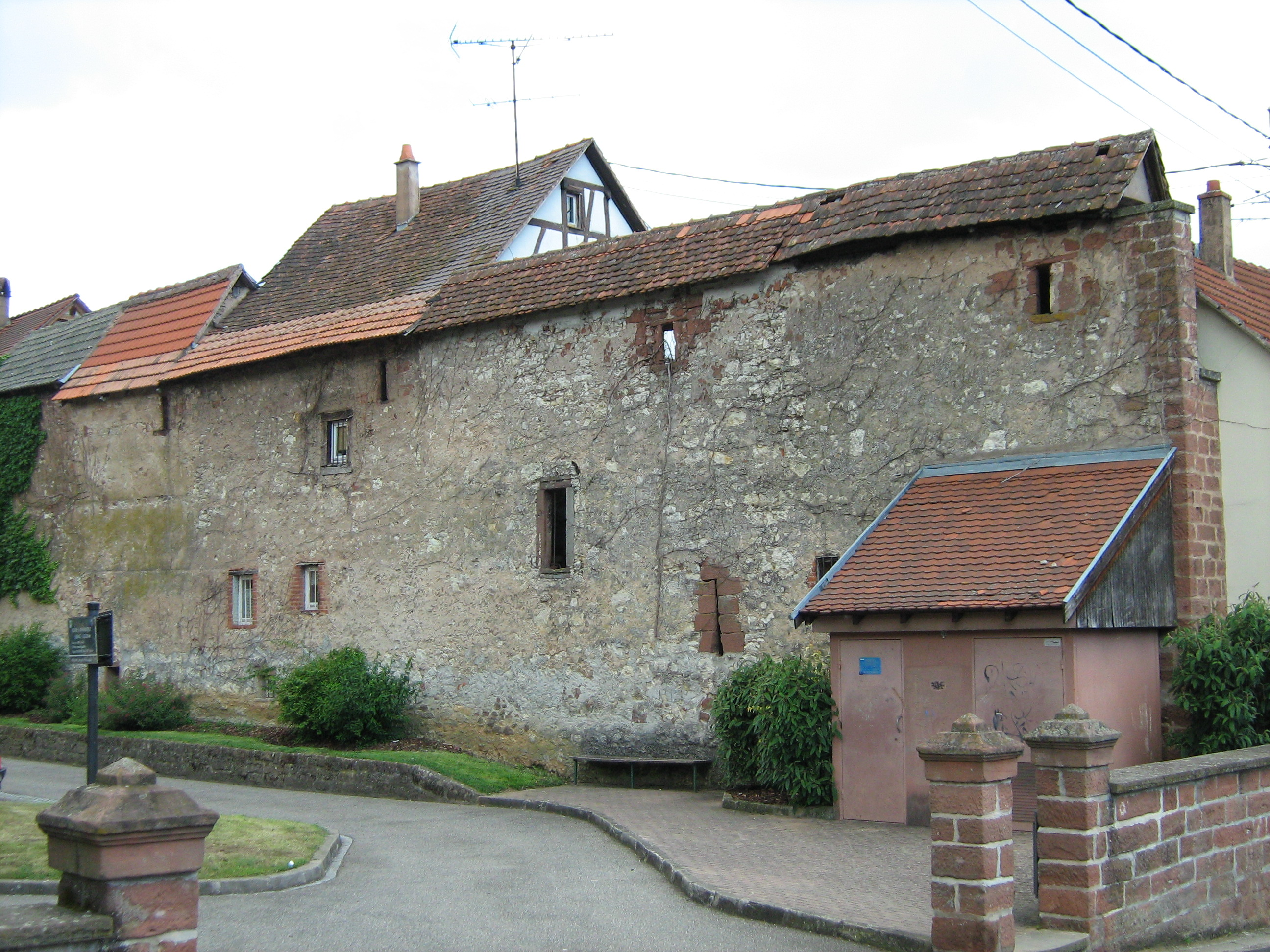
Rempart percé par la rue du 22 novembre (côté gauche)
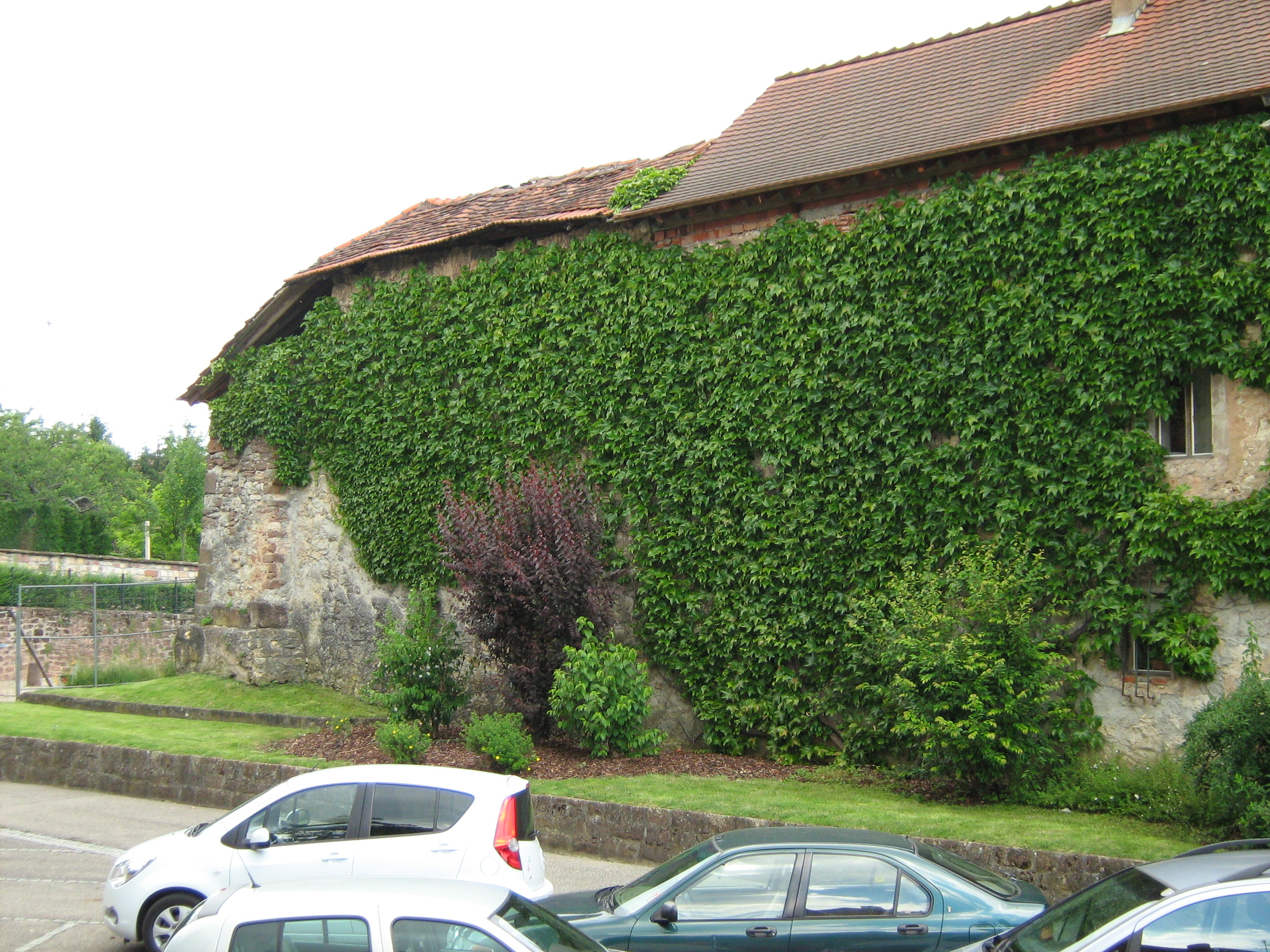
Rempart à l'angle ouest de la ville
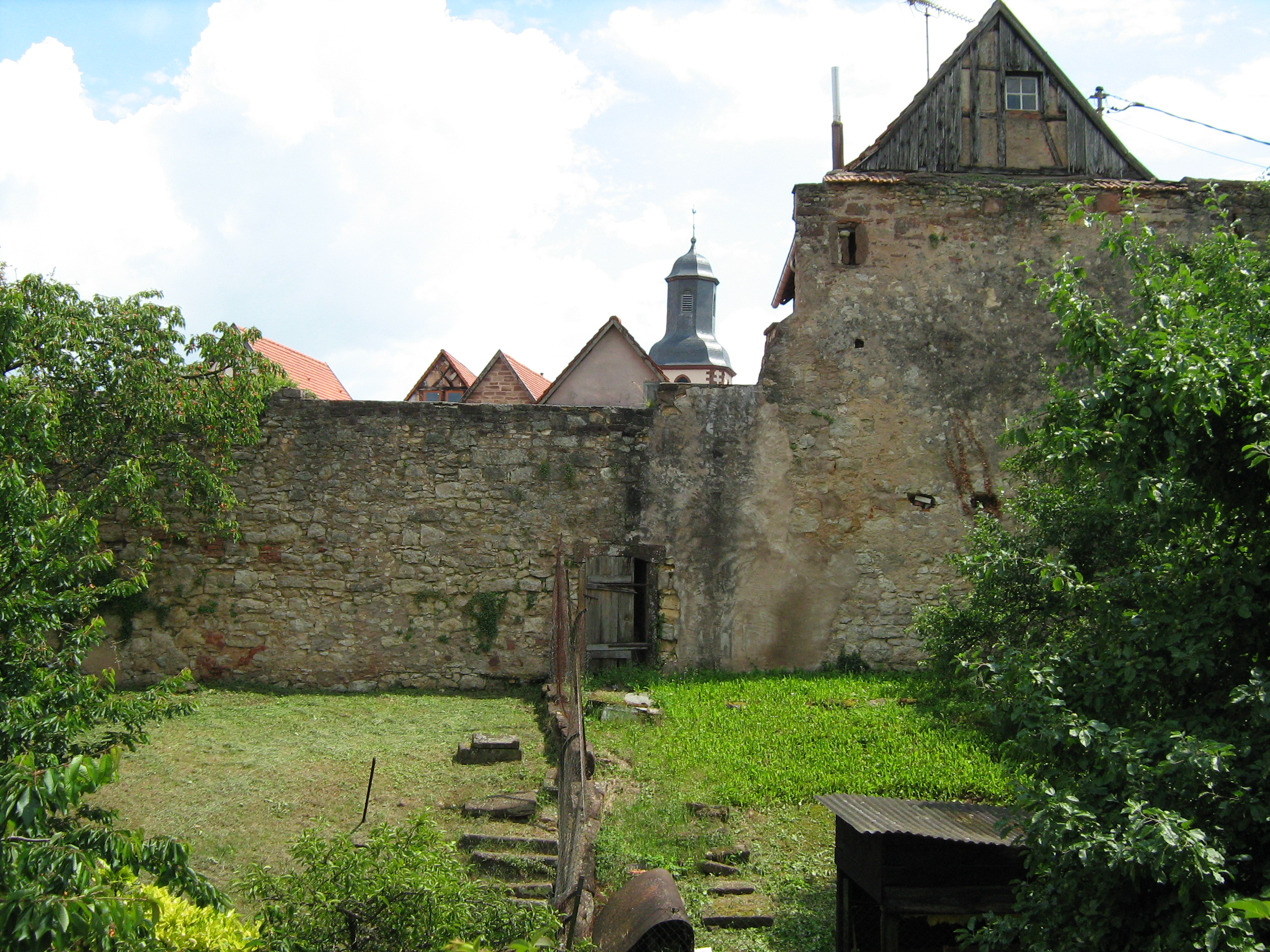
Rempart avec son fossé

## La rue du Sable

### Le portail-passage
Depuis la Grand-Rue, l'accès à la rue du sable se fait en passant sous un immeuble d'allure vétuste. Le corps de passage est en maçonnerie et en colombage. Sa grande porte en plein cintre et  chanfreinée est datée de l'année 1560.

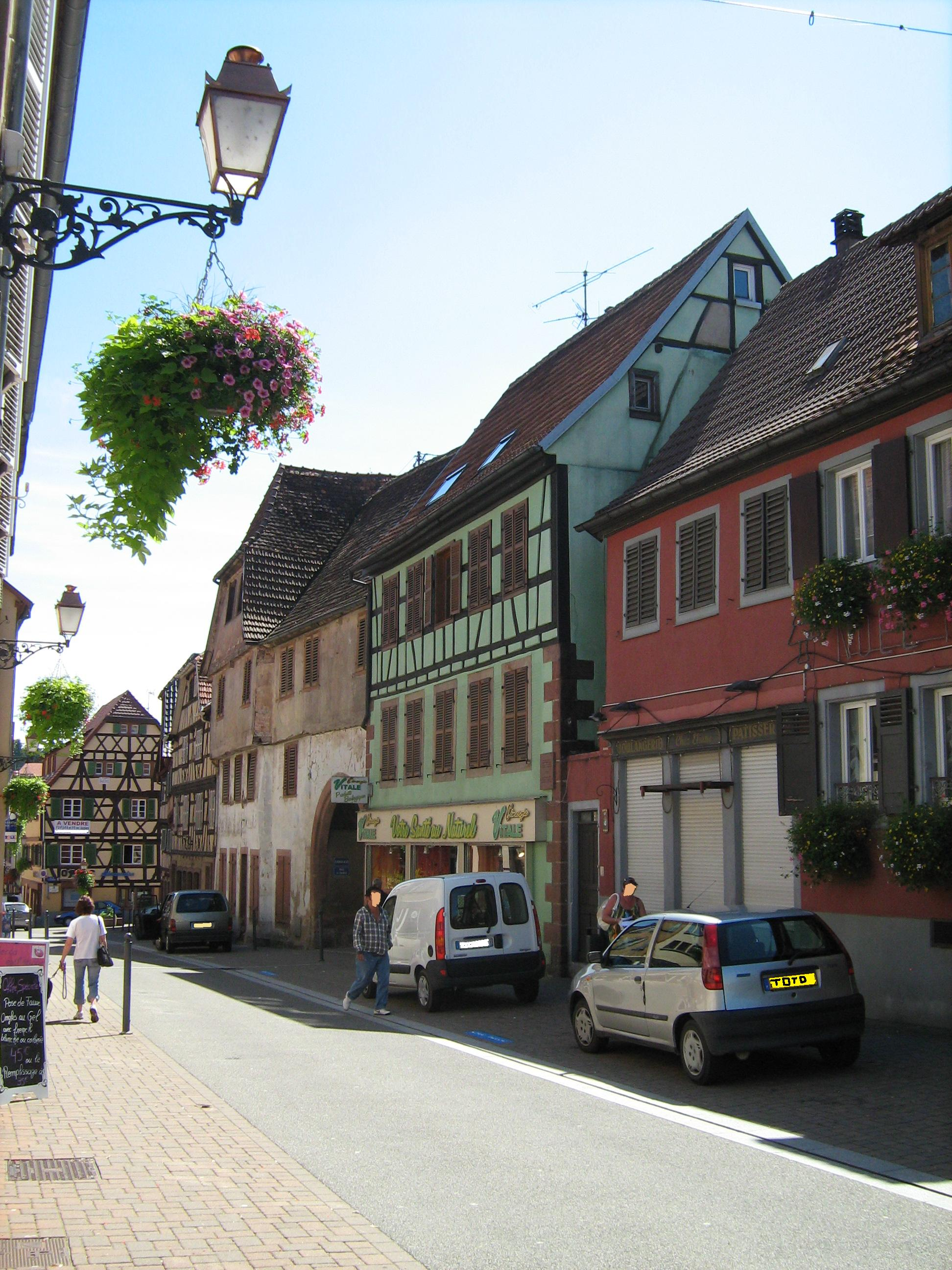
La Grand-Rue
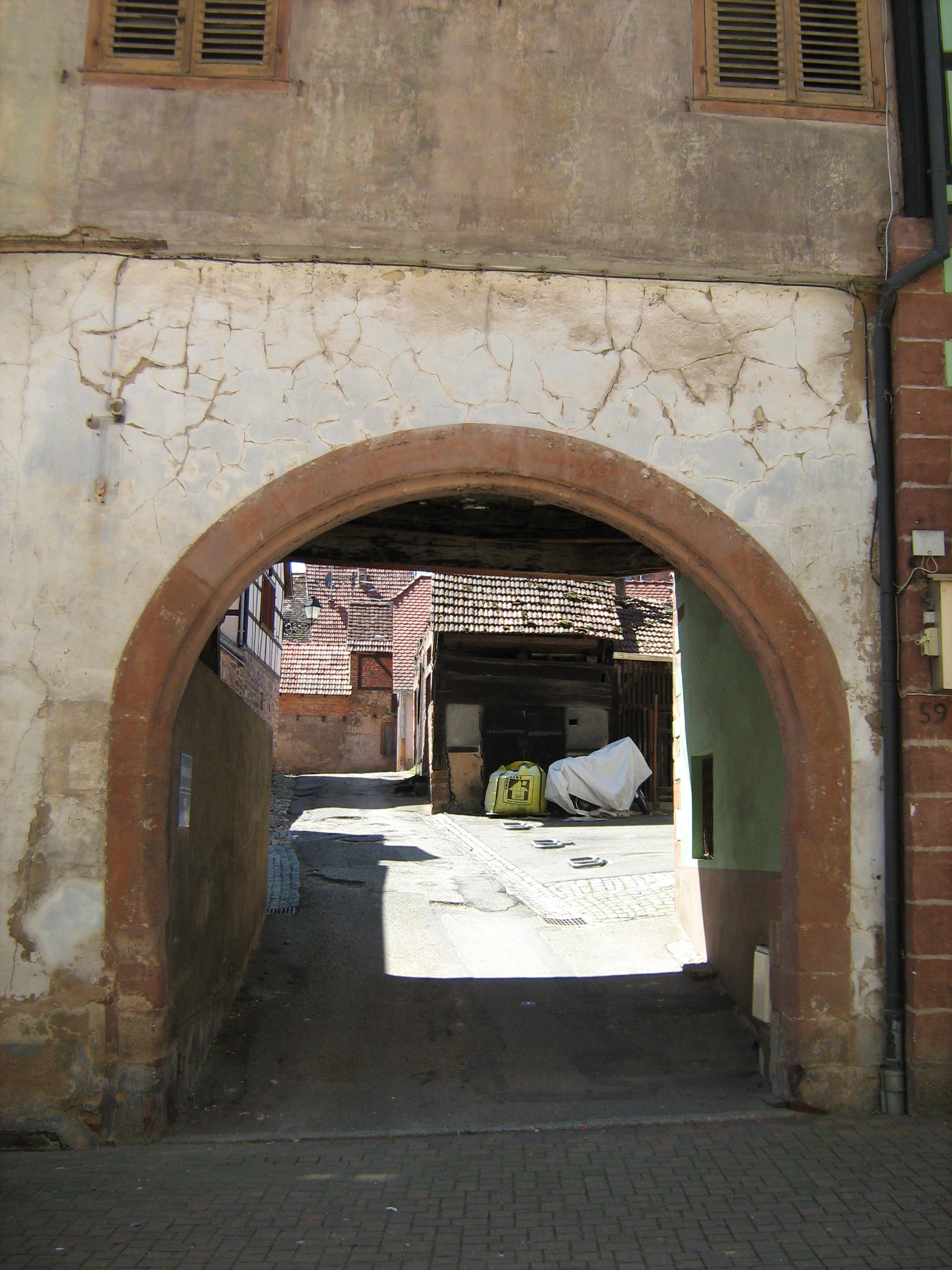
Portail d'immeuble, passage vers la rue du sable
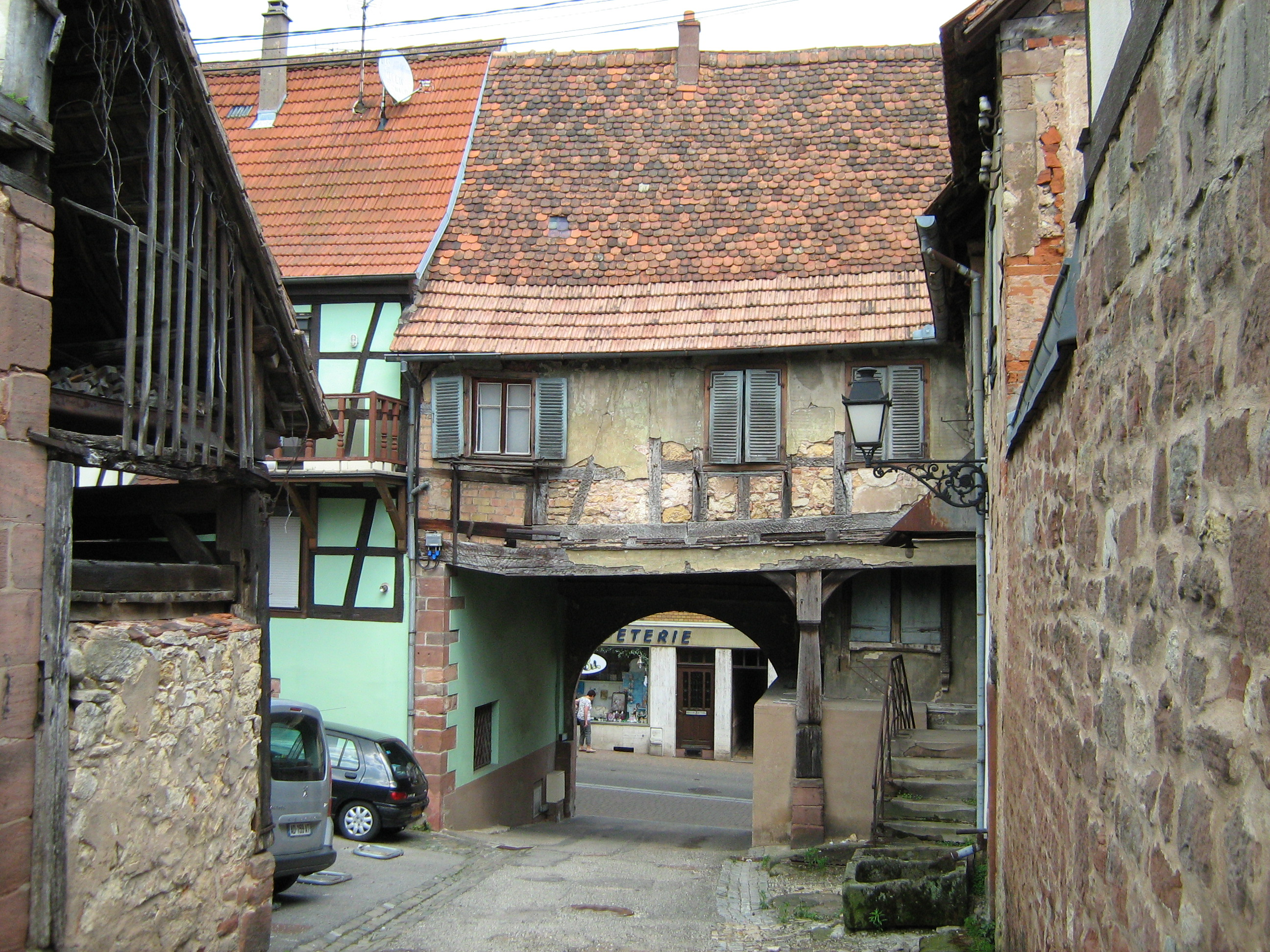
La maison surmontant la rue
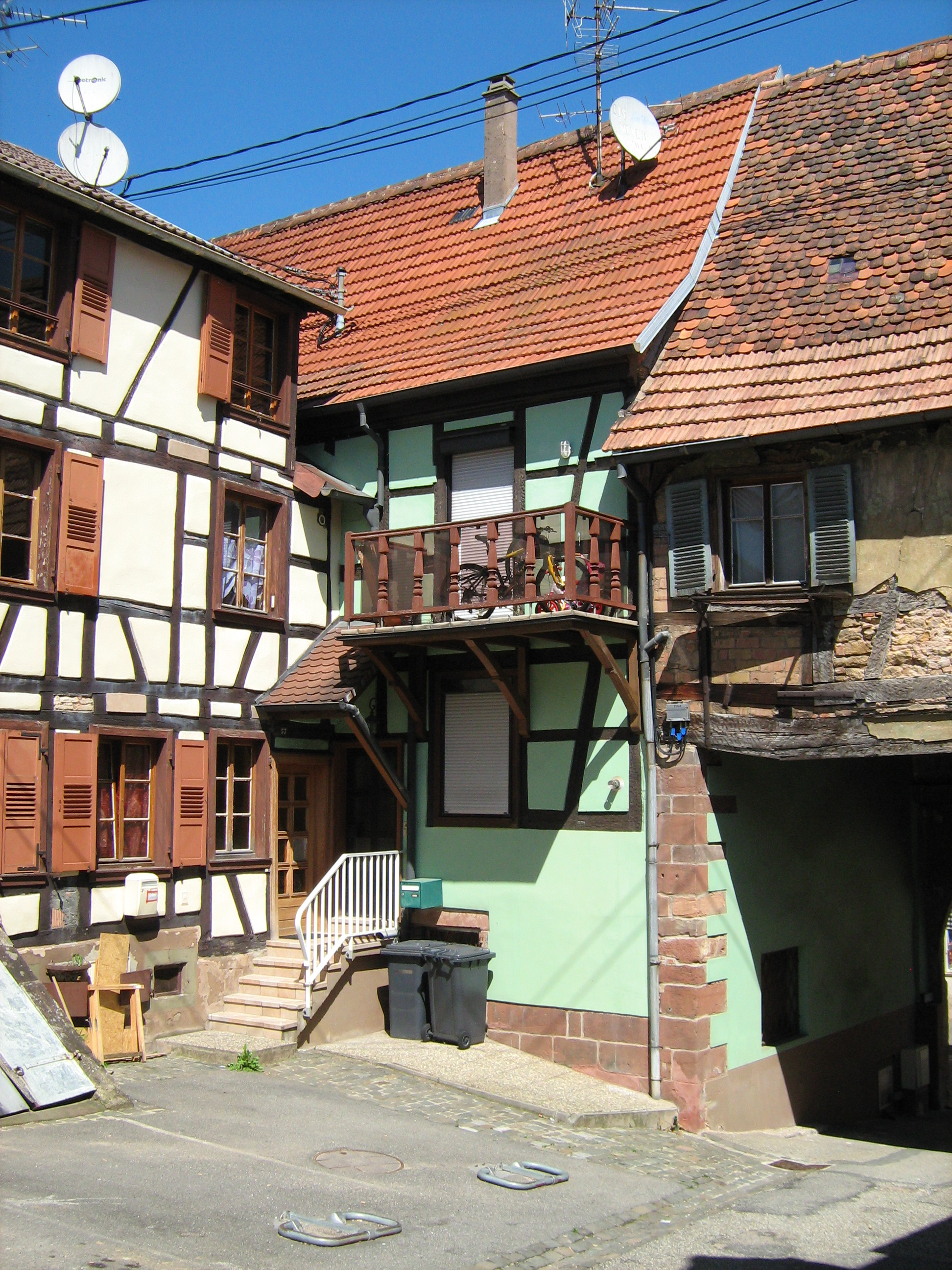
Rue du Sable

### Ferme

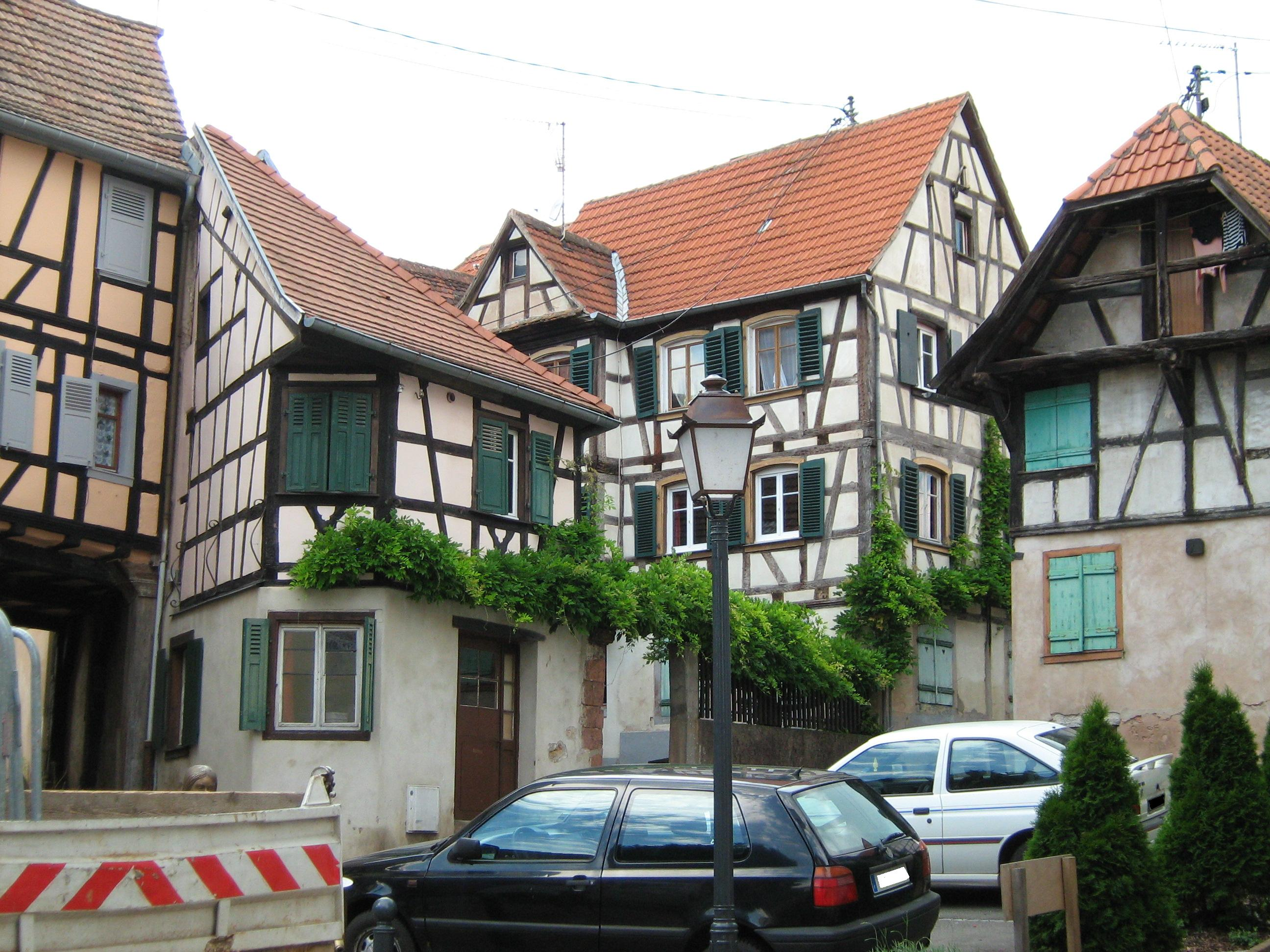
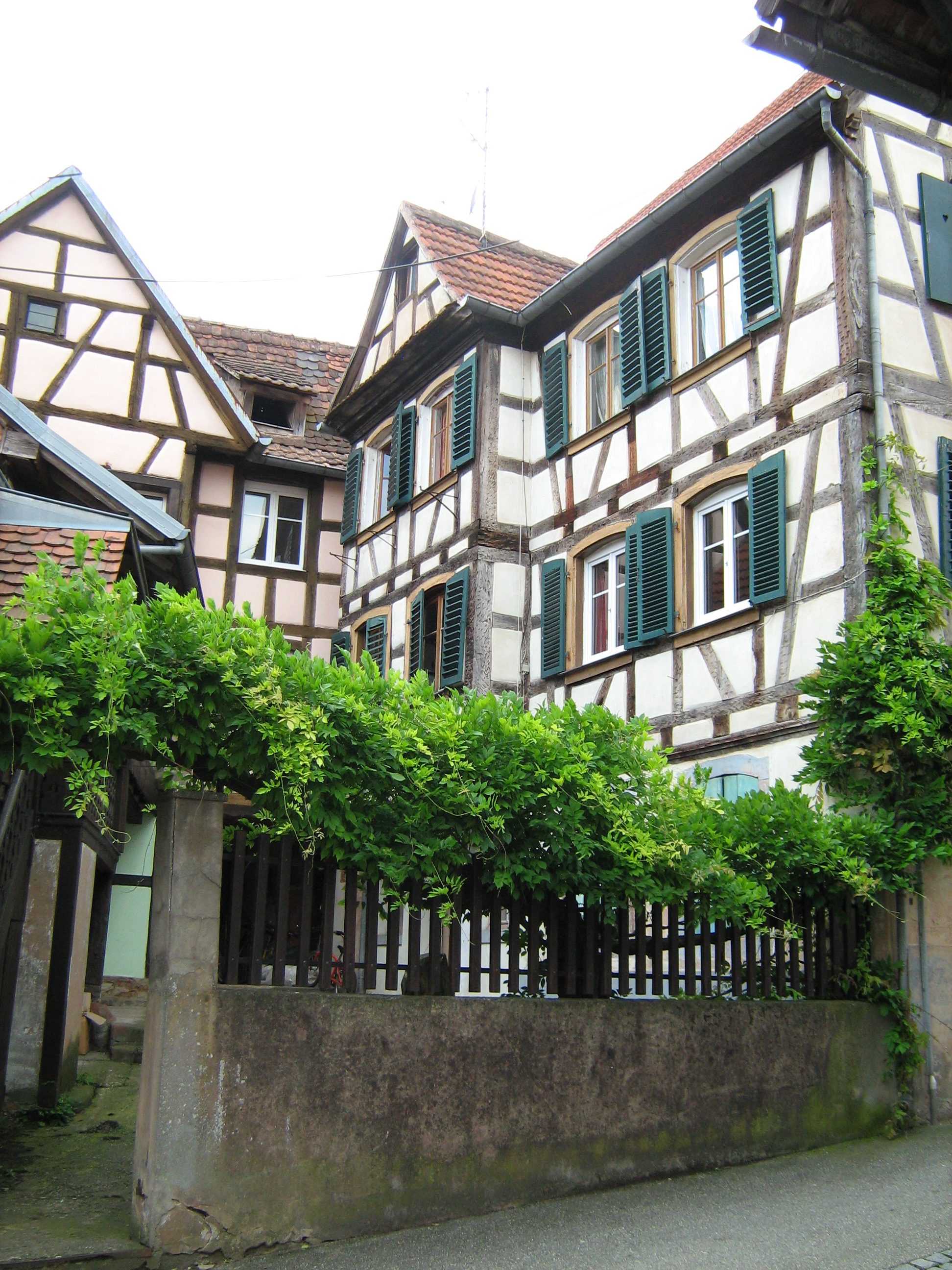
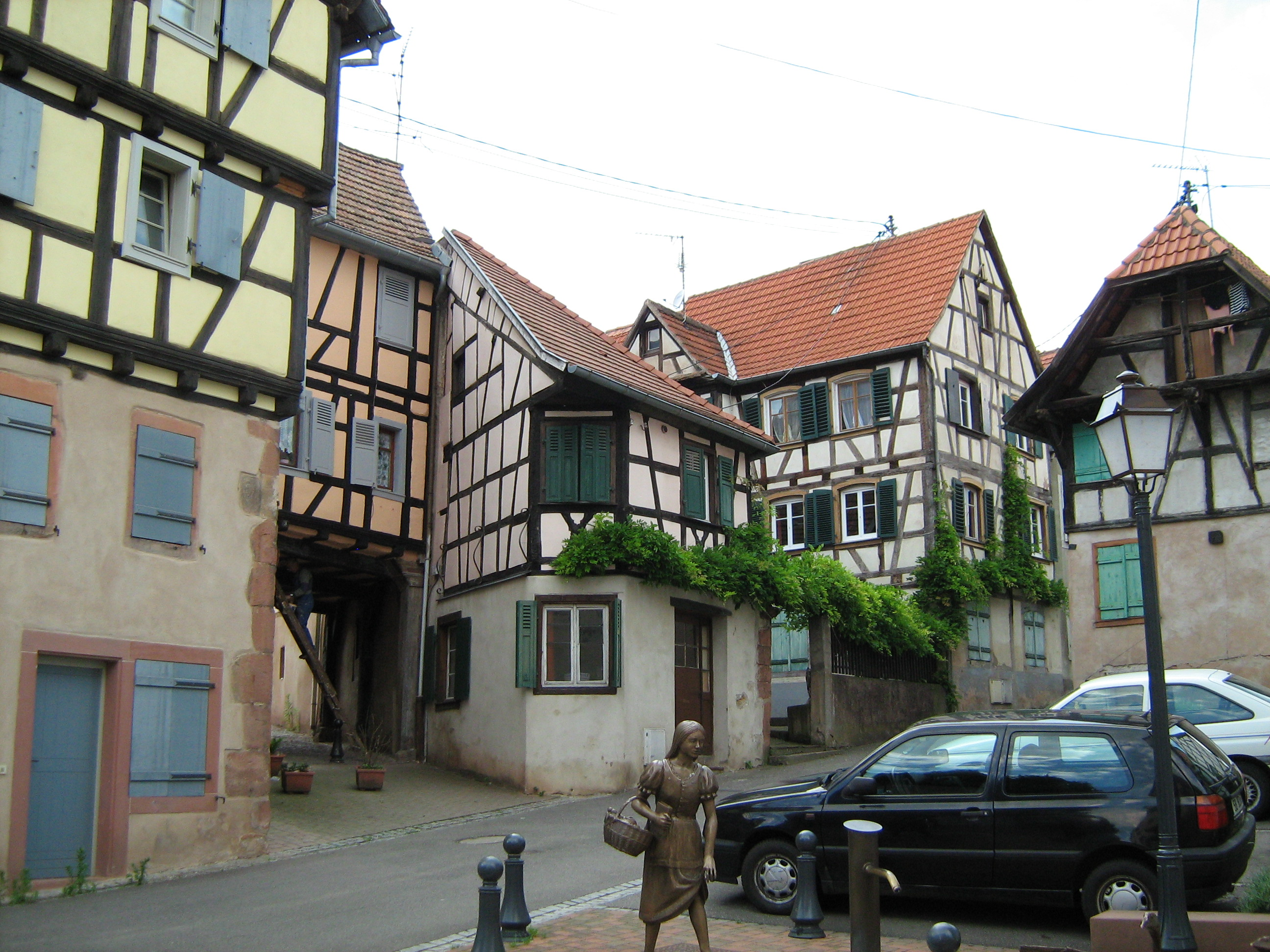

### Impasse
La maison située au no 3 de la rue du Sable, date probablement du XVIIIe siècle. Le rez-de-chaussée est en maçonnerie avec une porte d'entrée moderne et une porte de cave en plein cintre. Les deux étages sont en colombage en encorbellement côté rue. Son passage transversal débouche sur une impasse.

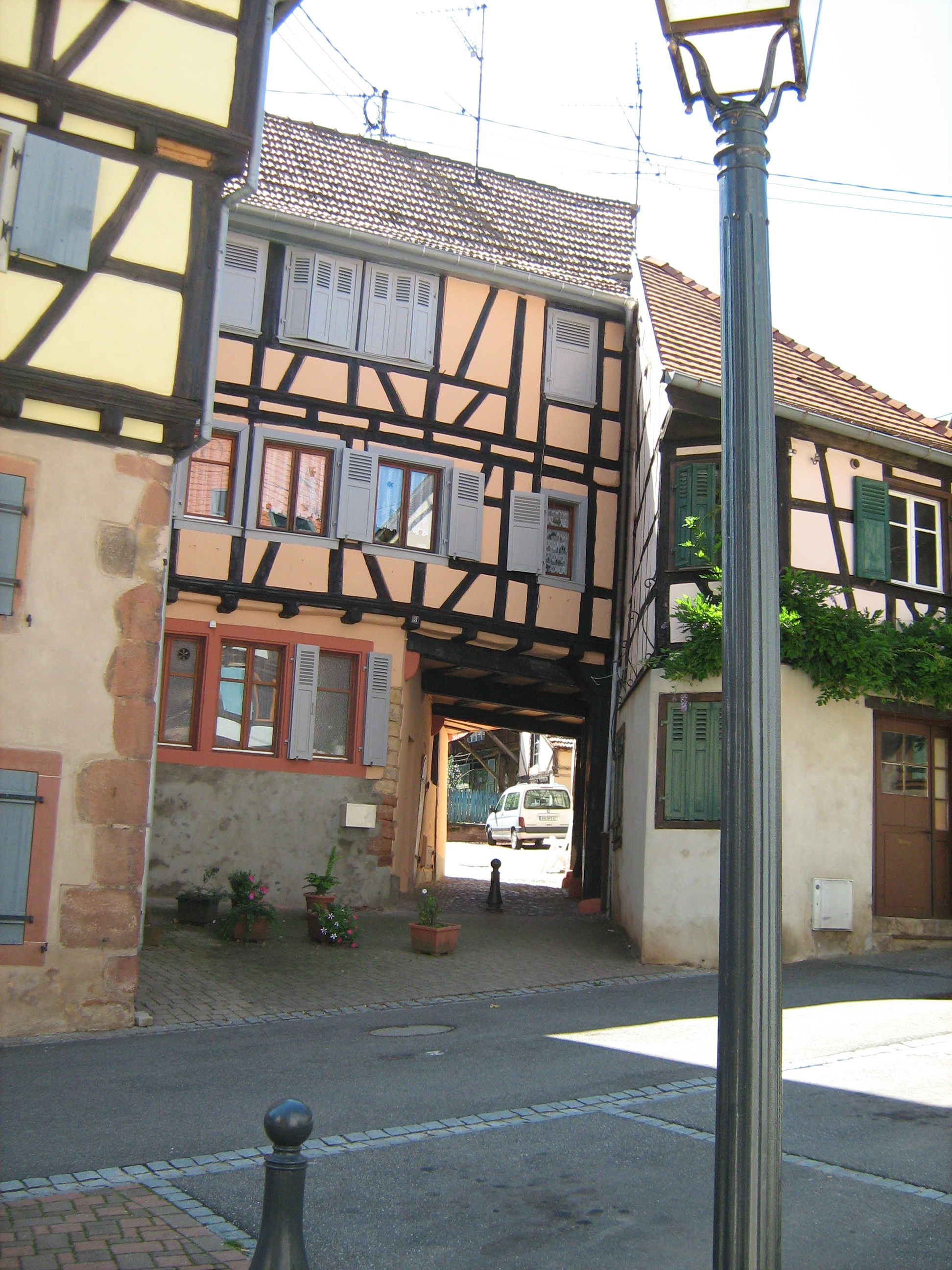
Passage sous immeuble
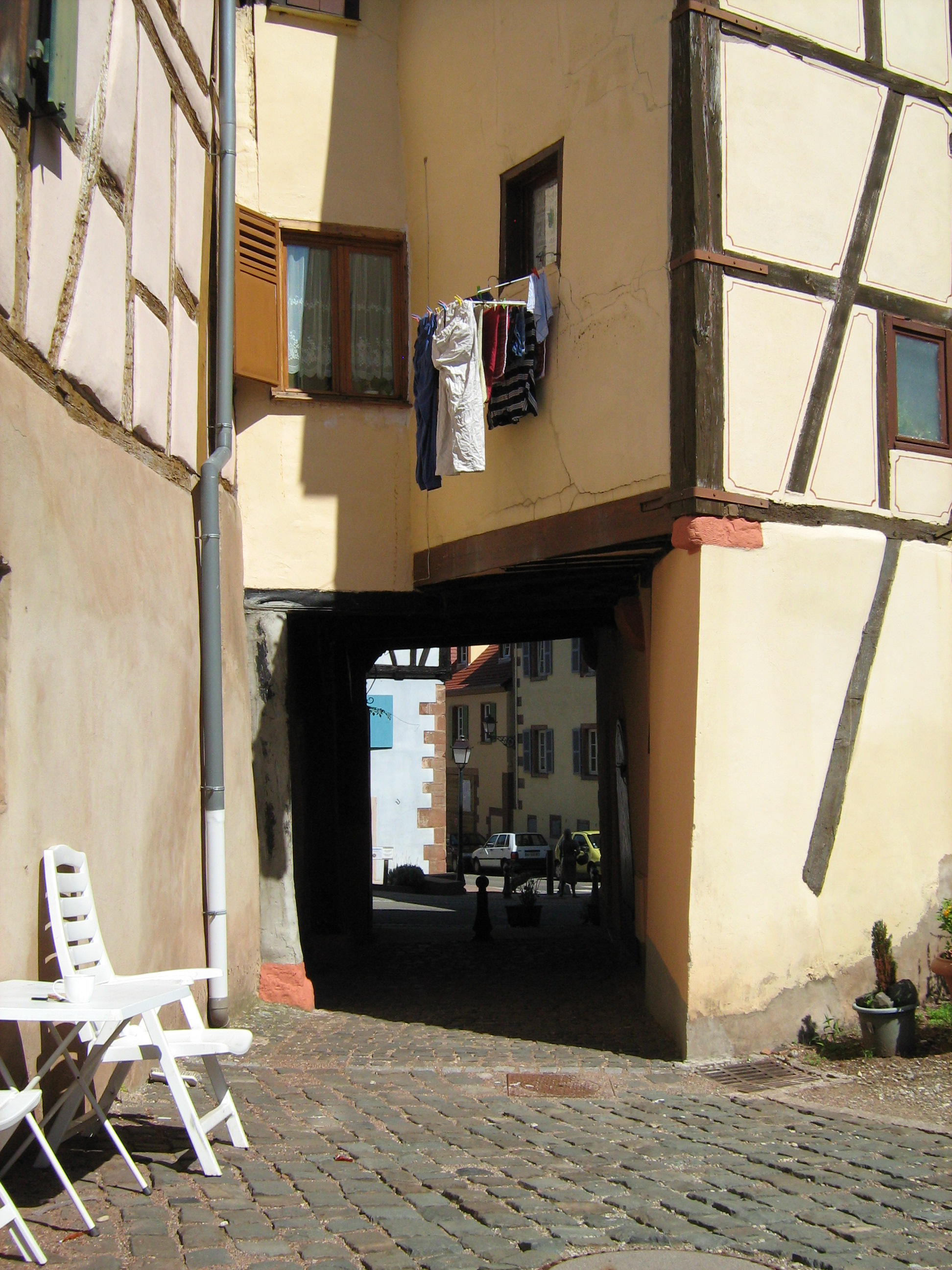
Passage, vue arrière
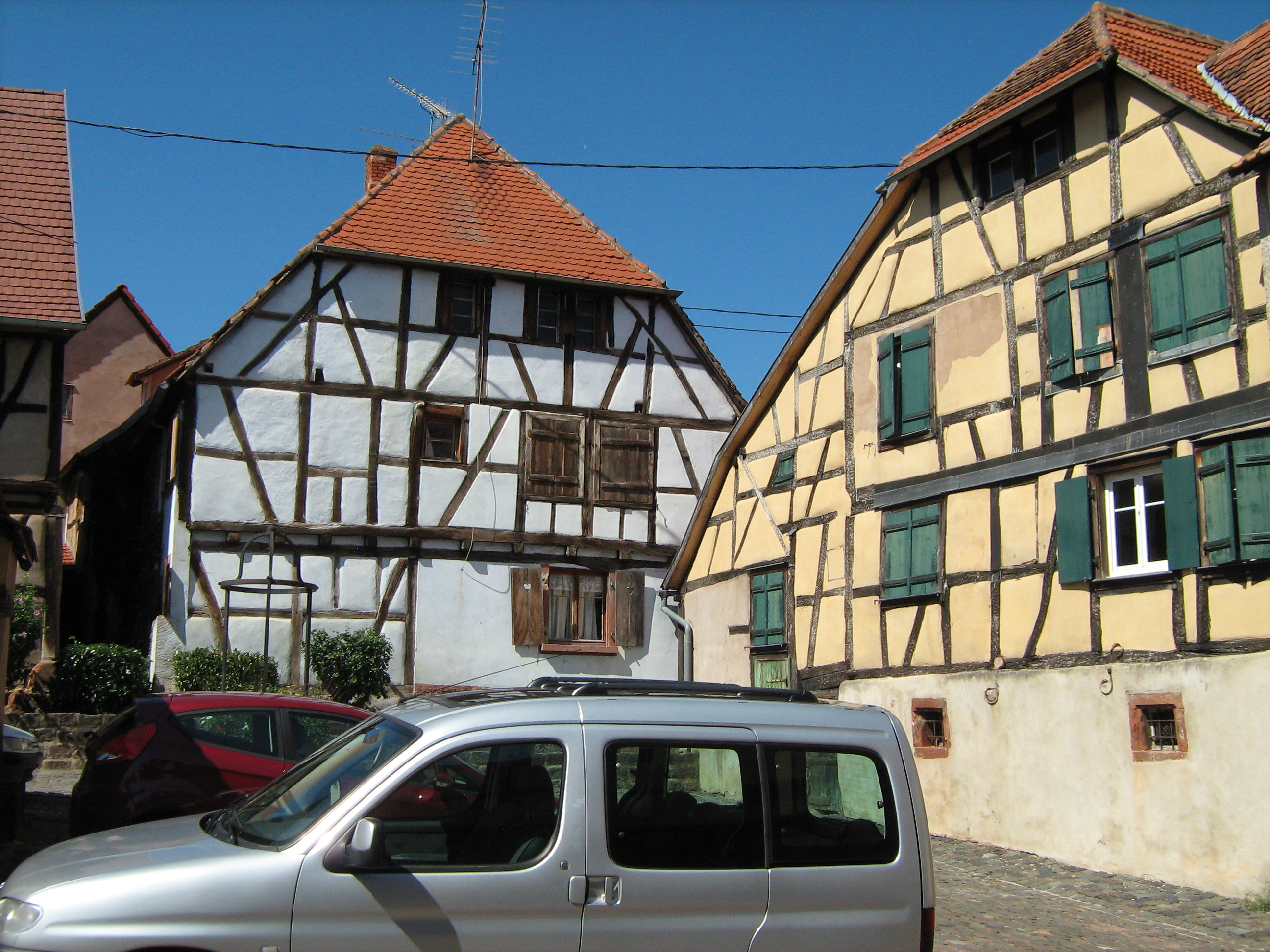
impasse
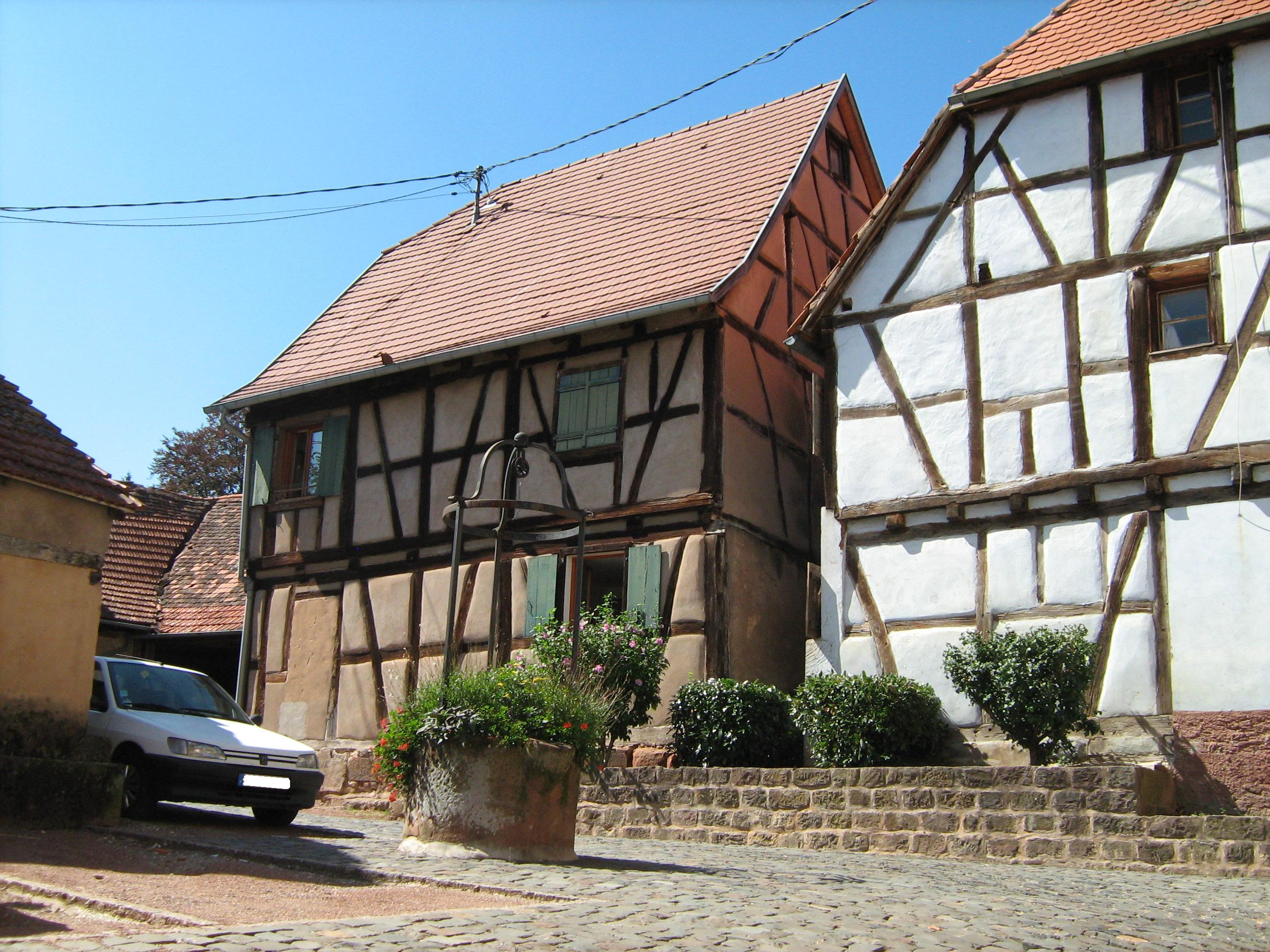
impasse
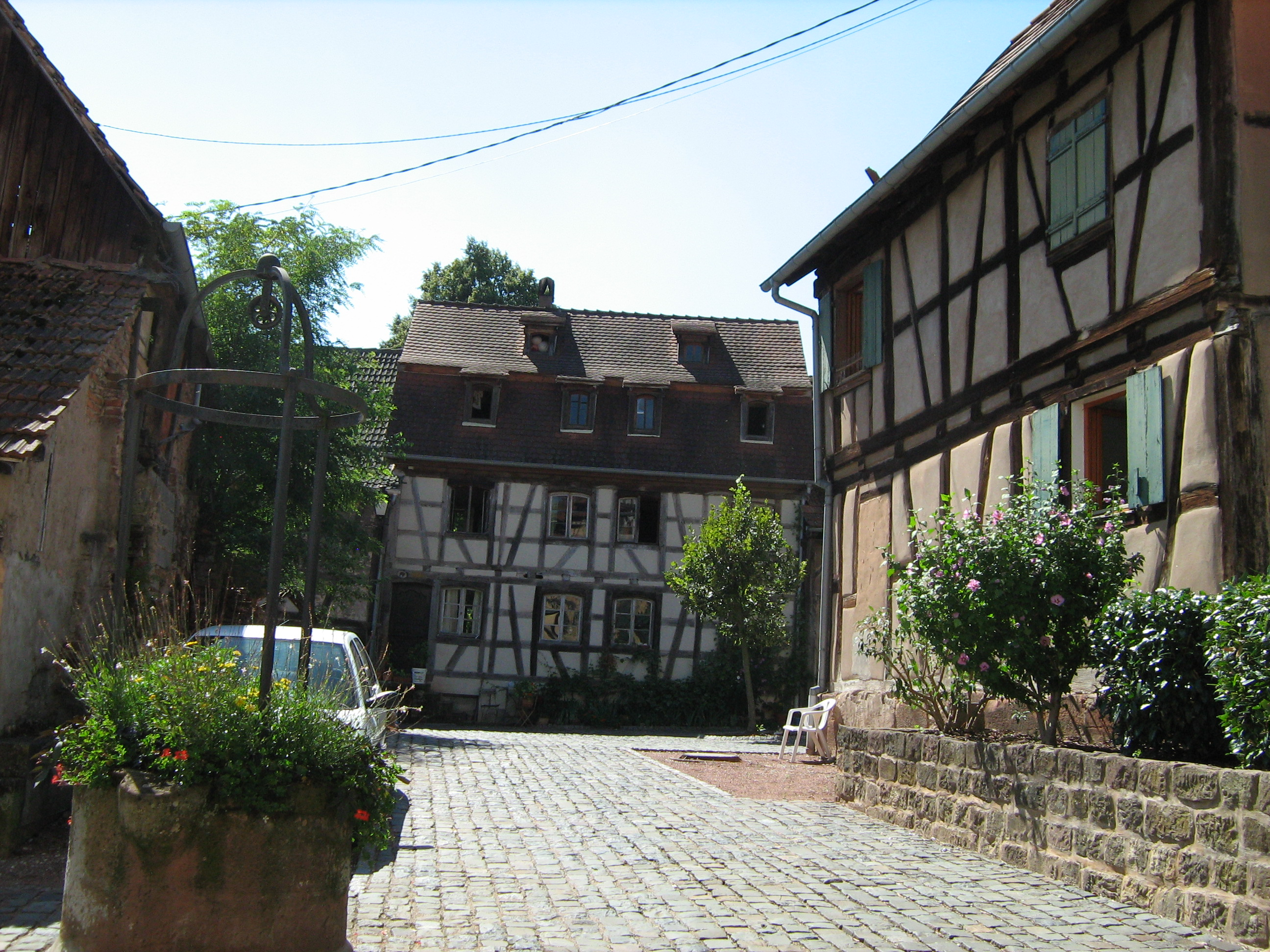
impasse
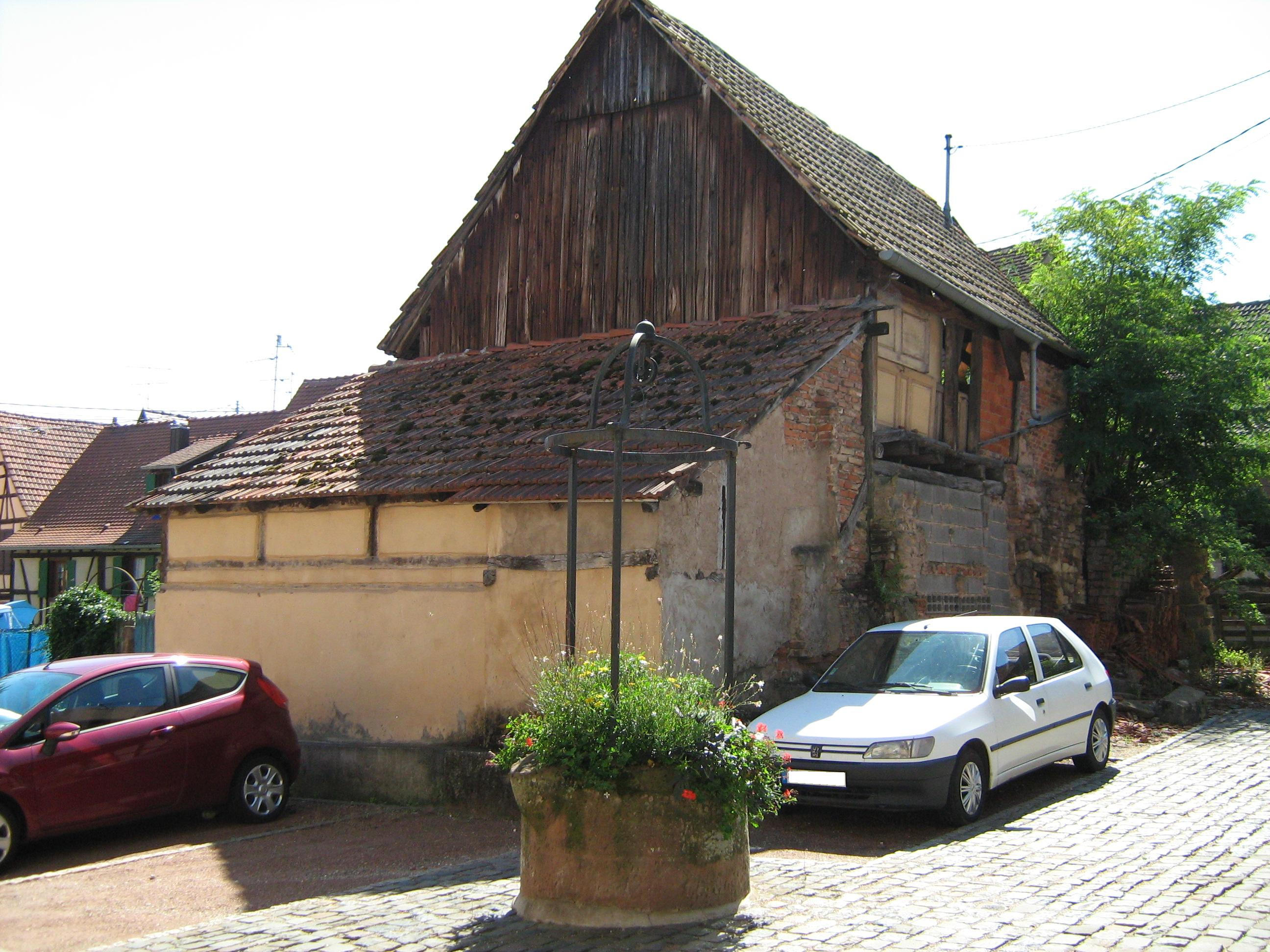
impasse
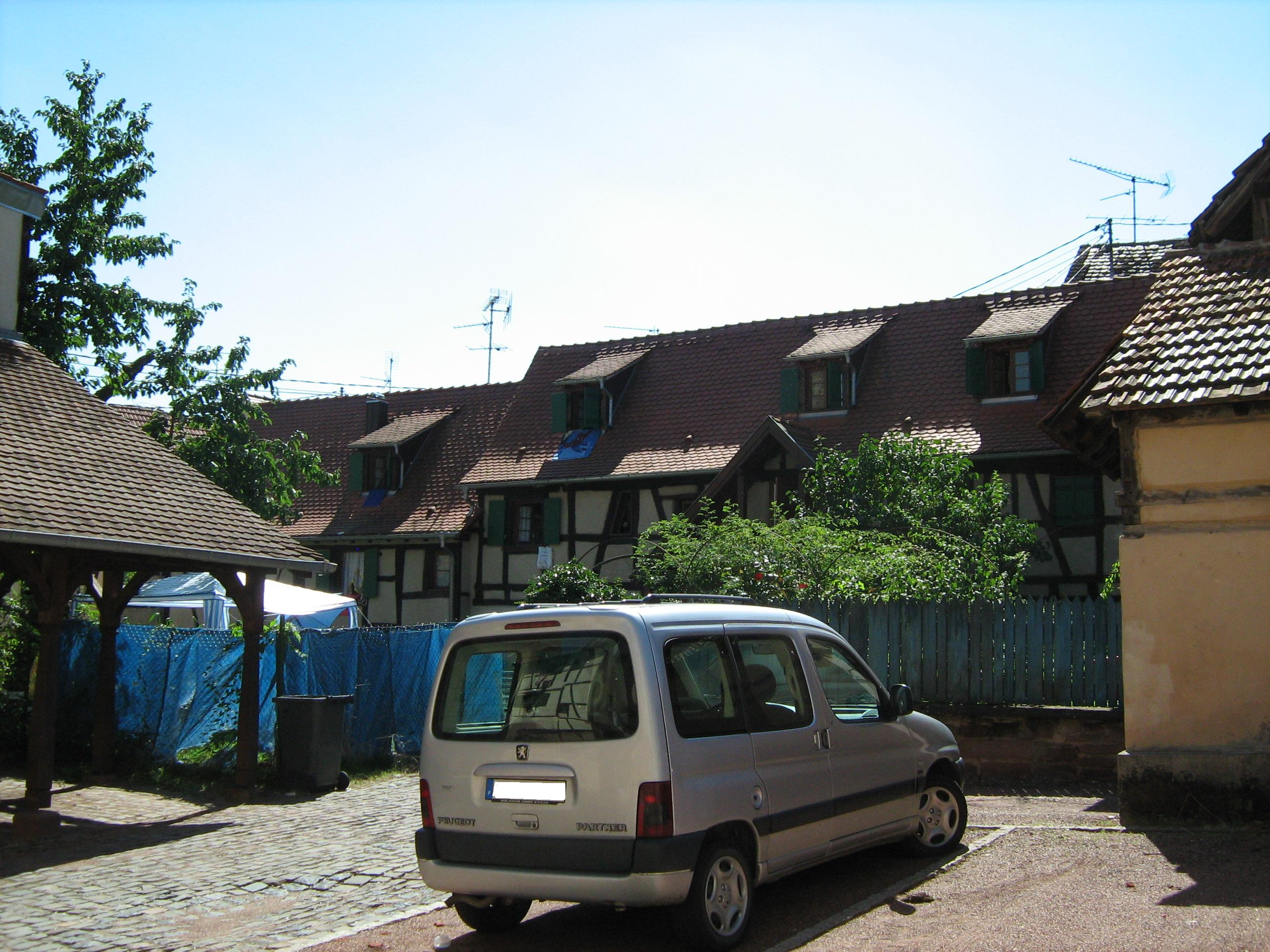
impasse

### Maison de 1595
Édifice de 1595 portant les initiales MI AN sur la porte d'entrée et inscrit sur l'inventaire des monuments historiques le 16 octobre 1930. Cette maison est située à l'angle de la rue du Sable avec la rue du 22 novembre. Trois de ses façades sont dégagées. Le rez-de-chaussée et le premier étage sont en pierre crépie. Les baies du premier étage sont d'origine et moulurées, avec meneau pour deux d'entre elles. La porte d'entrée se situe sur le côté (rue du Sable). Elle  est surélevée et accessible par un escalier extérieur en pierre. Le chambranle est mouluré et le linteau porte la date de 1595. Les deux étages supérieurs sont en pan de bois simple, chacun en léger encorbellement sur trois côtés. 

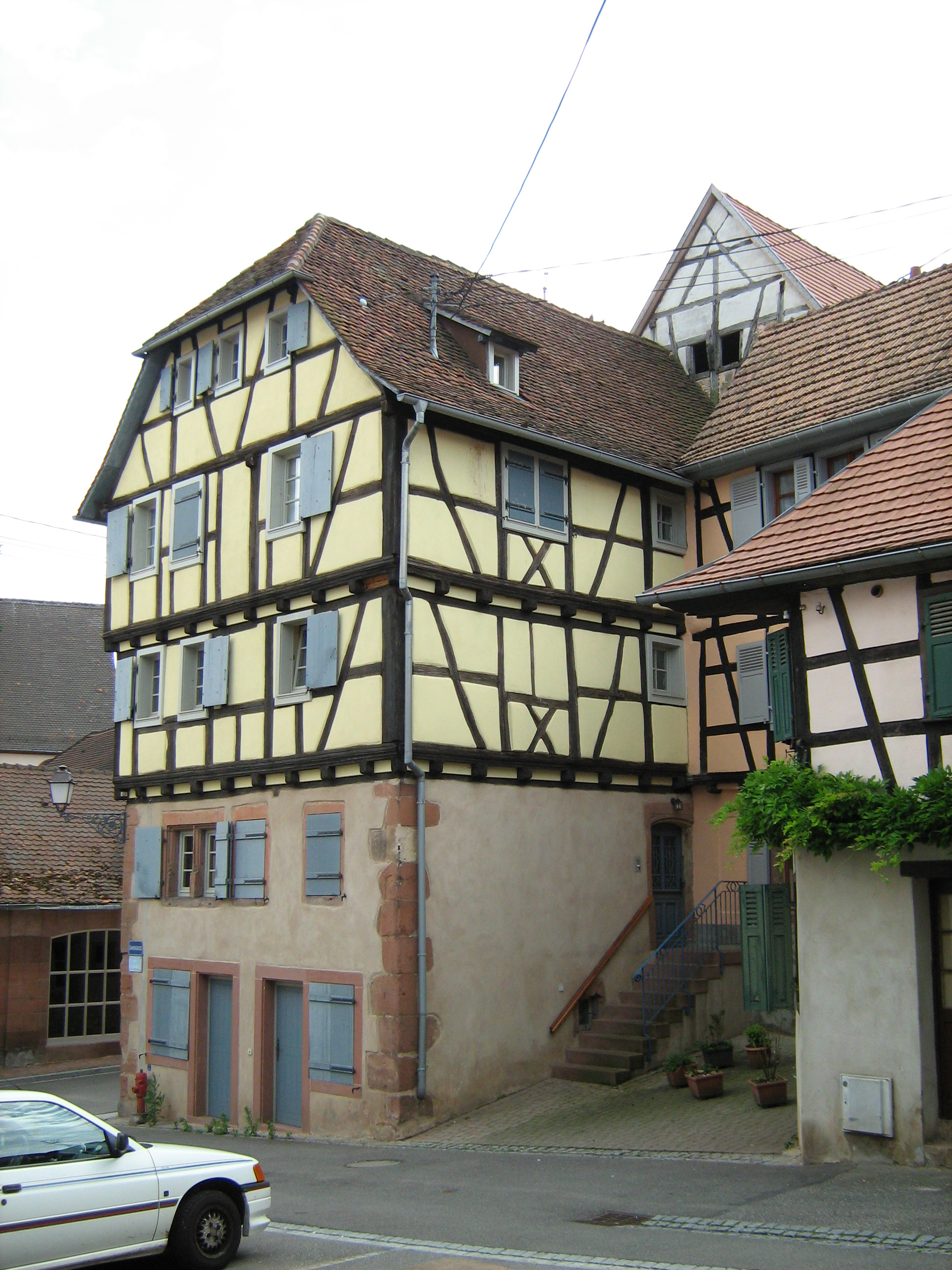
Vue depuis la rue du Sable
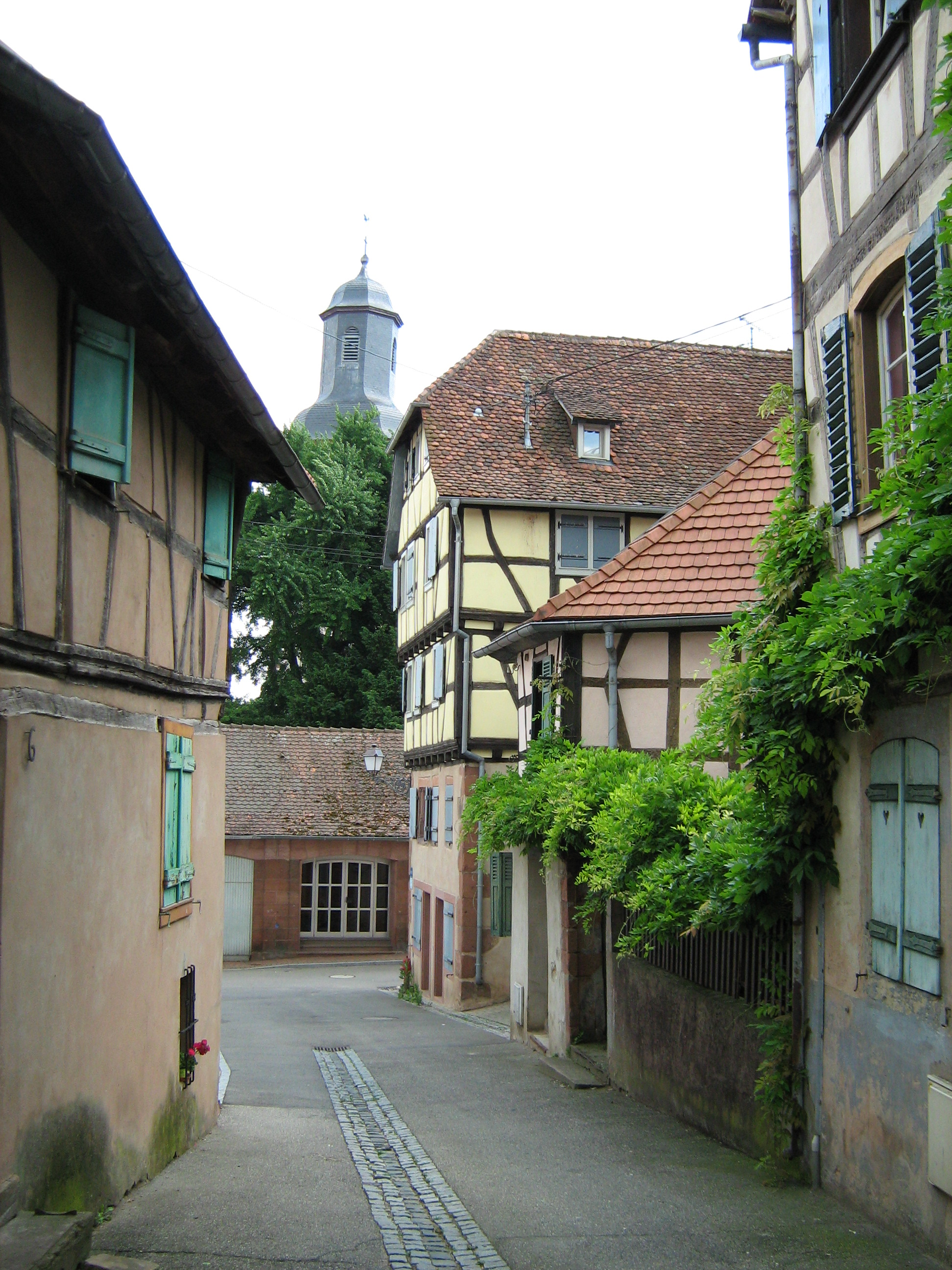
La rue du Sable
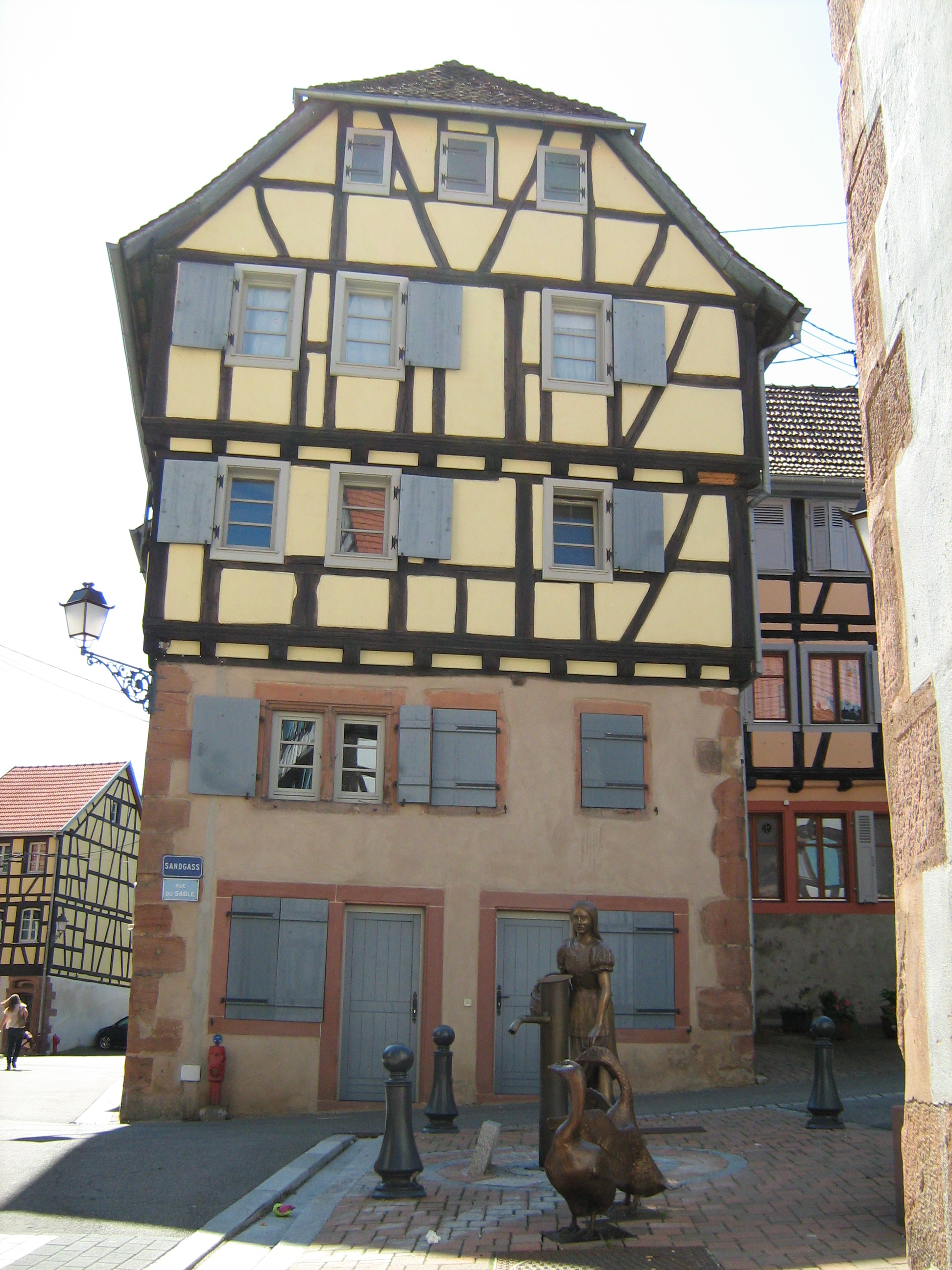
Le pignon

## Le quartier de l'église luthérienne

### L'église paroissiale luthérienne
La Niederkirche ou église basse tire son origine dans une petite chapelle dédiée à la Vierge Marie citée dès l'année 1335 quand un dénommé Gotzo d'Utweiler décide d'y entretenir un chapelain. Elle passe au culte luthérien en 1542 par la volonté du comte Philippe IV de Hanau-Lichtenberg. Ce dernier décide de la remanier en 1546. Puis la nef est démolie et reconstruite en 1613 sous l'impulsion de Johann Reinhard I de Hanau-Lichtenberg, tandis que la partie inférieure du clocher est conservée. La tour est surélevée en 1728 par son beffroi octogonal à bulbe et clocheton. La plus ancienne cloche, presque cylindrique, datant de 1623. L'orgue (1777-1778) qui occupe le mur oriental de la nef est l'œuvre du très renommé facteur Jean-André Silbermann. À l'intérieur, on pourra remarquer la chaire en pierre polychrome Gothique (remploi) et Renaissance (1579) ainsi que la loge seigneuriale décorée de stucs, meublée d'une table Renaissance provenant du château de Bouxwiller. Édifice classé monument historique depuis le 16 octobre 1930.

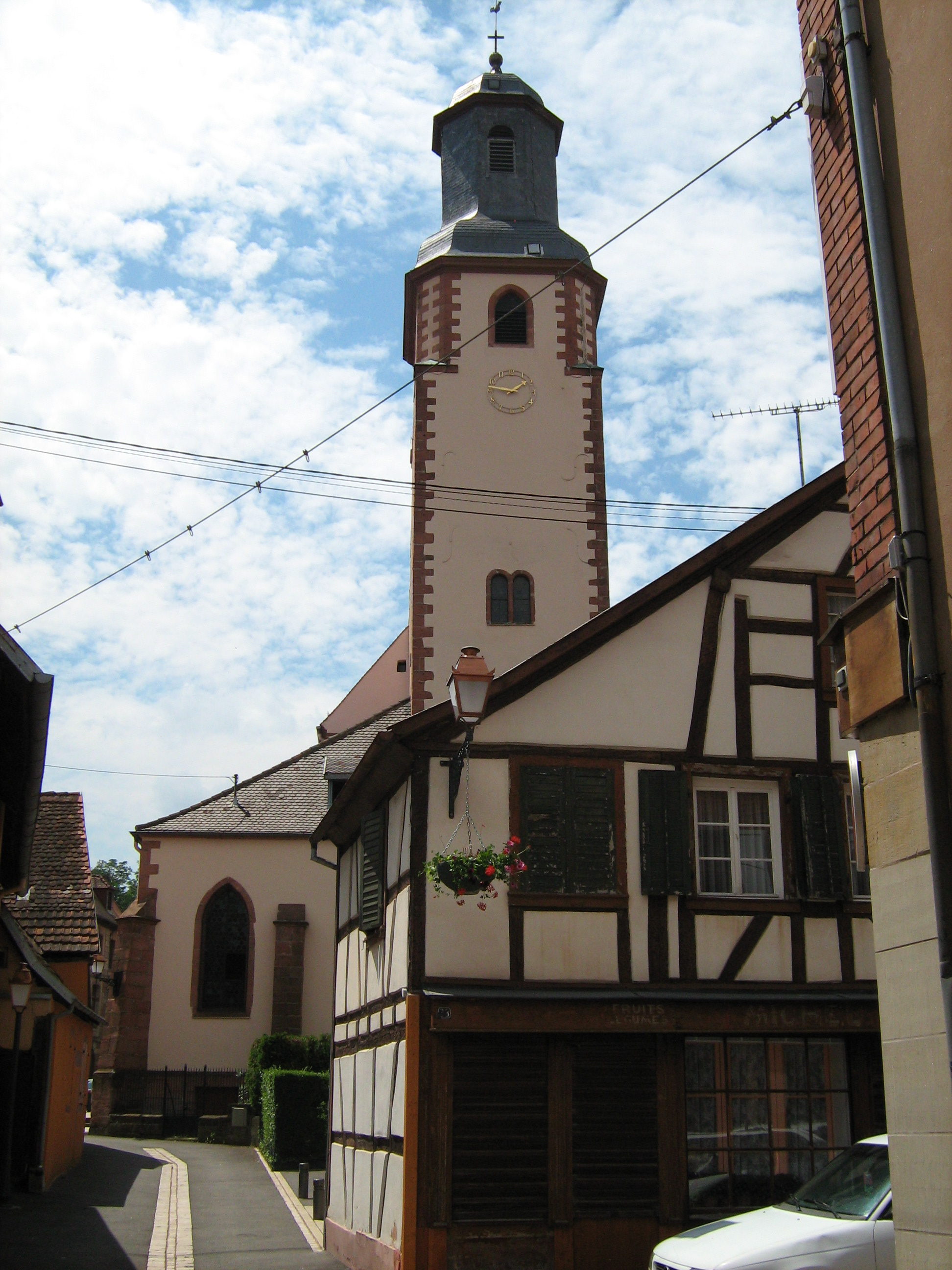
Le clocher de l'église luthérienne vu depuis la Grand'Rue.
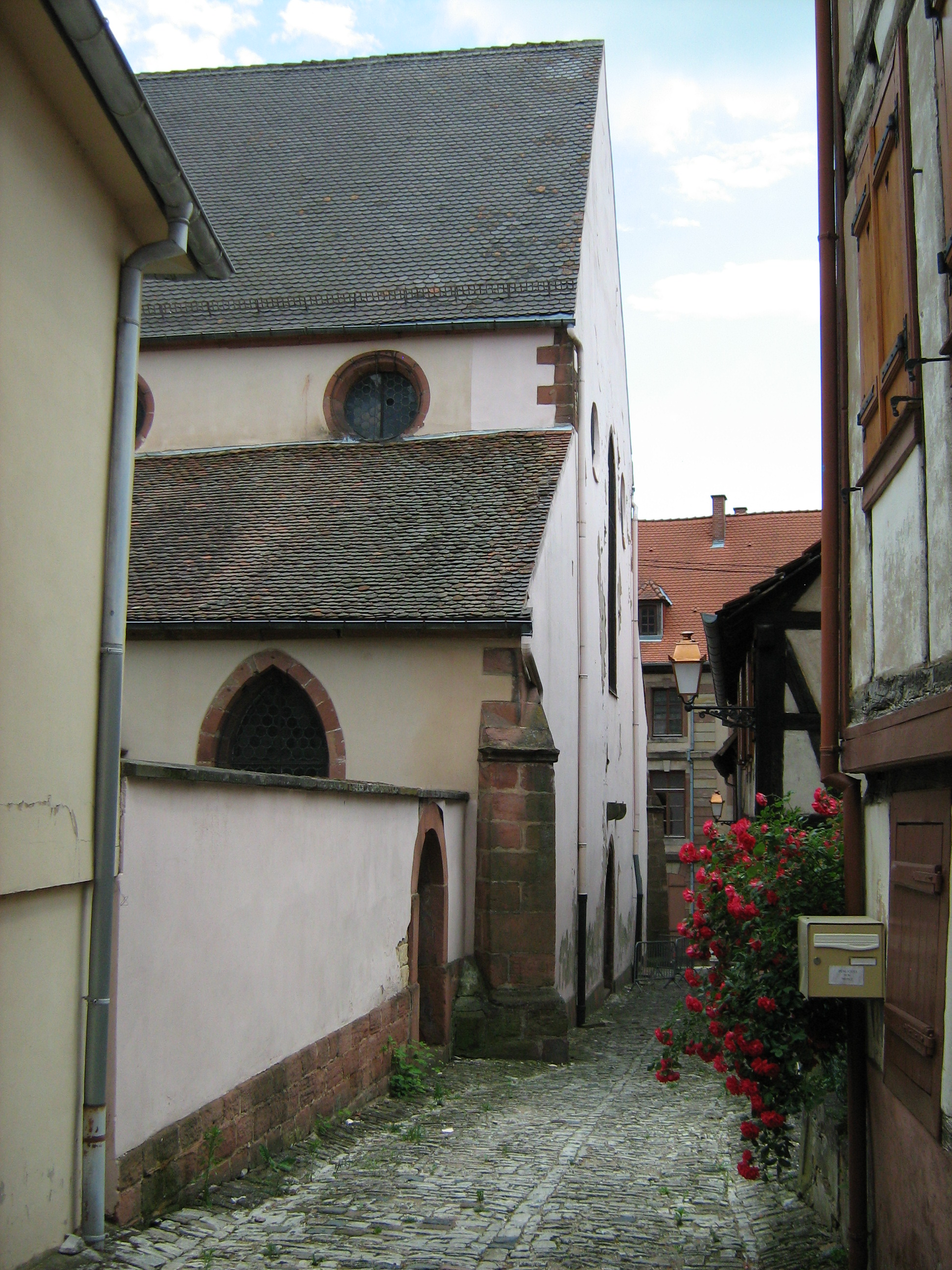
Ruelle pavée à l'arrière de l'église.
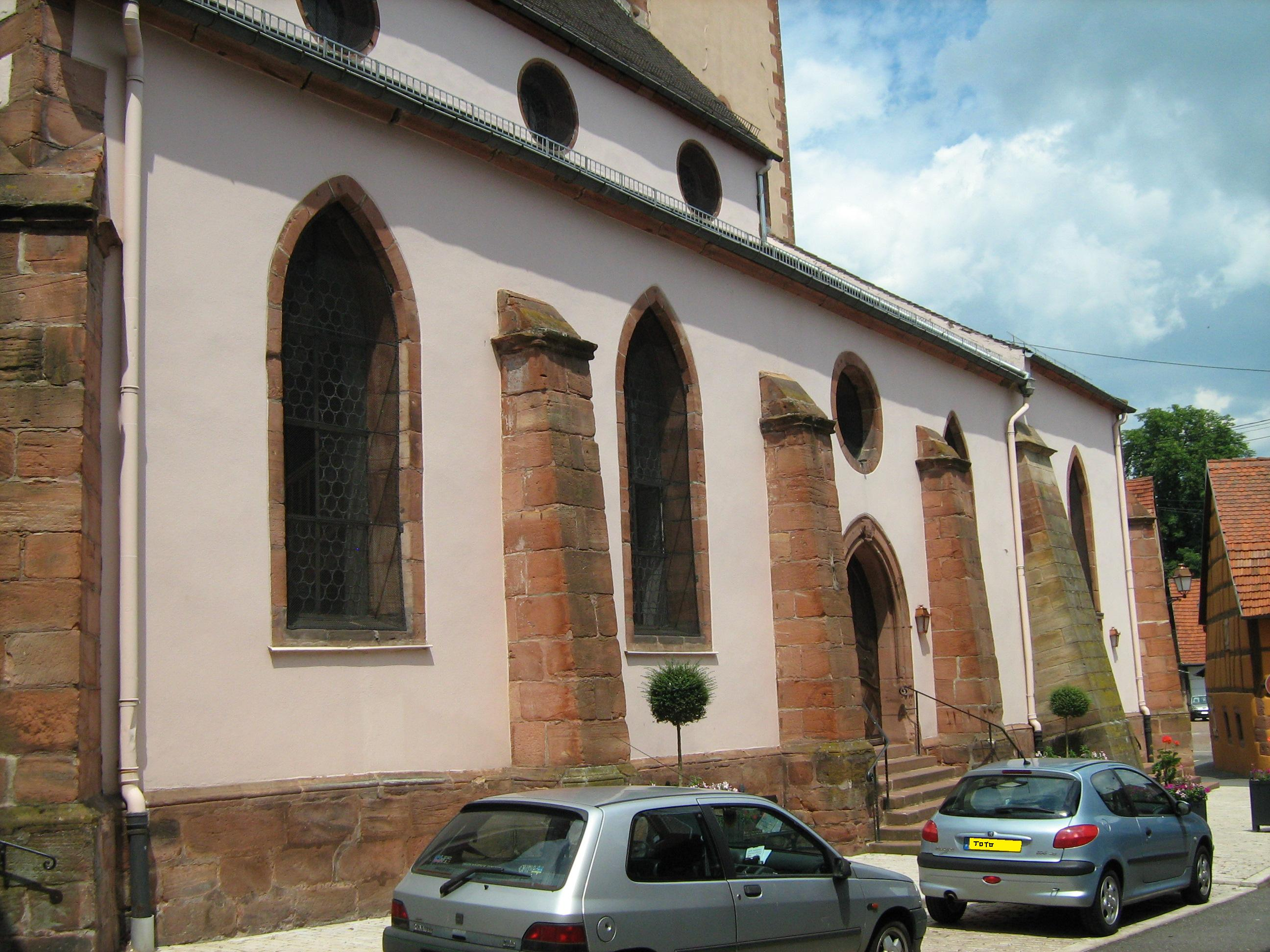
Nef latérale vue depuis le parvis de l'église.
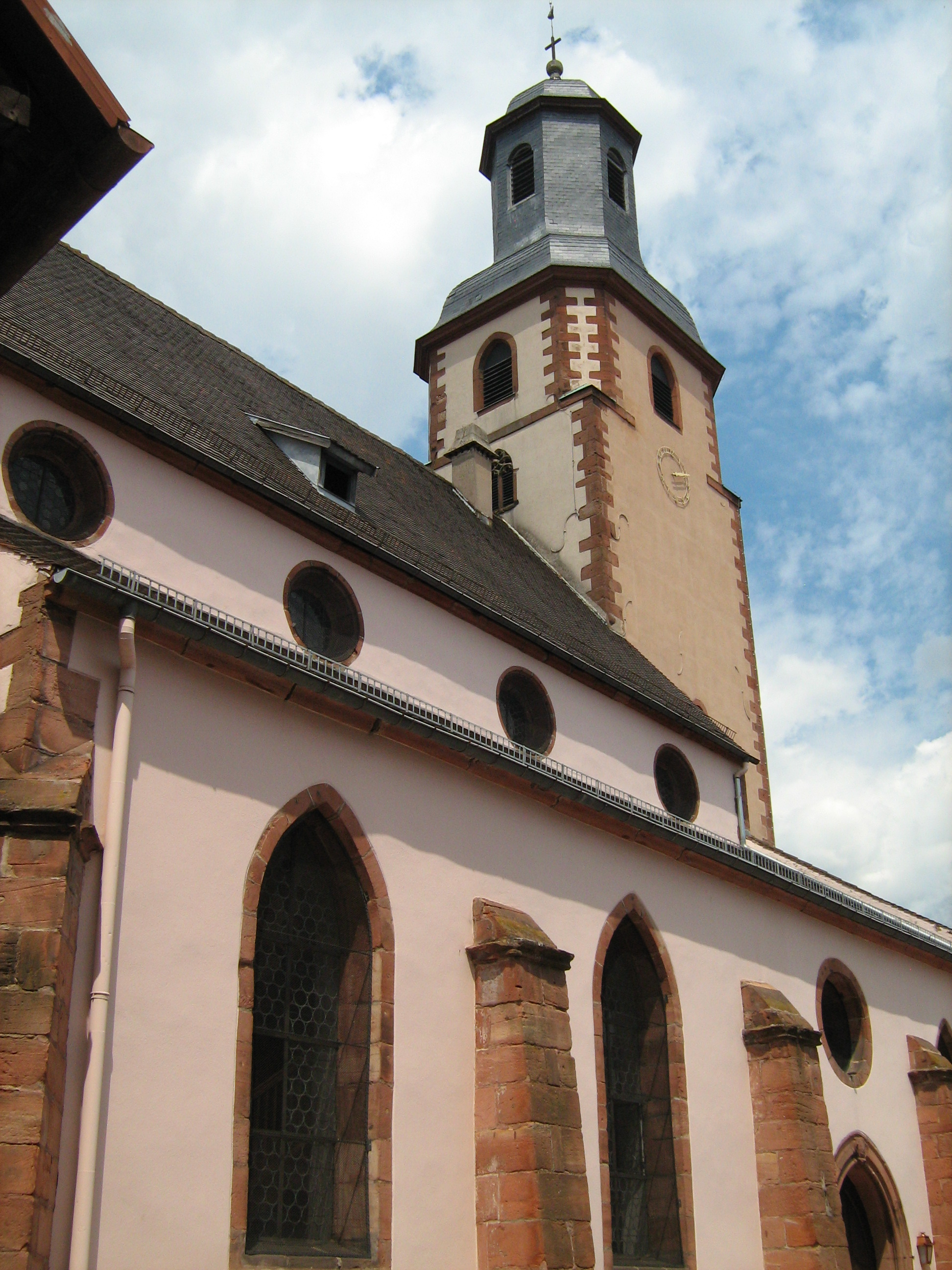
Le clocher vu depuis le parvis.

### Le Collège (actuellement Maisons des Associations)
L'actuel bâtiment avec son aile arrière a été édifié entre 1748 et 1750 pour un coût de 18 000 florins. L'aile arrière datant de 1751. L'architecte Faber fut rémunéré à hauteur de 150 florins. Une partie des fonds nécessaires furent collectés dans les villages du comté mais aussi en Europe (Hollande, Hesse). La construction remplace un bâtiment plus petit daté de 1612 et devenu trop exigu. Ce dernier ne comportait qu'un étage et trois salles de classe et abritait l'école latine devenu Gymnase. La façade actuelle mesure 26 mètres de long et comporte outre le rez-de-chaussée, deux étages. L'institution doit fermer ses portes en 1793, faute de moyens financiers, mais rouvre ses portes en 1810 en tant qu'école secondaire et déménage en 1884 après la construction du lycée, place du Château.

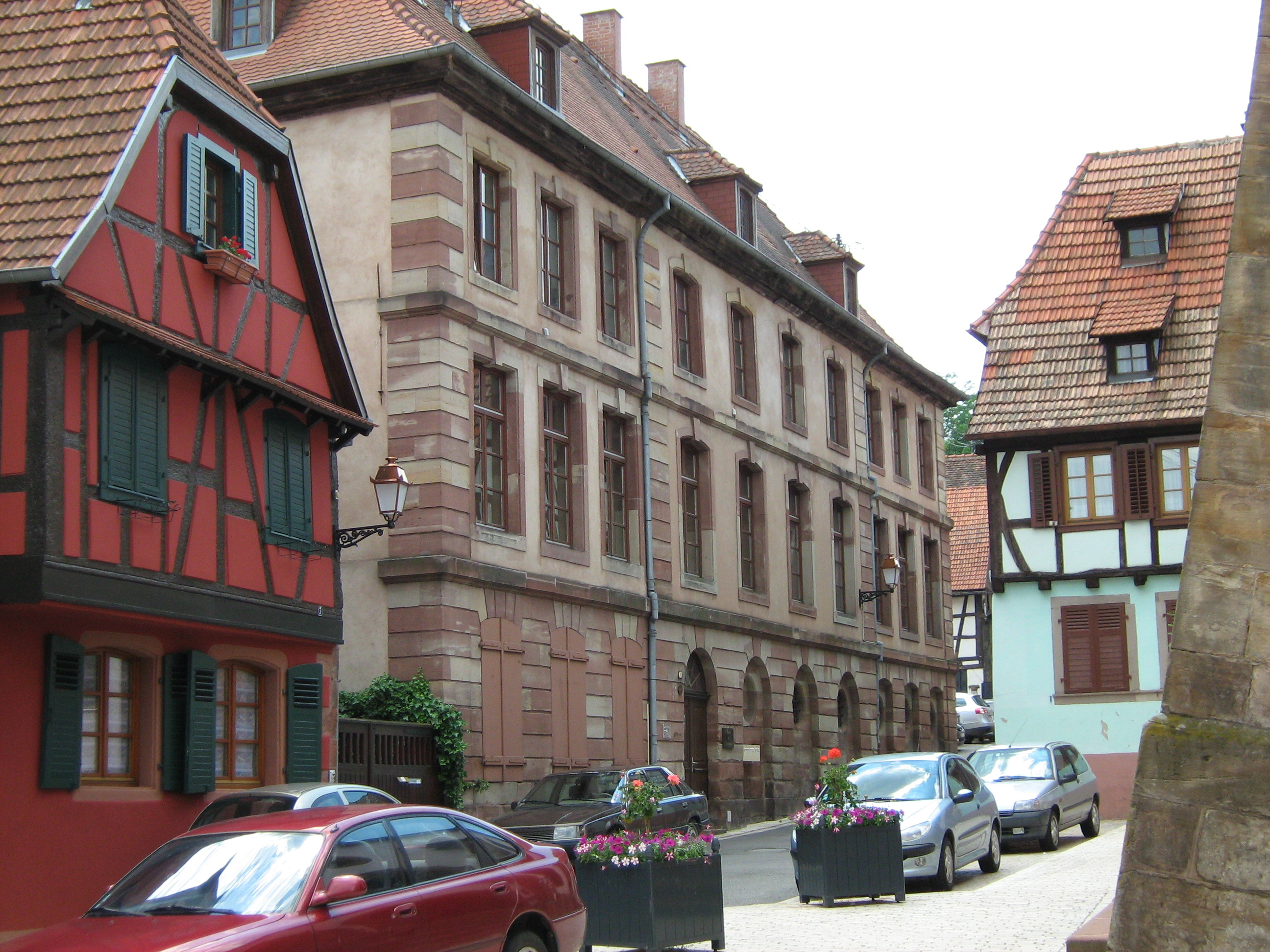
La façade du Collège
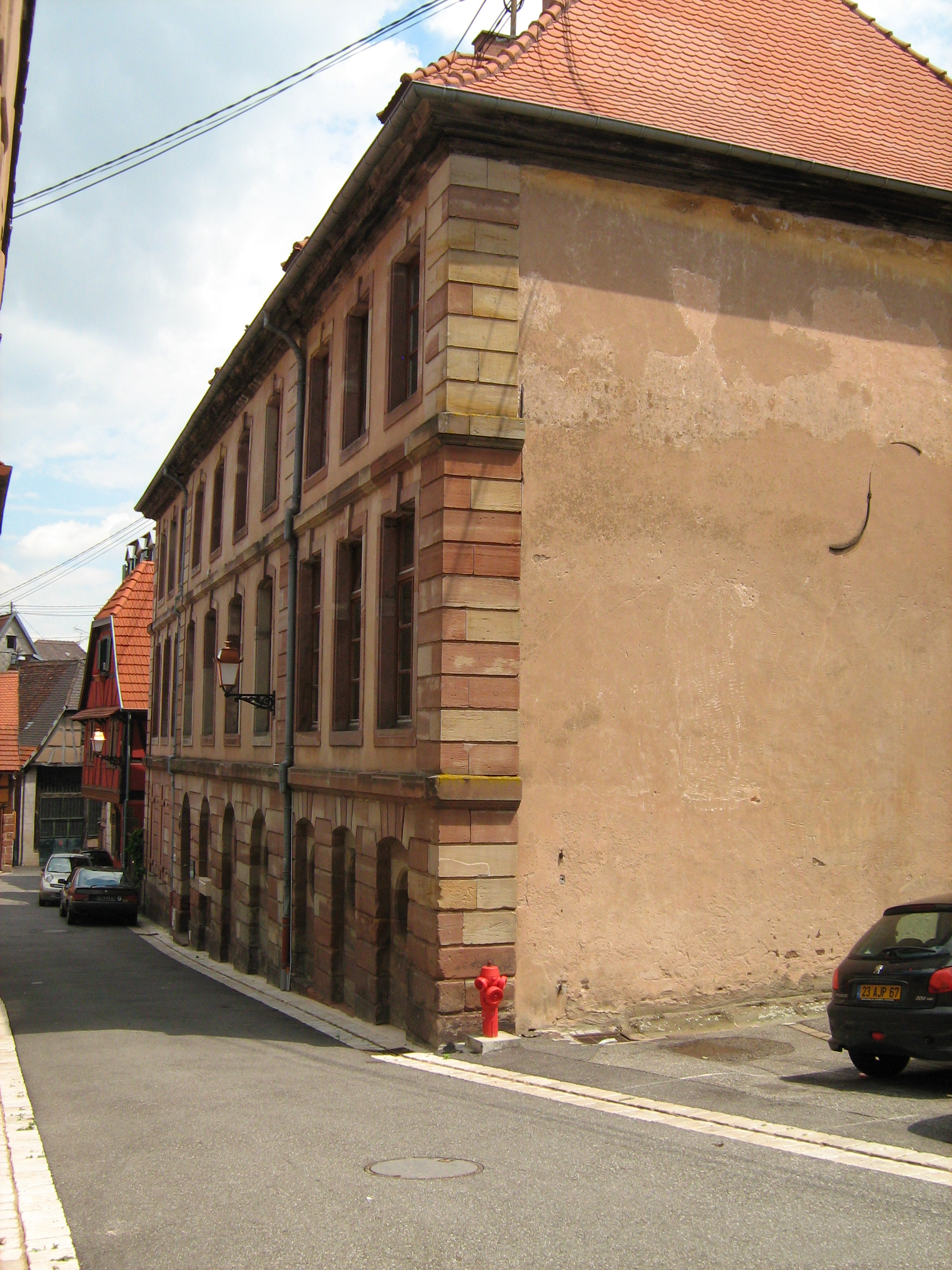
La façade, côté droit
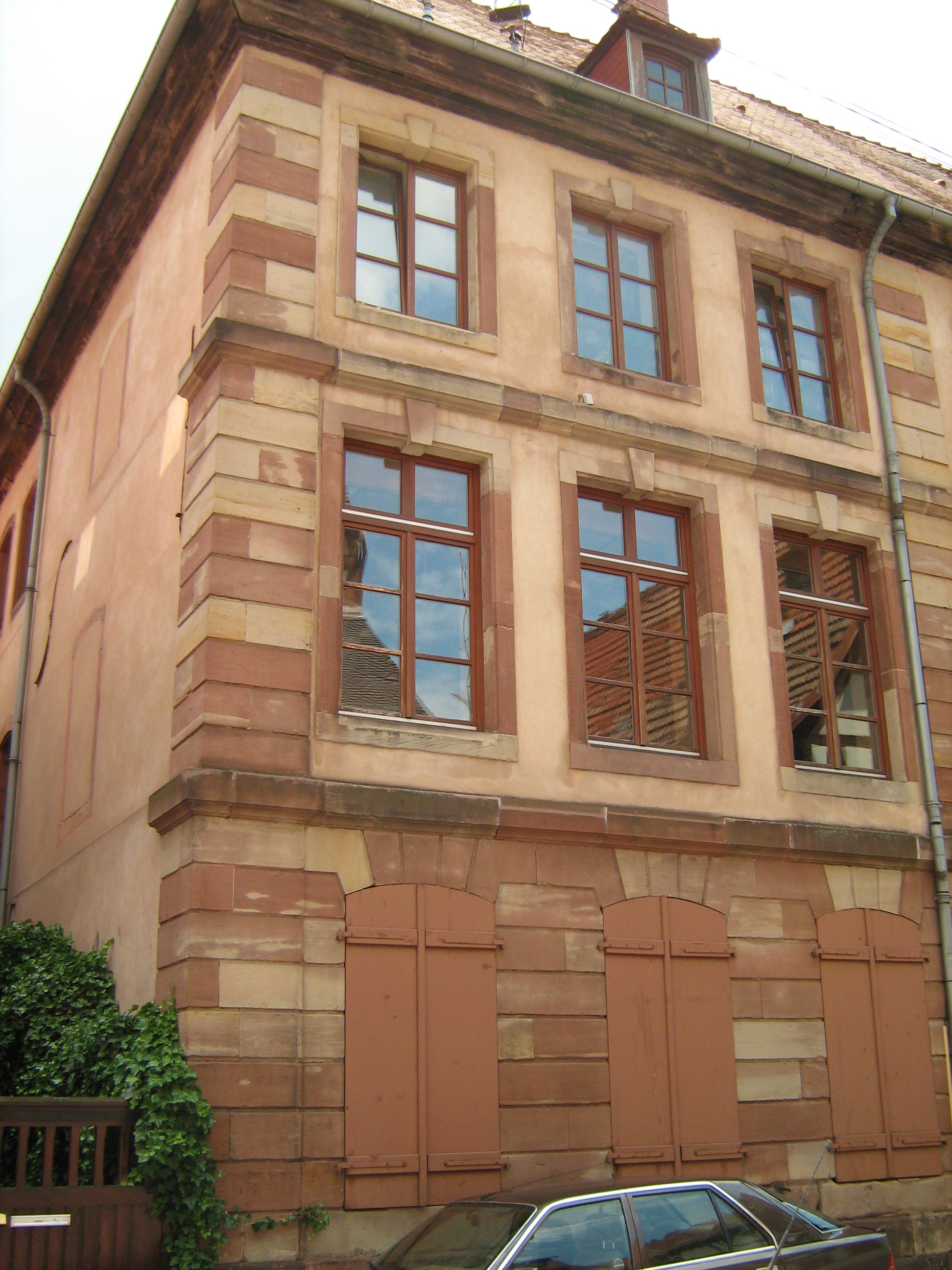
La façade, côté gauche

### La maison Siegler
En allemand : Die sieglerishe Behausung. Cette maison à colombage peinte en jaune, sise au no 2 de la sinueuse et étroite rue de l'Église fut construite en 1670 par Hans Jacob Siegler, propriétaire de l'auberge Zum Pflug ou en français À la charrue. Né vers 1613 et décédé le 24 avril 1684 après 48 ans de mariage et inhumé à Imbsheim. Les rebords de fenêtres des deux étages sont sculptés de têtes. L'une d'elles porte une coiffe indienne et un conquistador armé d'une lance apparaît sur le poteau cornier de droite. Le toit abrite un balcon saillant. Elle est classée monument historique depuis le 16 octobre 1930.

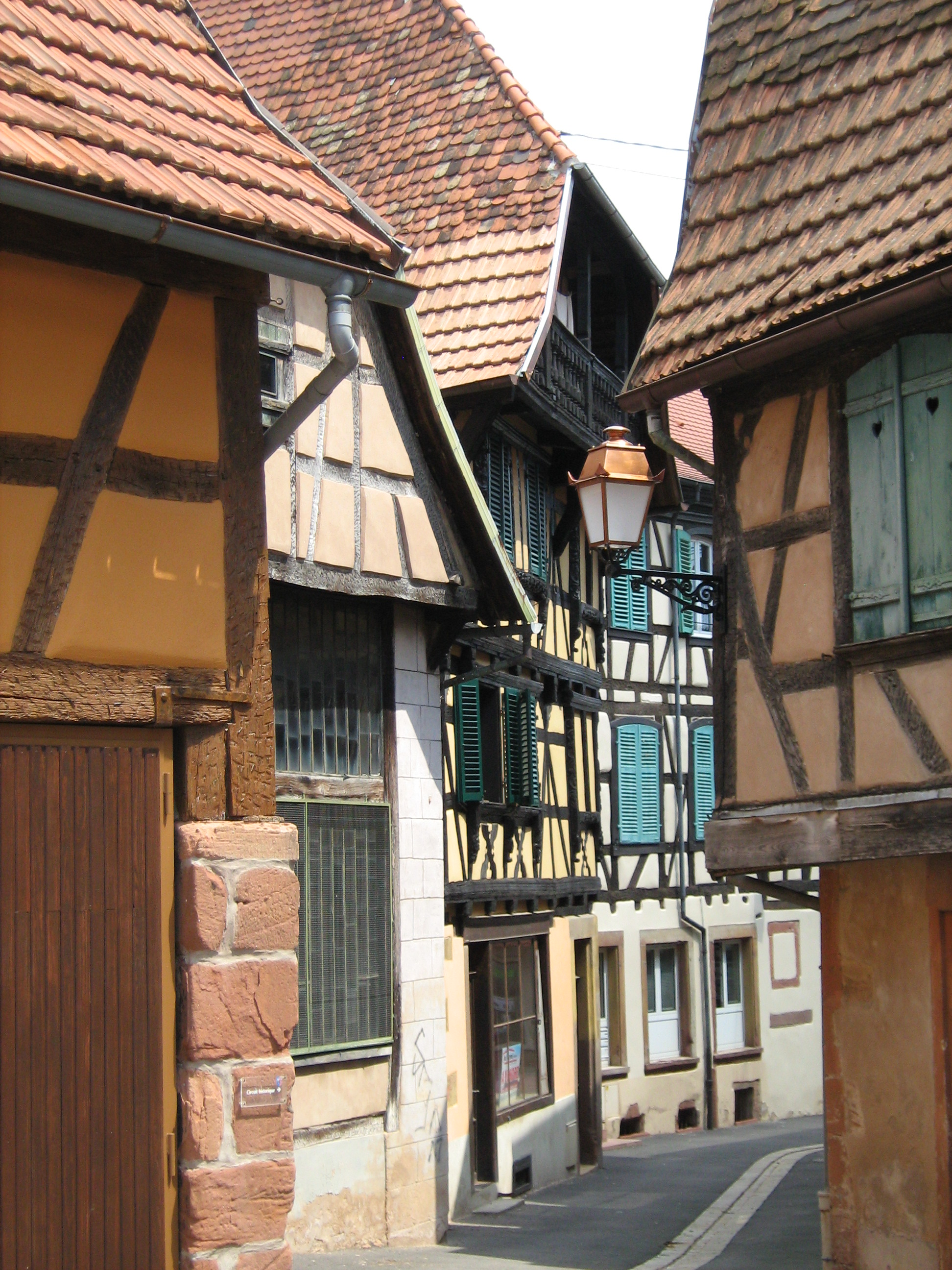
La Maison Siegler (côté droit)
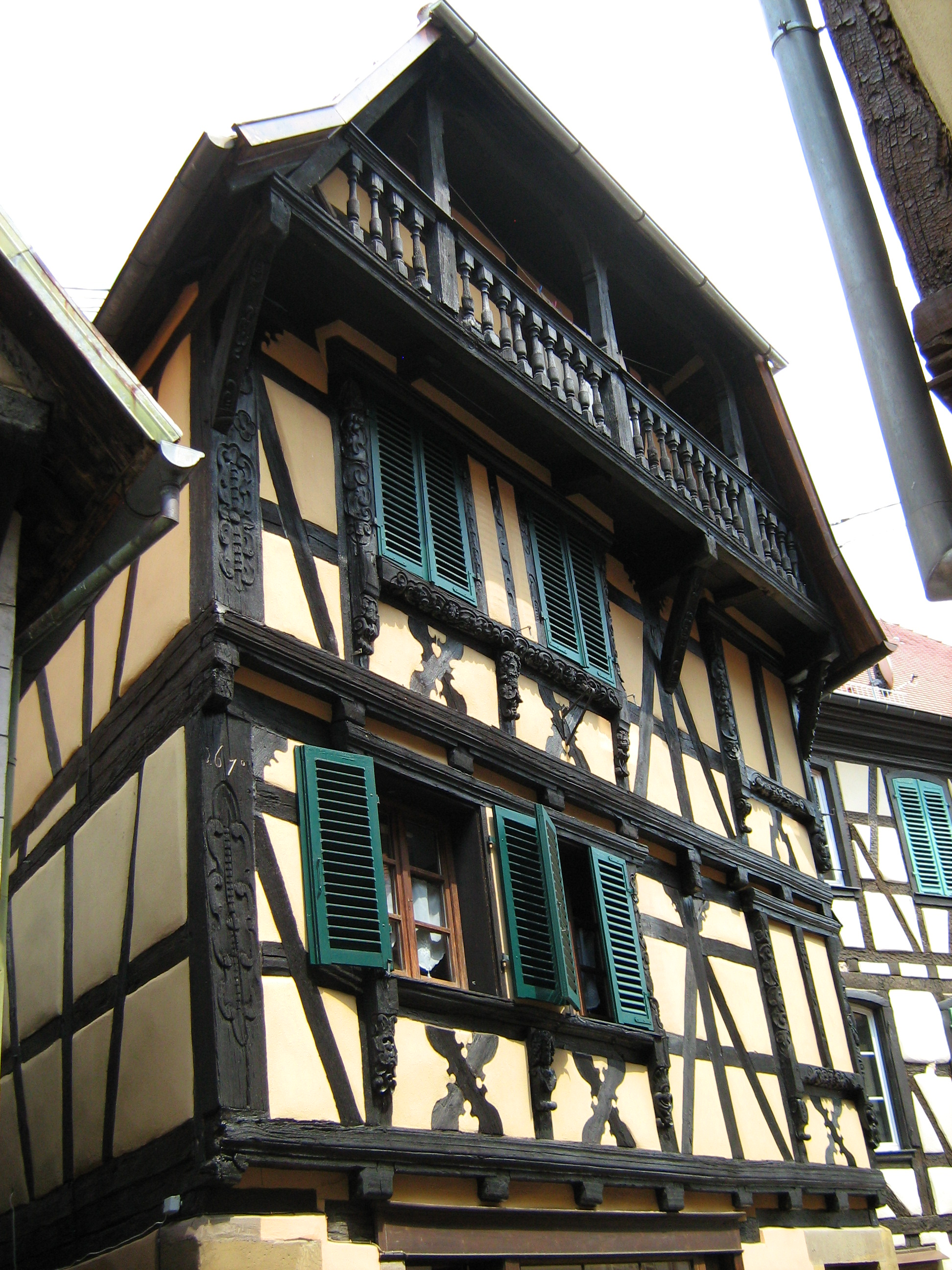
Sa façade sculptée
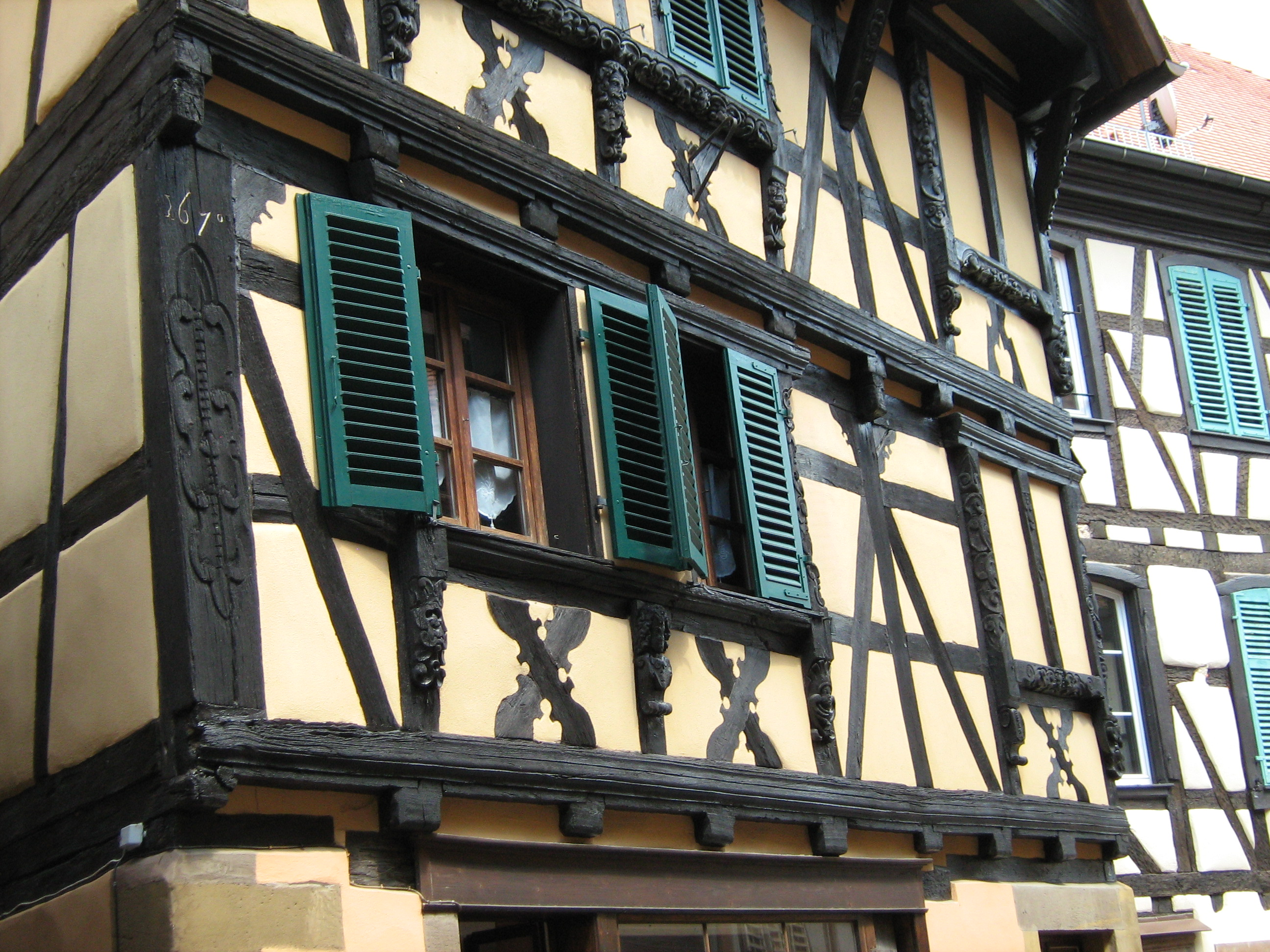
Le premier niveau
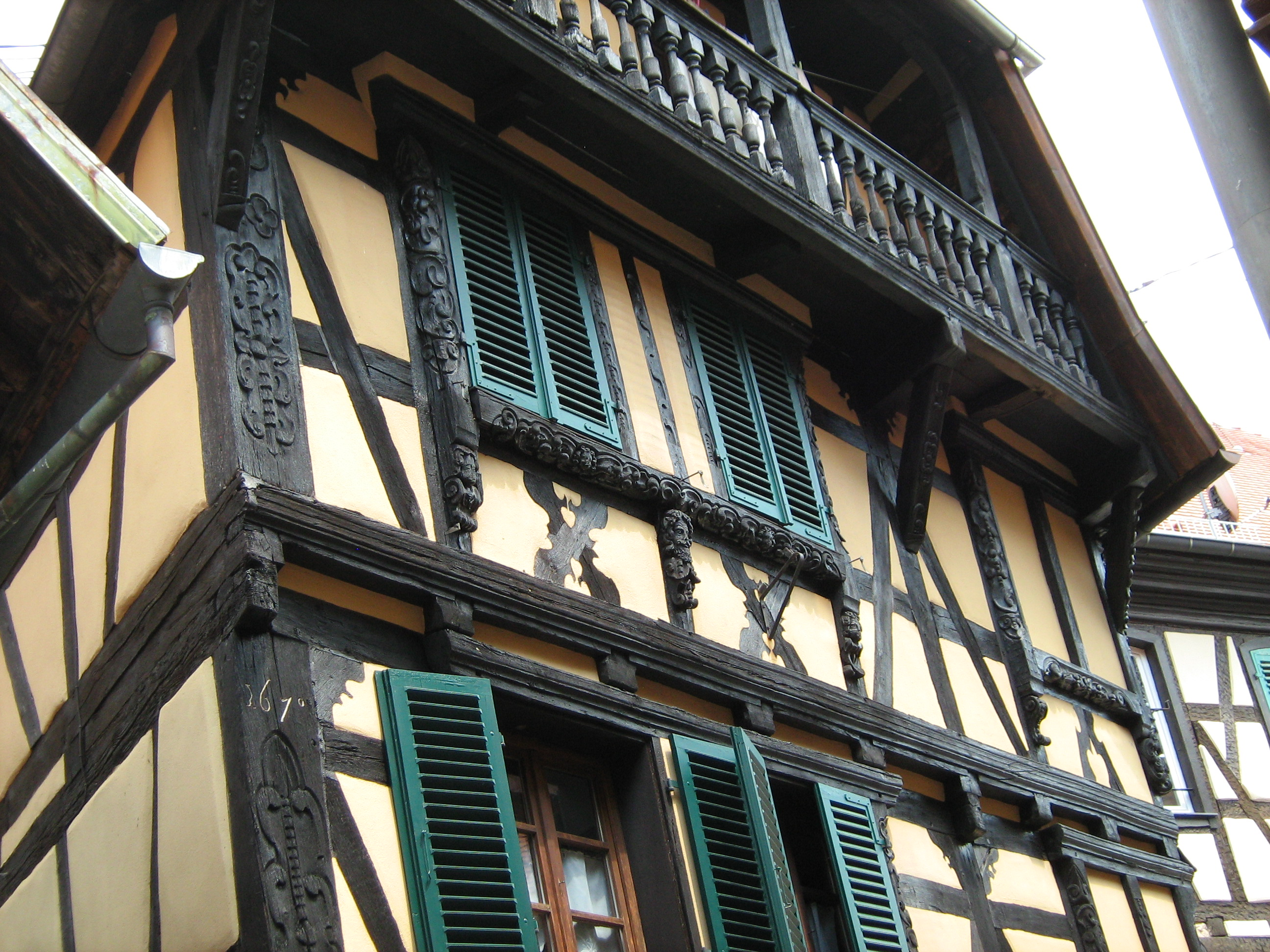
Le second niveau
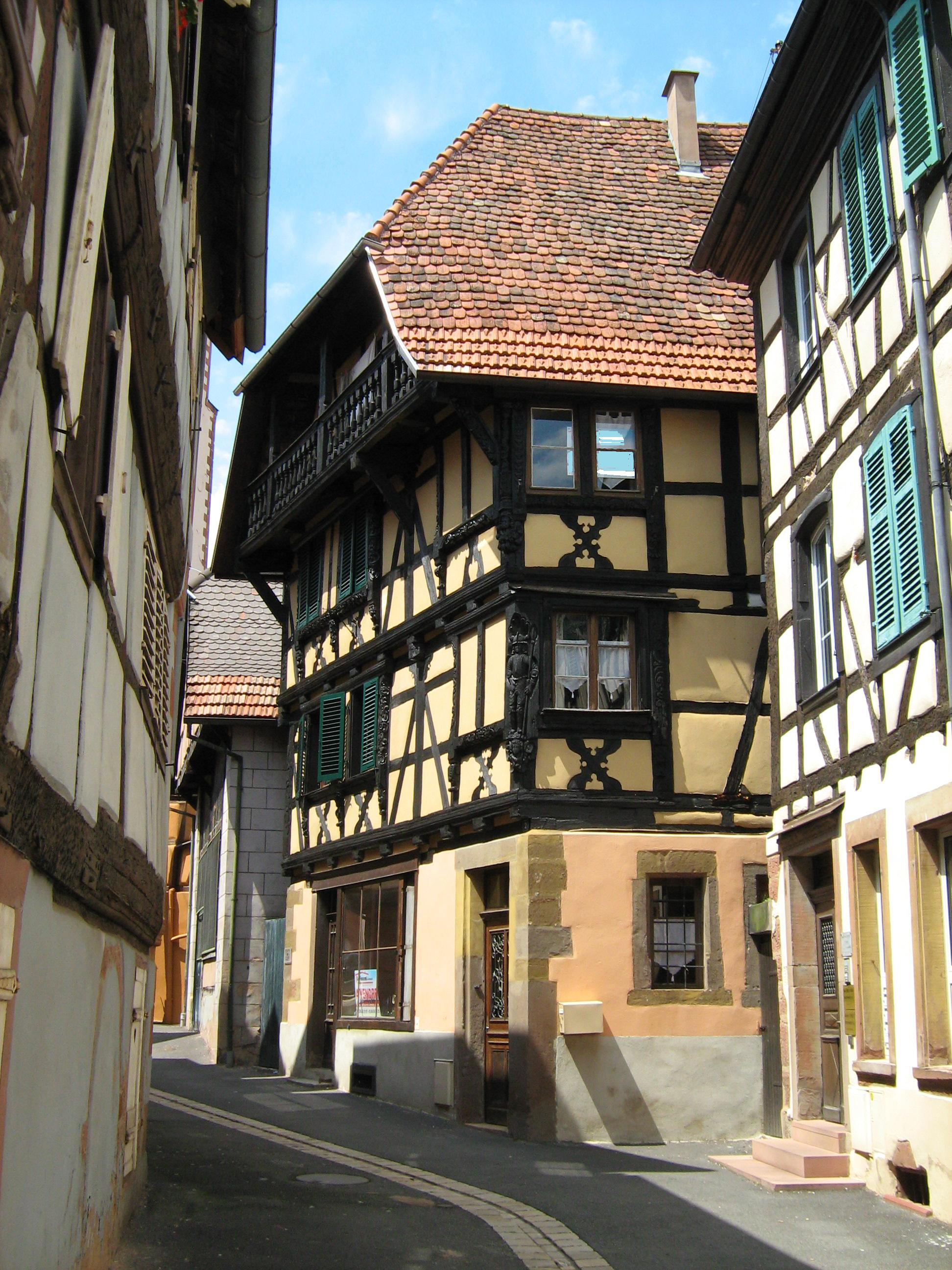
La Maison Siegler (côté gauche)
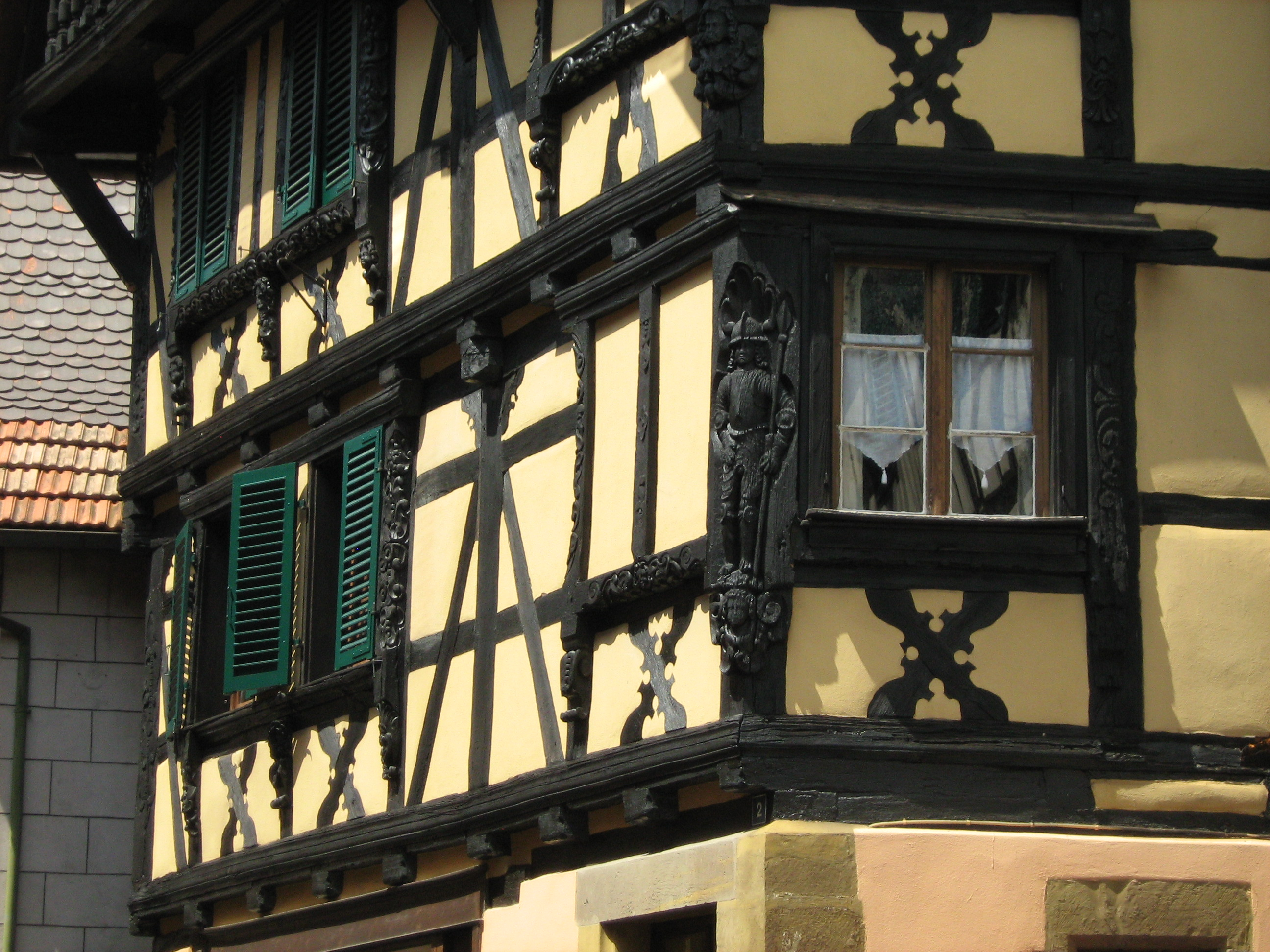
Le premier niveau
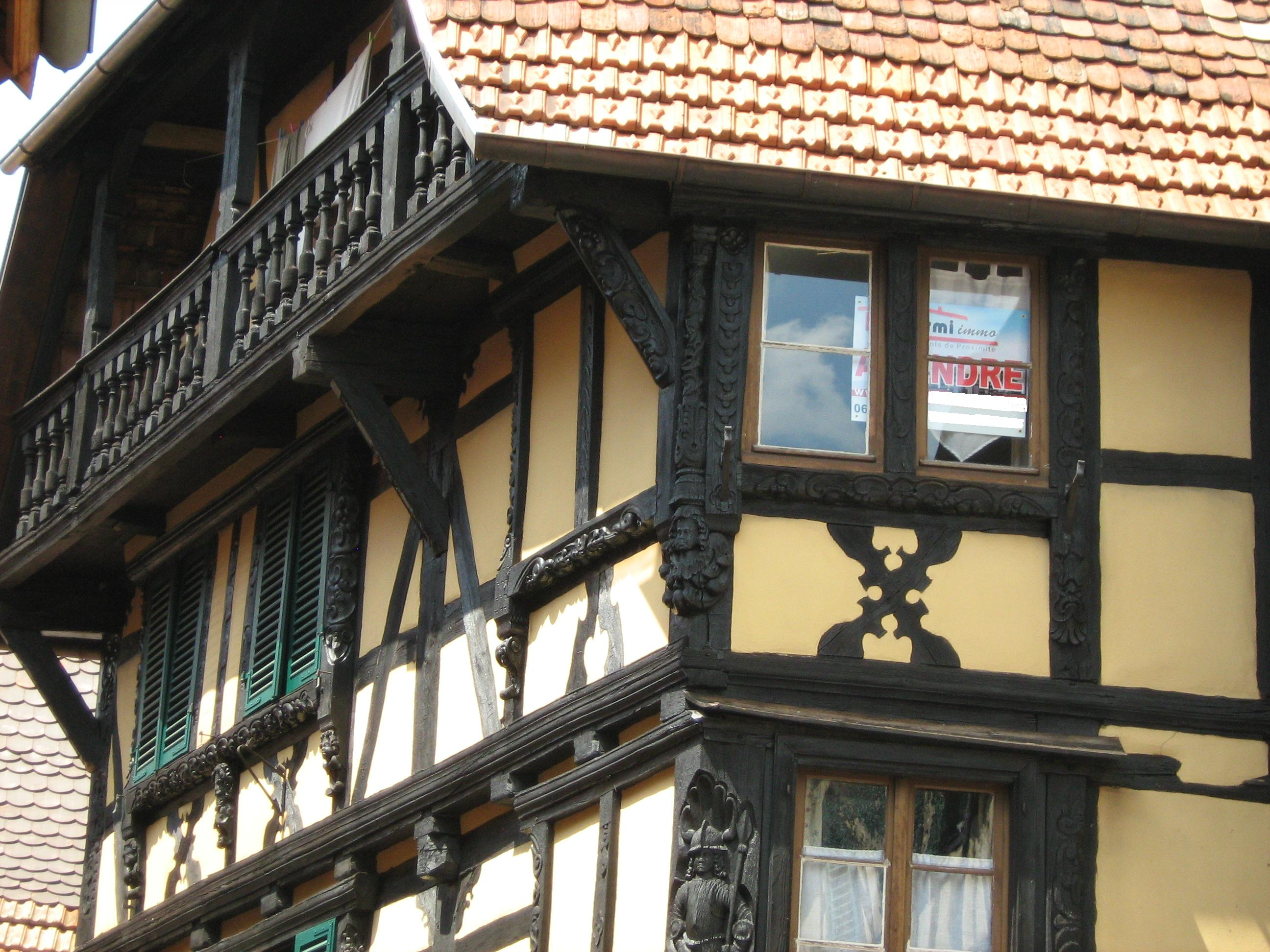
Le second niveau
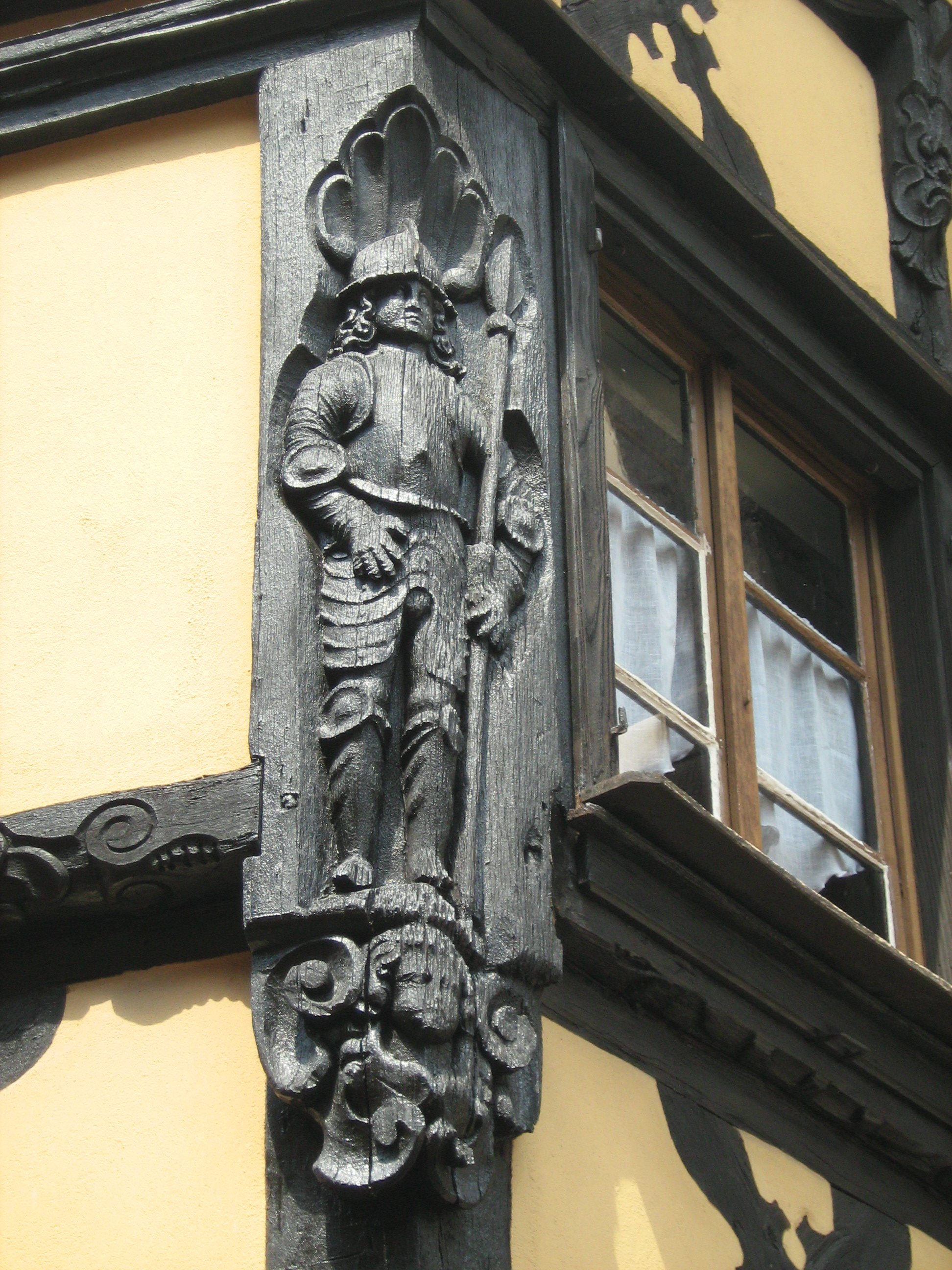
Le conquistador armé de sa lance.

### La maison du receveur ecclésiastique
Cette maison à colombage est située à l'angle de la rue de l'Église, à côté de la Laube, au no 18 de la rue du Canal. La maison de l'écoutète Roerich fut achetée en 1581 par les conseillers du gouvernement comtal pour en faire le logement de fonction du receveur ecclésiastique. Le prix de la transaction s'éleva à la somme de 162 livres deniers comptant et 126 livres deniers de crédit à payer plus tard. Des travaux de rénovation furent, de suite, effectués pour 130 livres deniers. Puis d'autres modifications en 1584 pour 36 livres deniers. La date de 1598 apparaît sur le grand portail à gauche. Le rez-de-chaussée est en maçonnerie et les deux étages en pan de bois avec des fenêtres sculptées. Mais l'on remarque surtout le massif oriel à huit faces posé sur une console en grès rose. Édifice classé monument historique depuis le 16 octobre 1930.

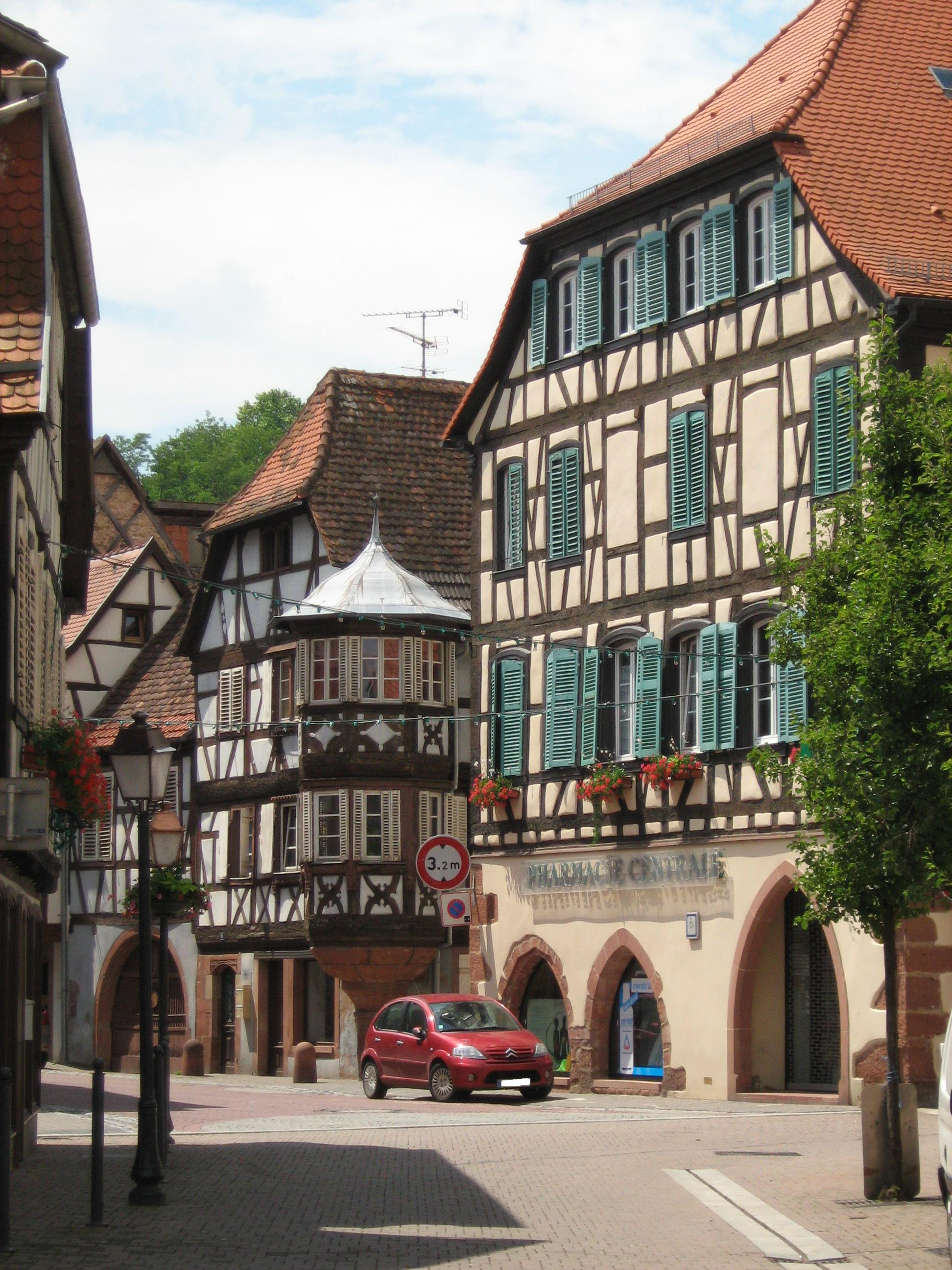
La maison à côté de la Laube.
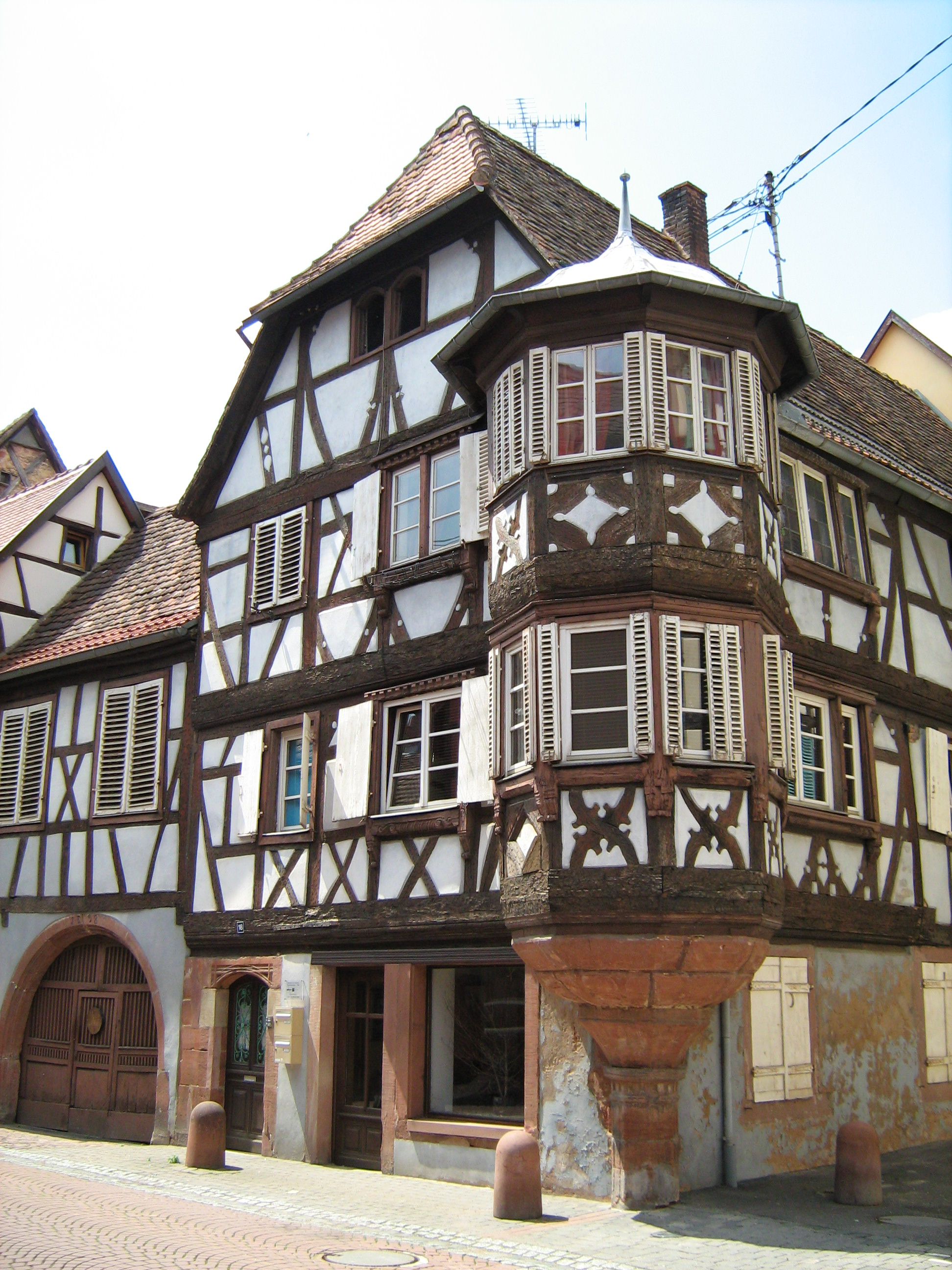
Vue sur la maison.
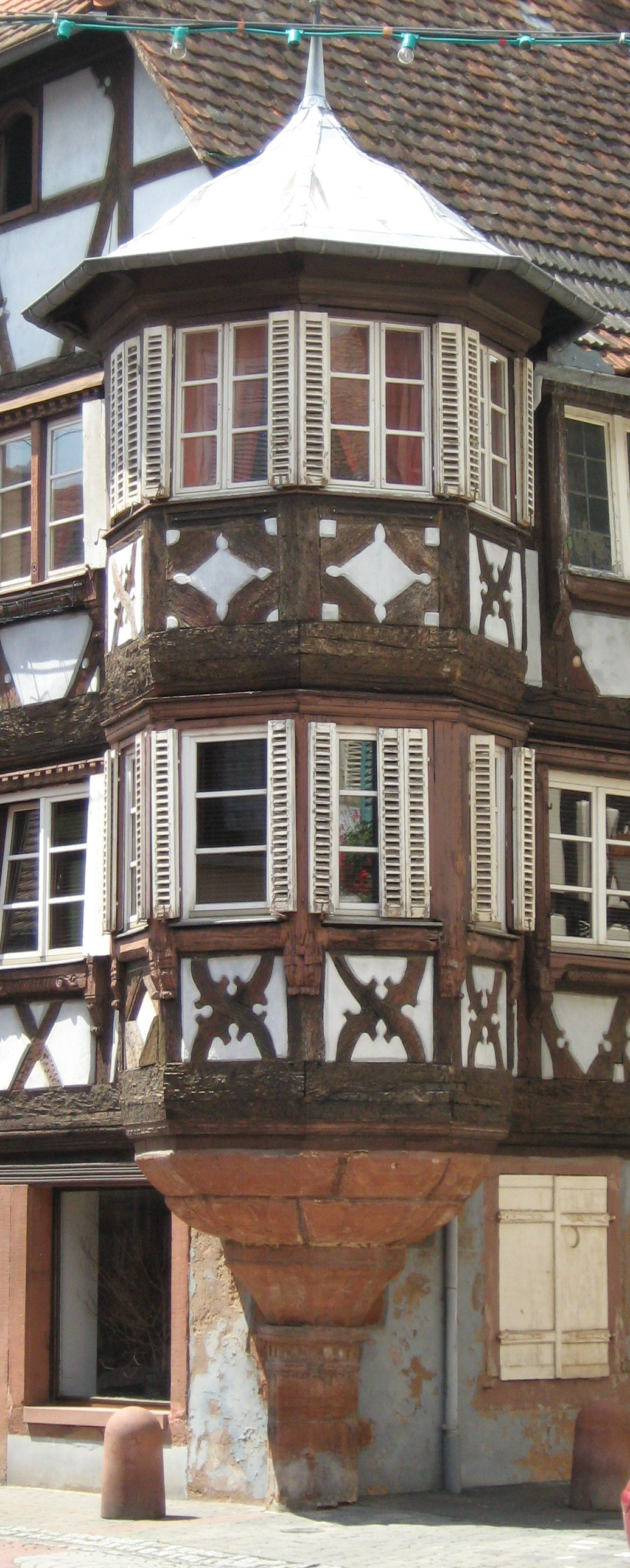
Son oriel massif.

## Le quartier sud

### Rue du Magasin
La maison située au no 6 de la rue a peut-être été construite au XVIIe siècle. Une façade est visible depuis la rue du Magasin et l'autre depuis l'impasse Koch. Les deux autres sont mitoyens. Vers la rue du Magasin, le mur est entièrement en pan de bois sur un solin en maçonnerie. L'étage est en large encorbellement. Cette avancée protège un soupirail de la cave et un escalier extérieur en bois donnant sur la porte d'entrée. L'encorbellement est soutenu par un poteau et par des aisseliers. À l'arrière, le rez-de-chaussée est en maçonnerie et l'étage en colombage.

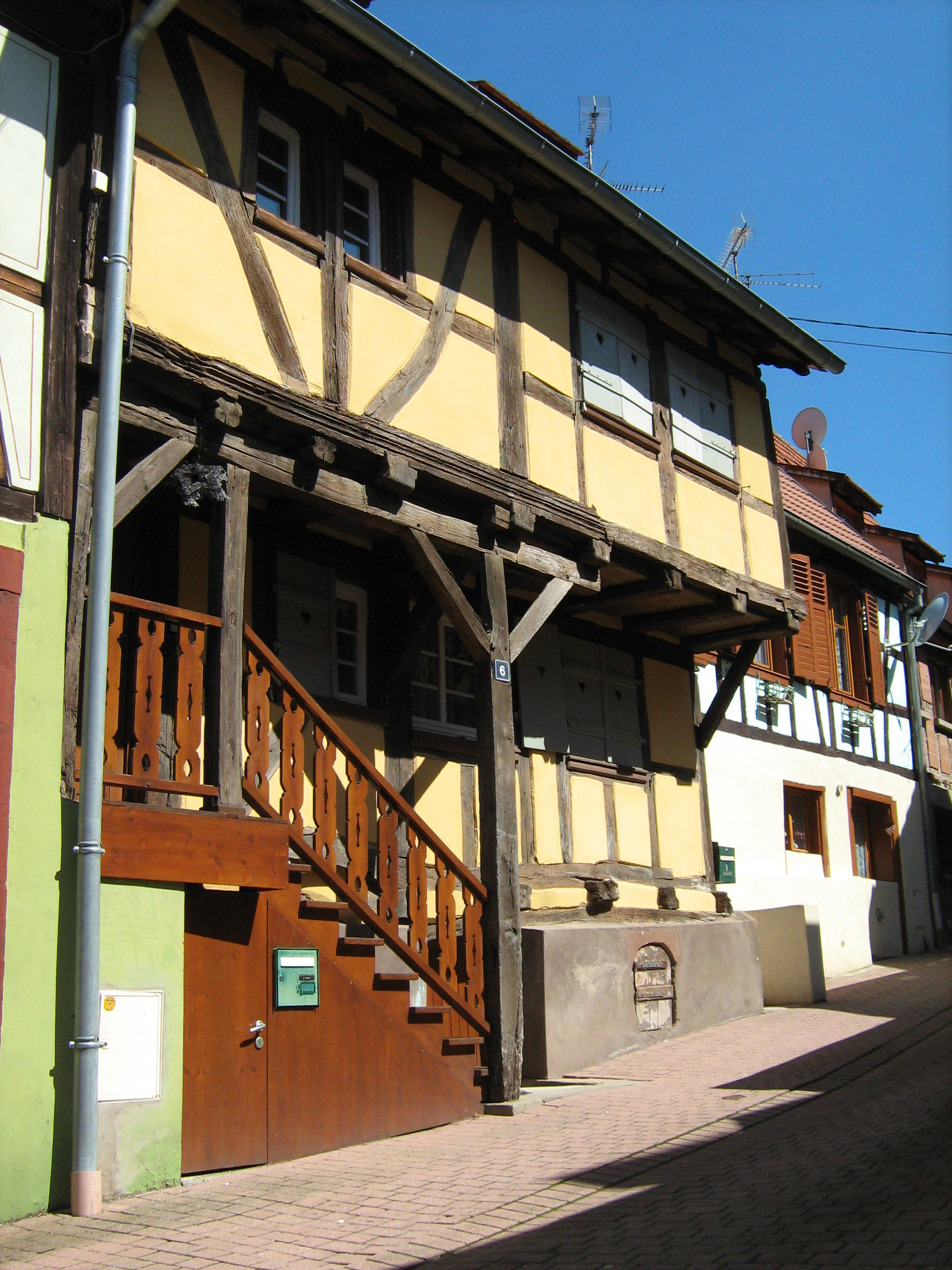
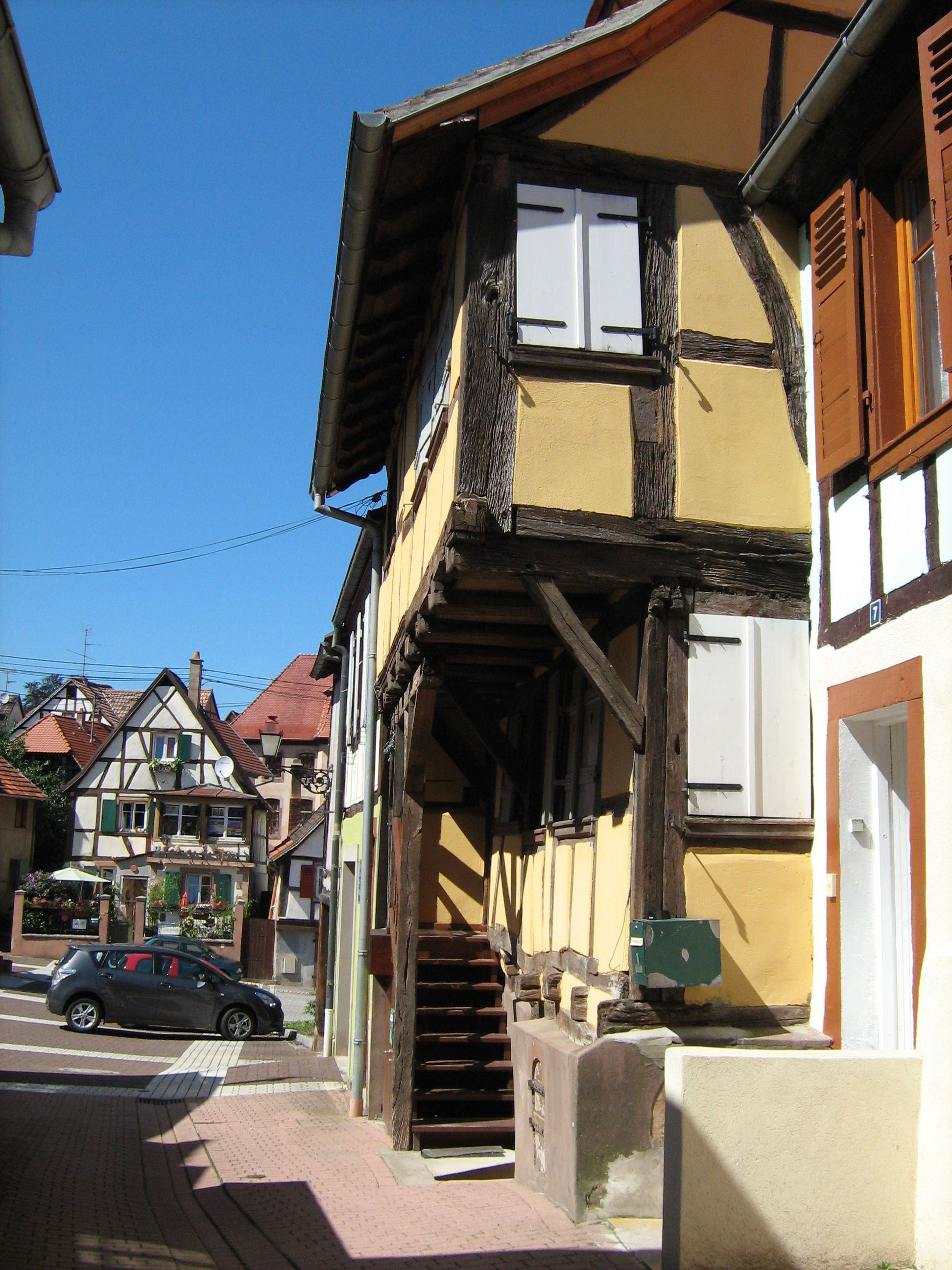
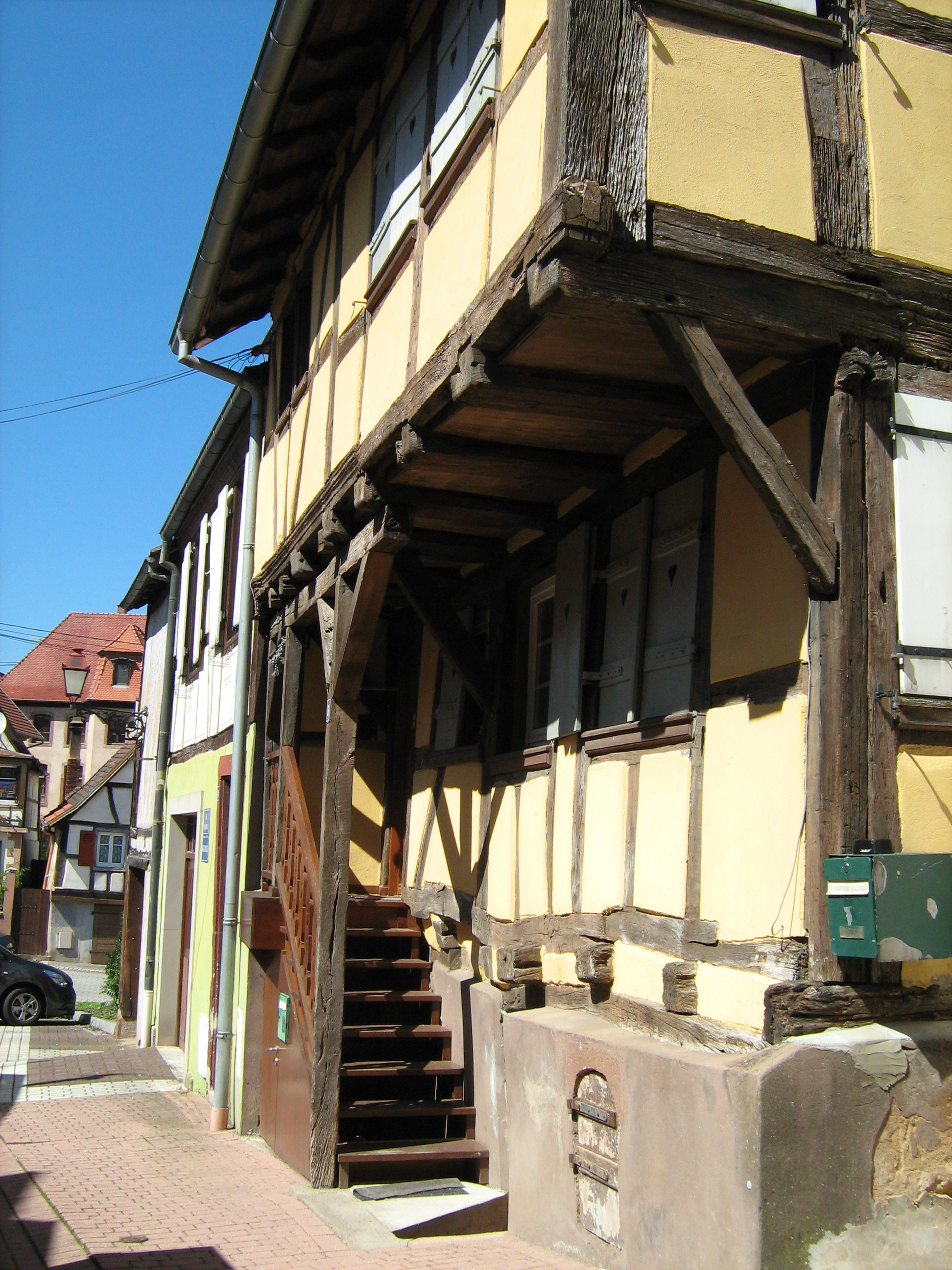
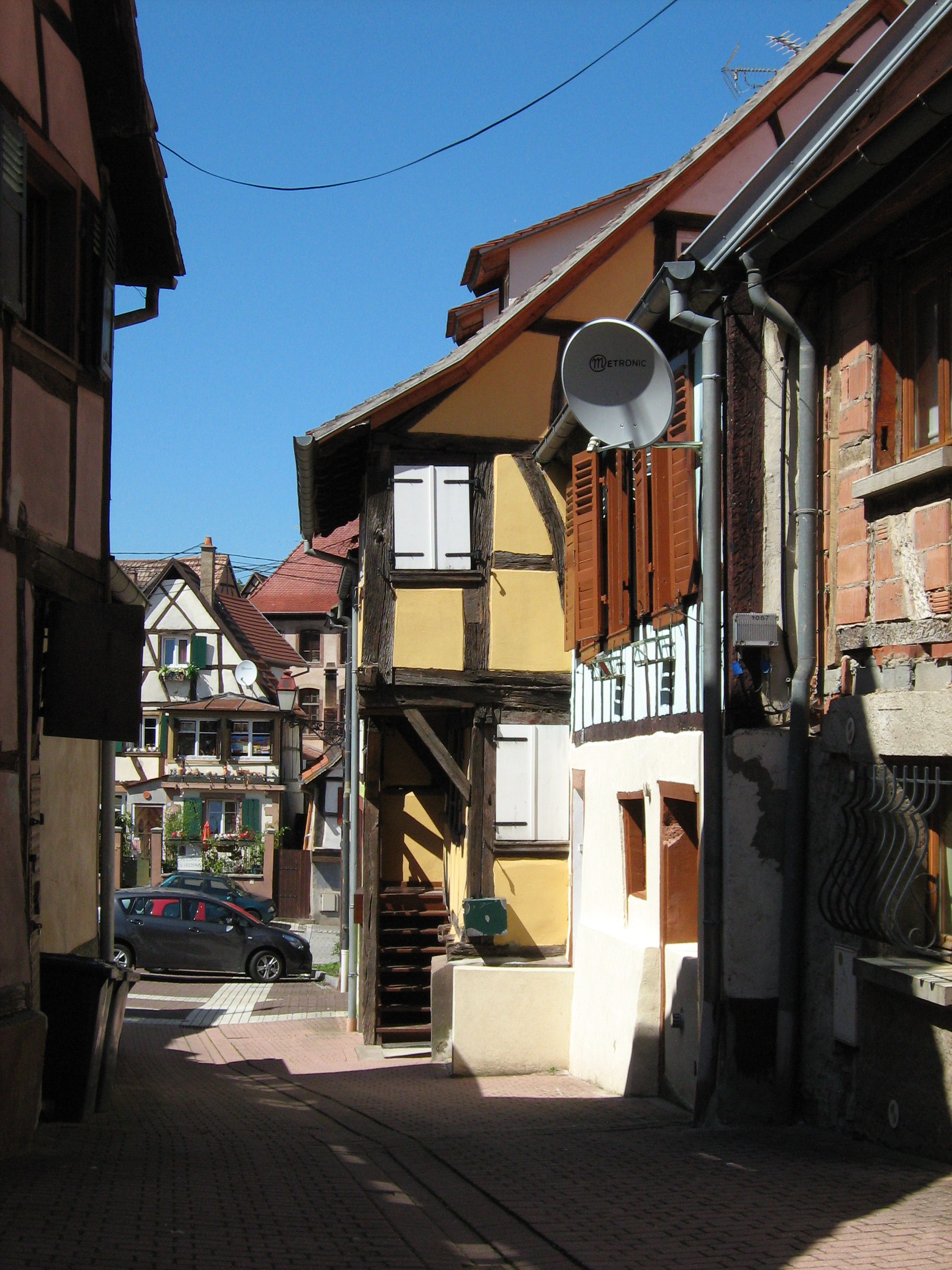

### Rue du Vieil-Hospice
Cette ancienne maison juive fut peut-être construite en 1627-1628 car elle porte l'inscription de la date  hébraïque de l'an 5388. Sa lecture est cependant difficile. La maison se situe à la jonction de la rue du Magasin et de la rue du Vieil-Hospice dont elle porte le no 1. Son pignon est en direction de la rue du Canal. Le rez-de-chaussée et l'étage (avec un léger encorbellement) sont en colombage sans décor particulier.

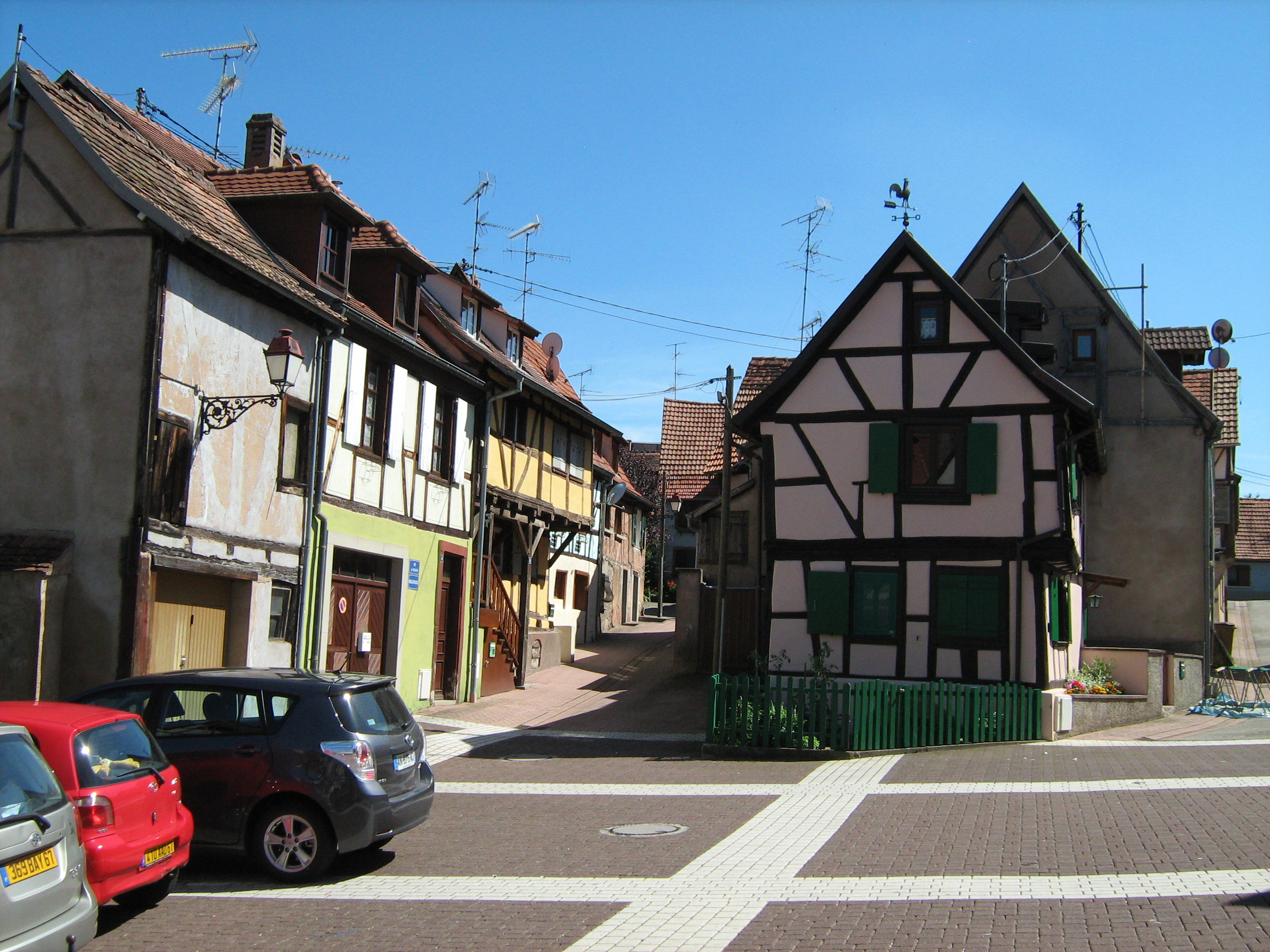
Vue sur la rue du Magasin
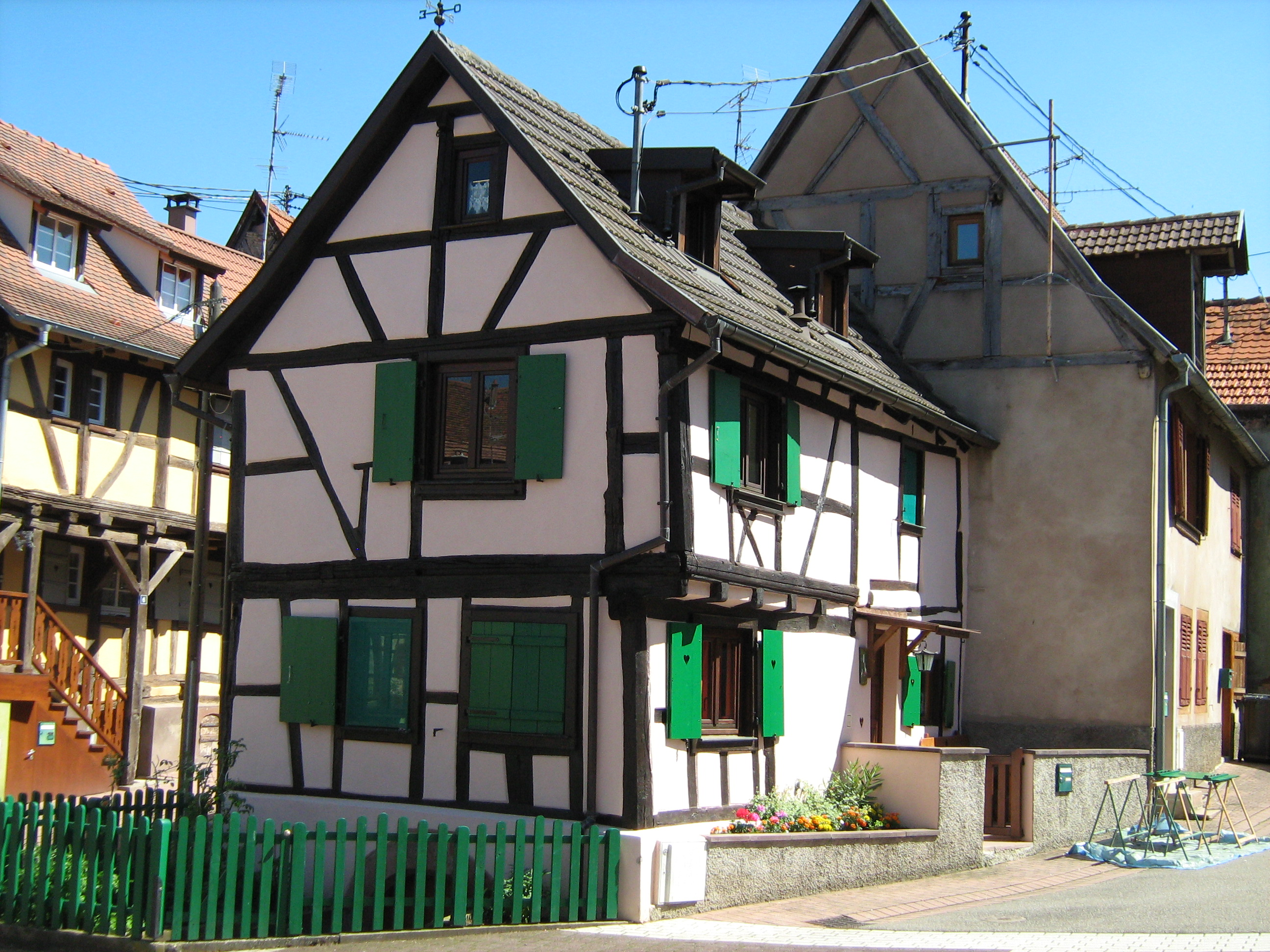
Pignon et façade de la maison
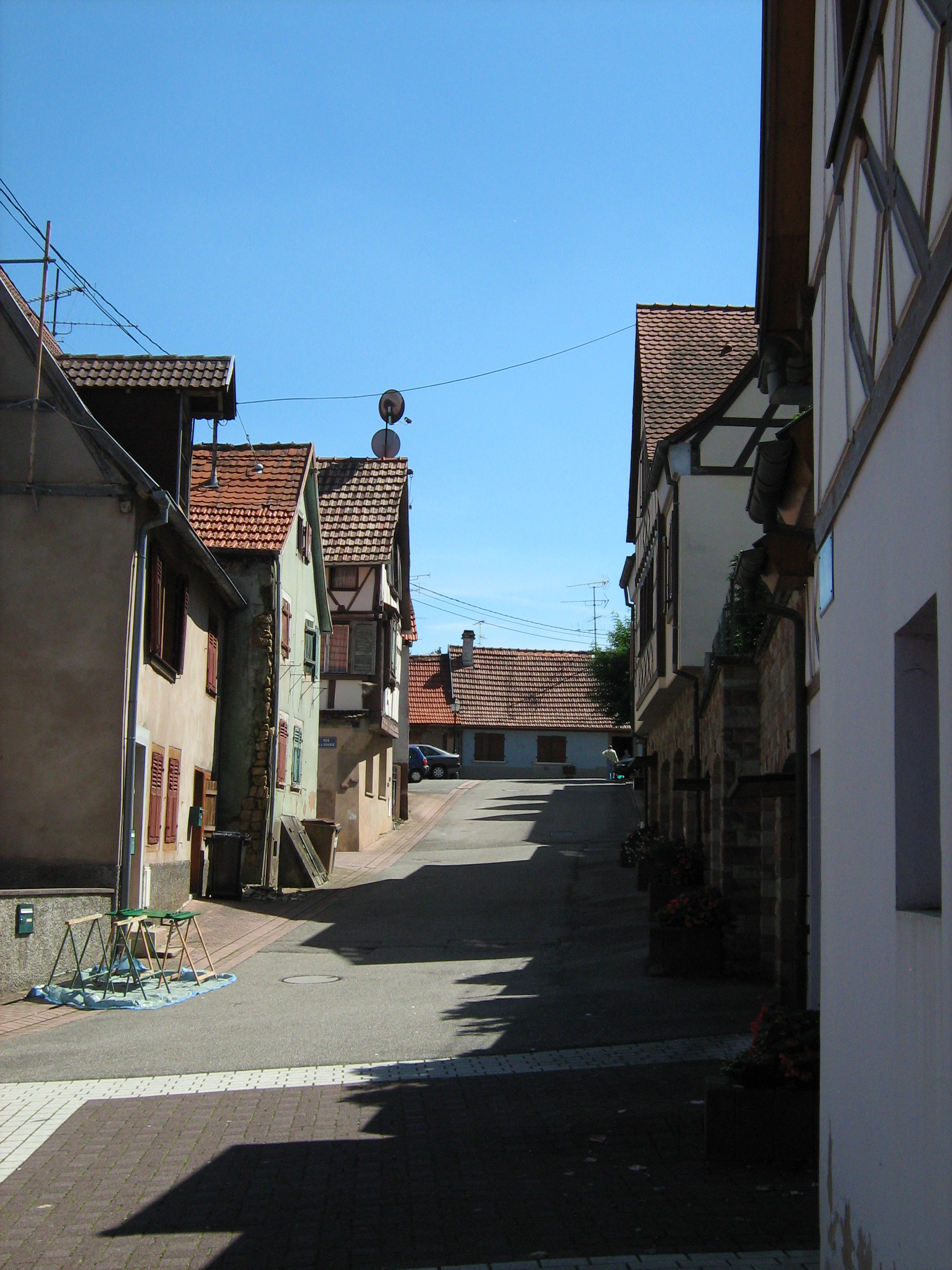
Vue sur la rue du Vieil-Hospice.

## La rue des Seigneurs

### Maison
Cette demeure, située à l'angle de la rue des Seigneurs et de la rue du Tonnelier, fut remaniée au XVIIIe siècle en réunissant sous un même toit deux maisons plus petites. Le rez-de-chaussée a été remanié au début du XXe siècle par l'installation de vitrines. Sa caractéristique est son pignon en large encorbellement étayé par trois aisseliers moulurés.

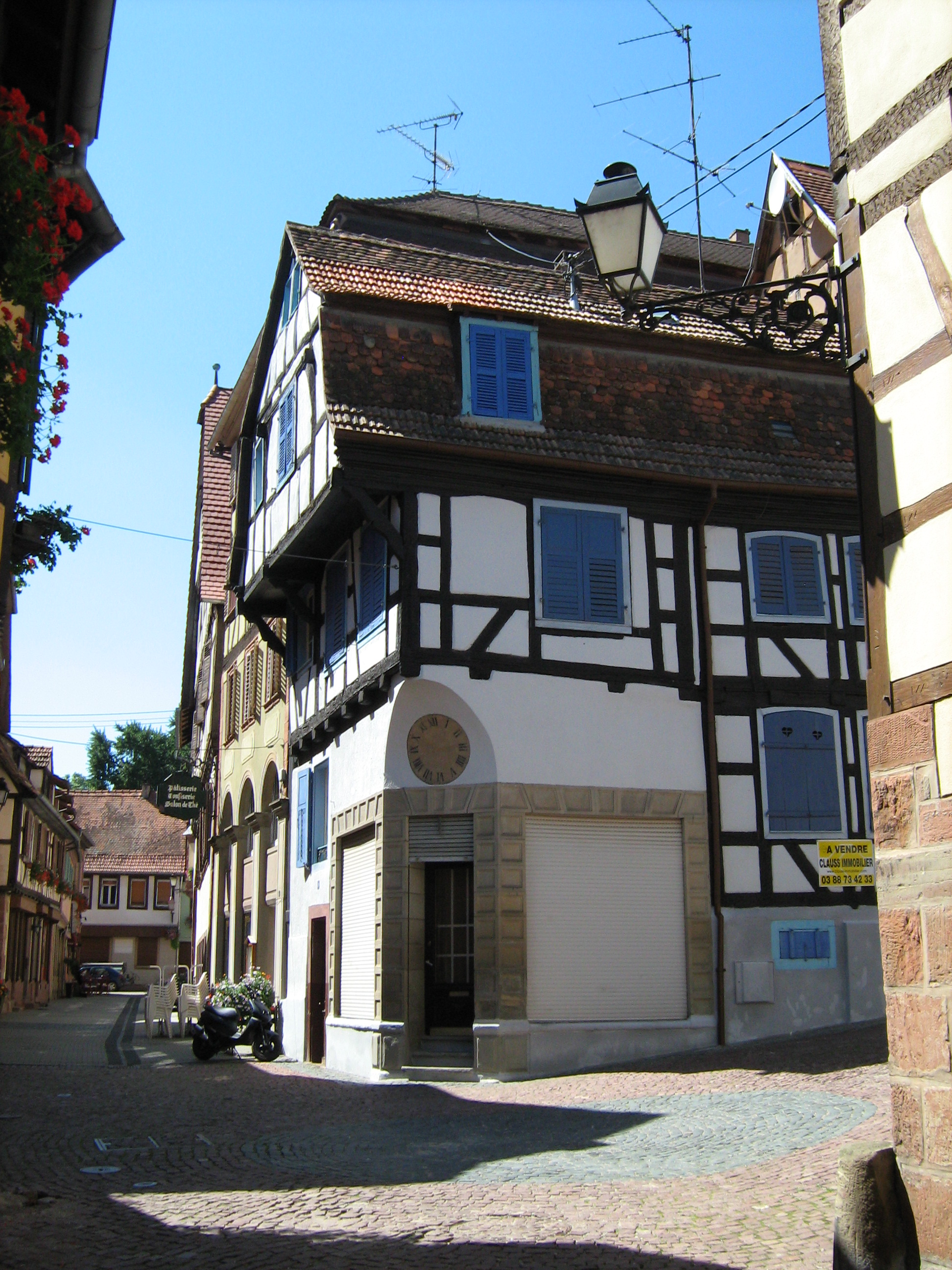
Son pignon à encorbellement
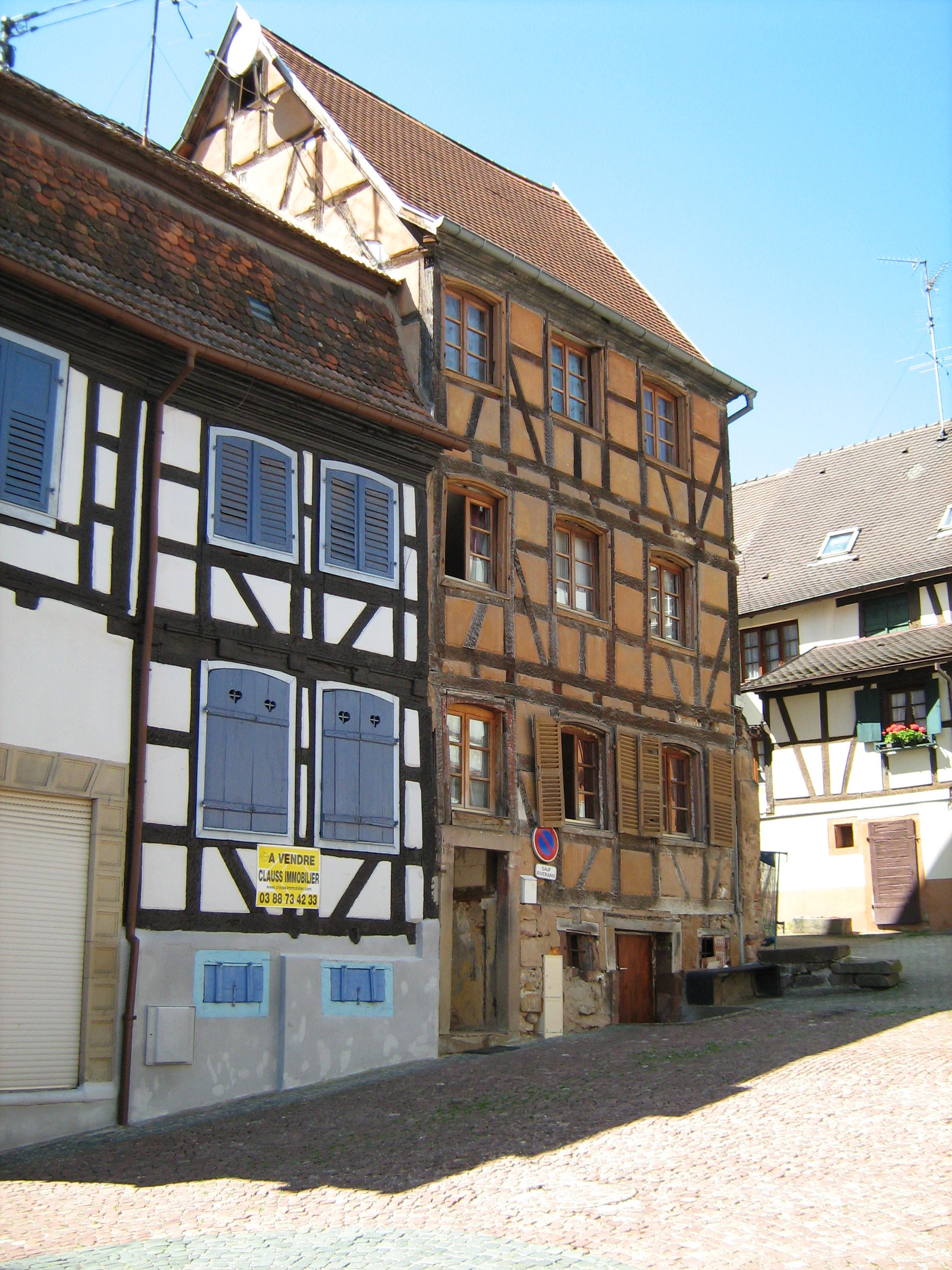
Sa façade et un immeuble mitoyen.

## Autour de la place du Marché aux grains

### La maison des Ventes
En allemand : Das Kaufhaus. Cette maison se fait remarquer par son petit pignon en pan de bois construit sur six colonnes en bois et qui s'avance sur la place. Le bâtiment servait à entreposer à l'étage les grains mis en vente. Au rez-de chaussée, une bascule pesait les grains. Sur le haut de la colonne angulaire de droite, sur deux faces, apparaît la date de 1636. La maison est classée monument historique depuis le 16 octobre 1930.

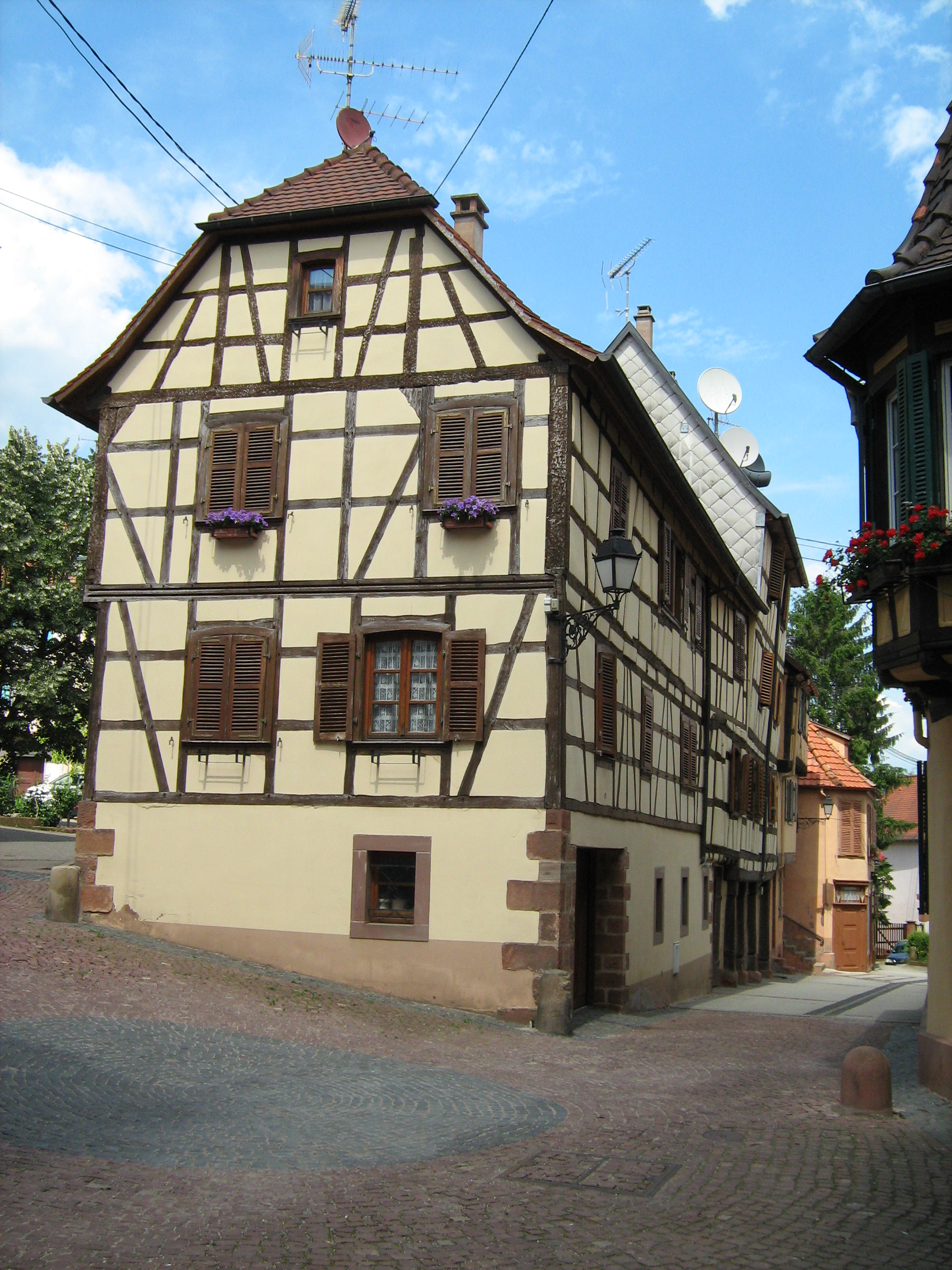
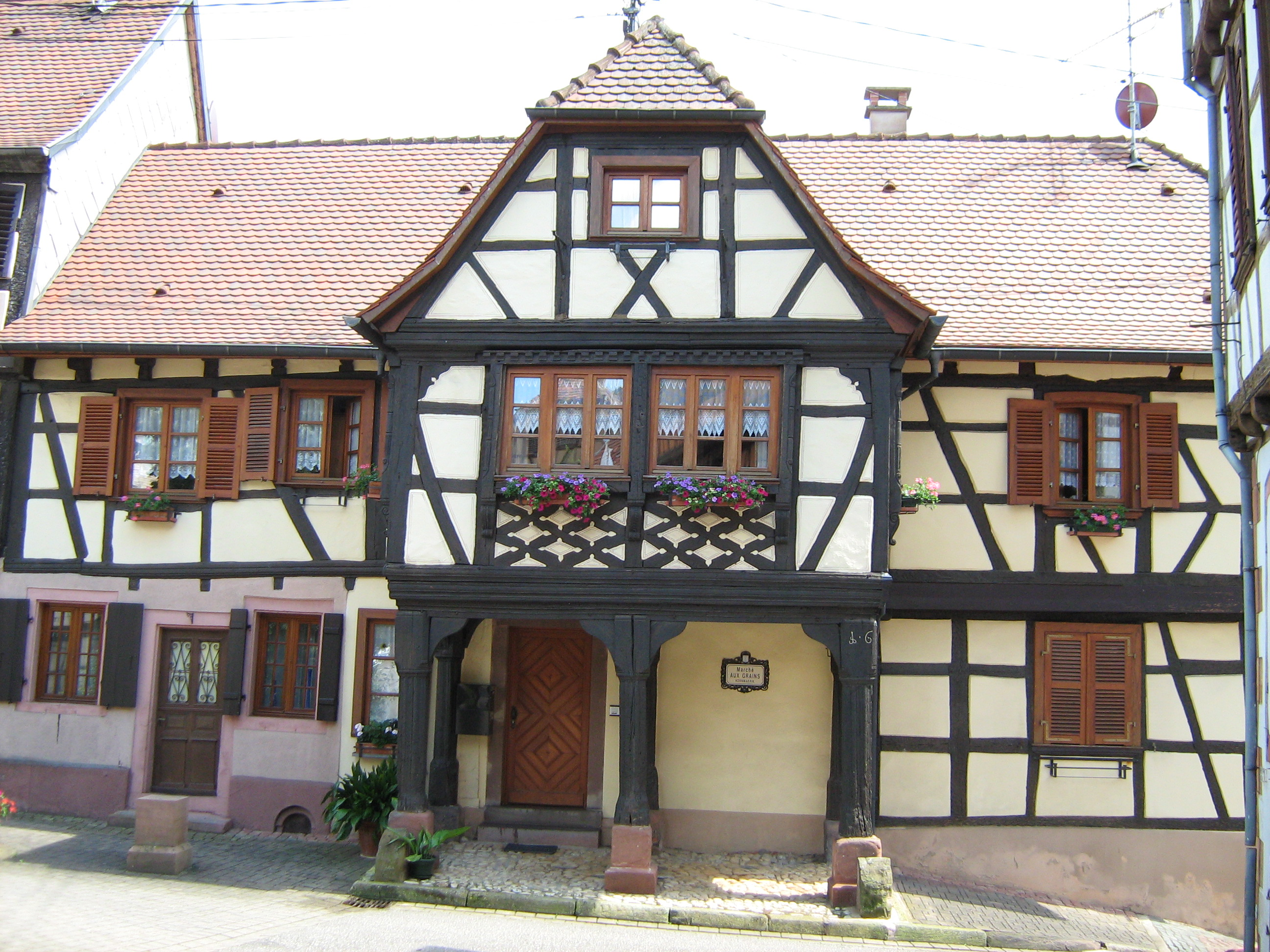
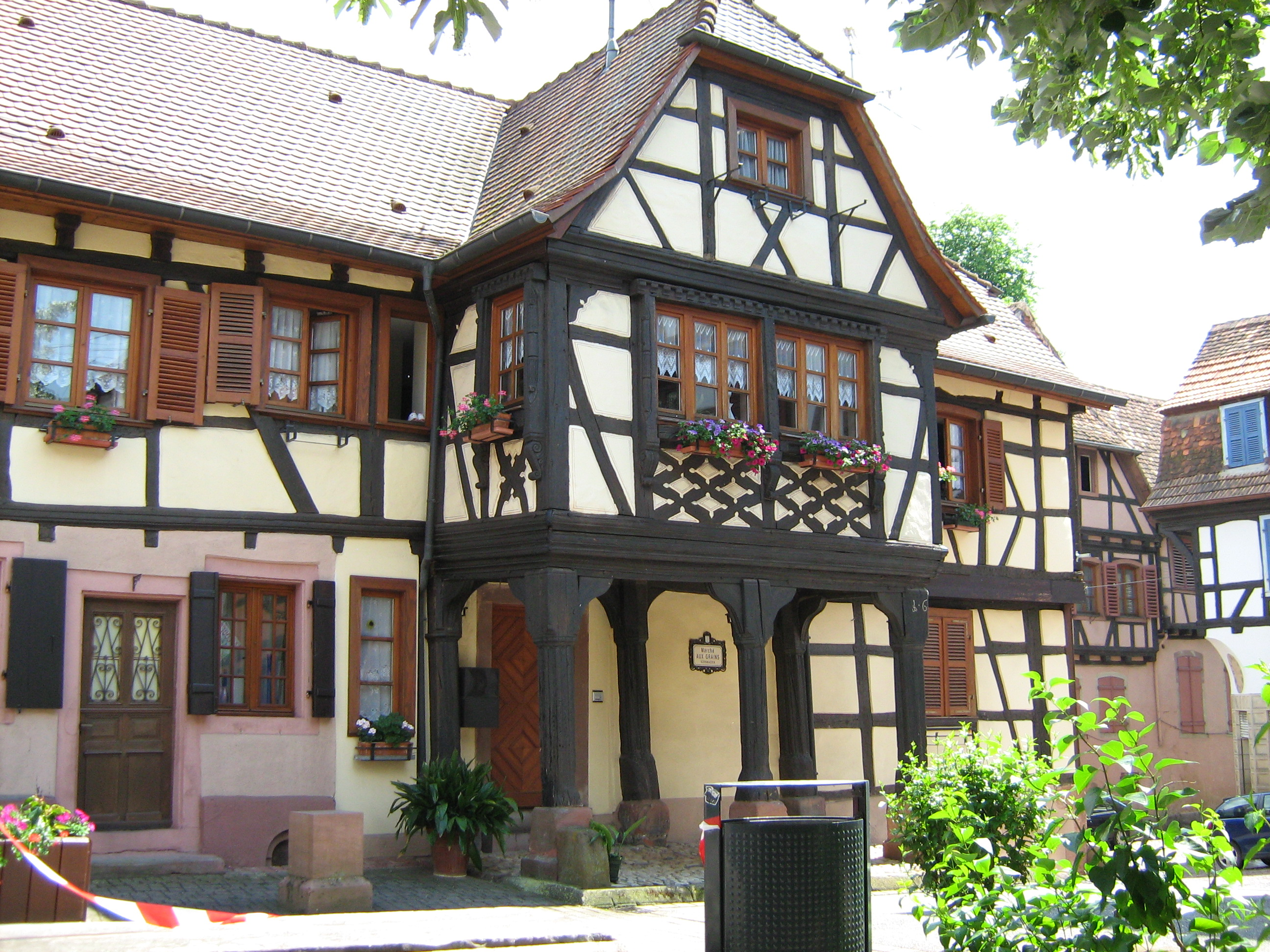
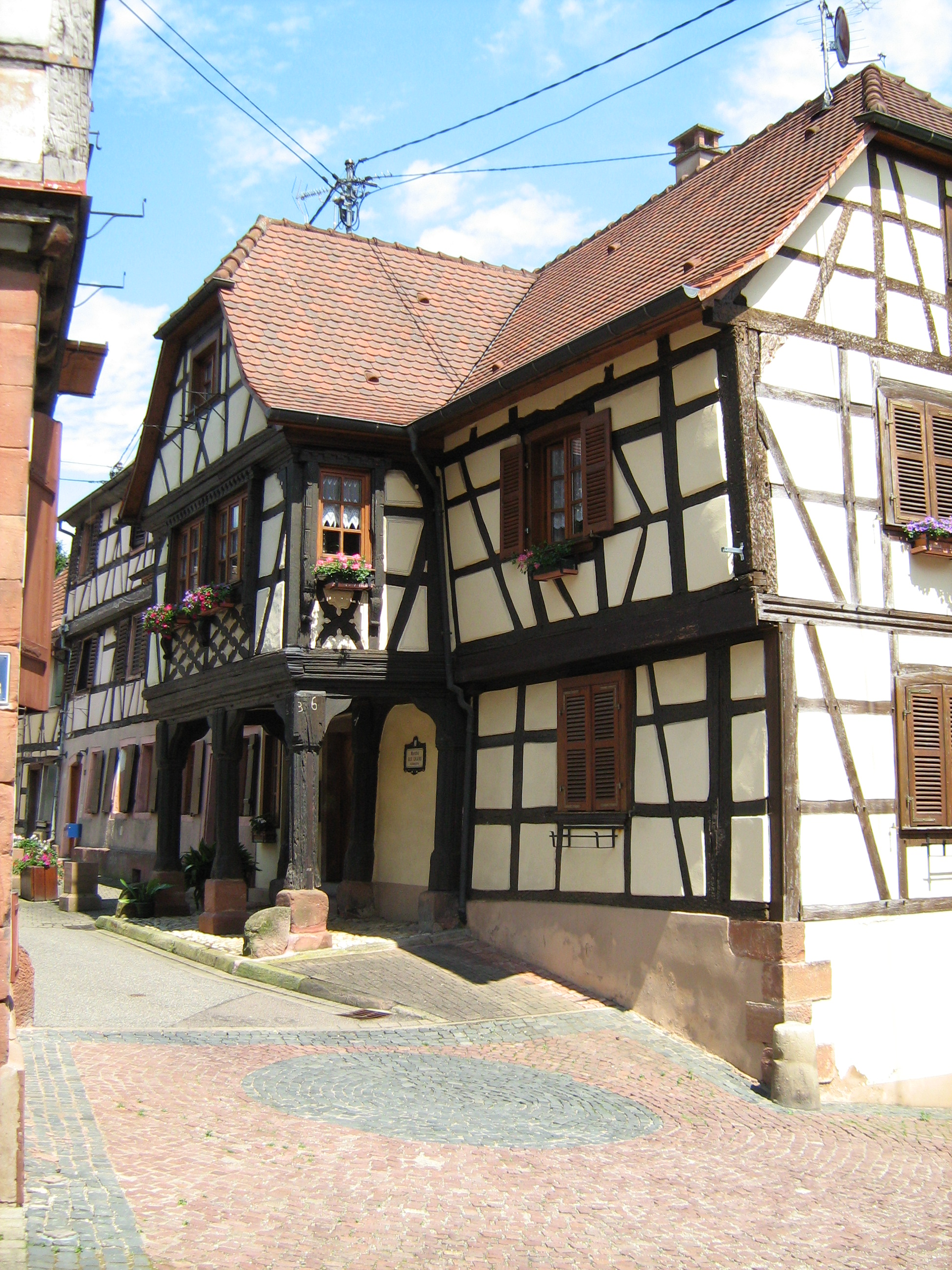

### La maison aux piliers
Cette maison à colombage est située au no 28 de la place où l'on voit sa façade avant, son arrière longeant la rue du Tonnelier. La date 1630 apparaît sur un poteau de bois au premier étage du côté de la place. Tandis que le deuxième étage porte la date de 1692 avec les noms: Hans Jacob Morman, Anmrein Mormenin, Susan Mormerin puis la phrase Diss Haus sded in Gotes Hand. Le premier occupant connu est le tailleur Hans Heinrich Murrmann qui s'en porte acquéreur en 1654, suivi par son fils Hans Jacob et sa femme Anna Maria. Ce couple a fait inscrire la phrase précitée. Au XVIIIe siècle, le propriétaire est Philipp Jacob Kocher, et accueille l'auberge zum Engel. La maison fortement délabrée (intérieurement et extérieurement) à la fin du XXe siècle a été restaurée depuis. Un noyau dur en maçonnerie et béton consolide la structure en bois dont une partie a été remplacée.
La construction s'est faite en trois phases. Avant 1630 sont construits la cave, le rez-de-chaussée et le premier étage. En 1630, la maison est prolongée vers le nord pour toucher la propriété voisine. Puis, en 1692, le tout est surélevé d'un second étage qui déborde largement des niveaux inférieurs. Ce débord est consolidé par la mise en place de deux rangées de quatre piliers pour sécuriser la structure.

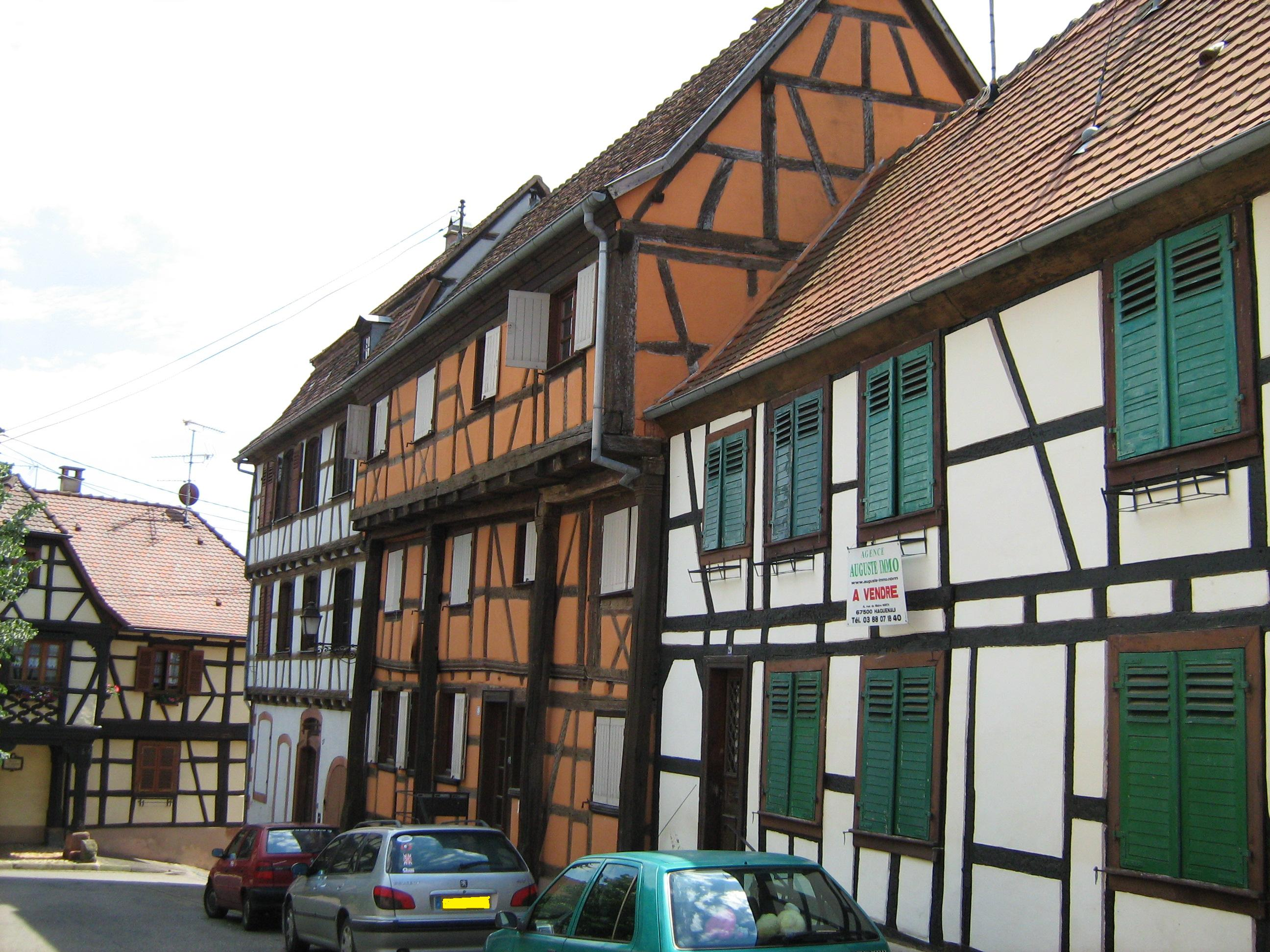
façade avant
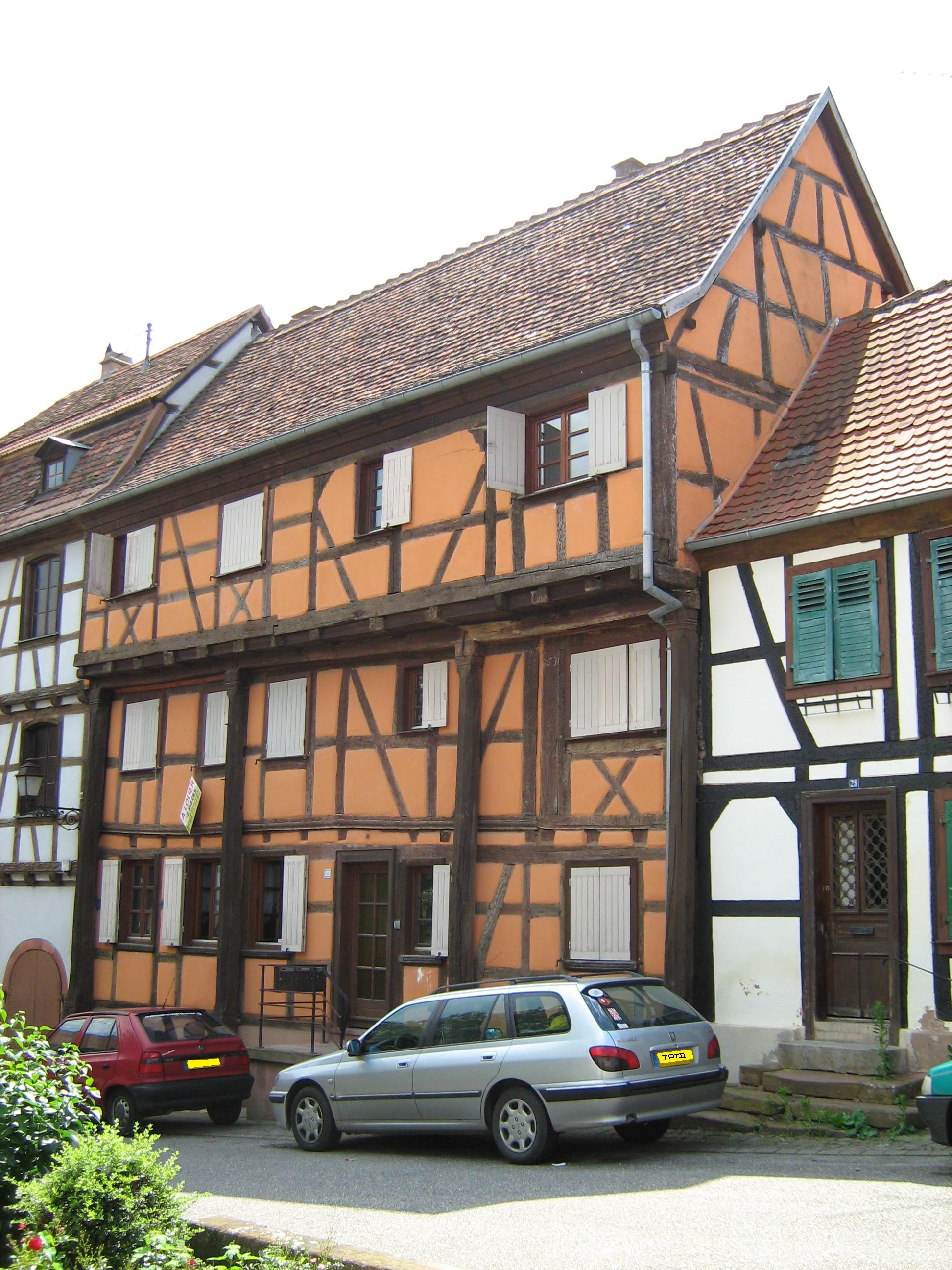
façade avant
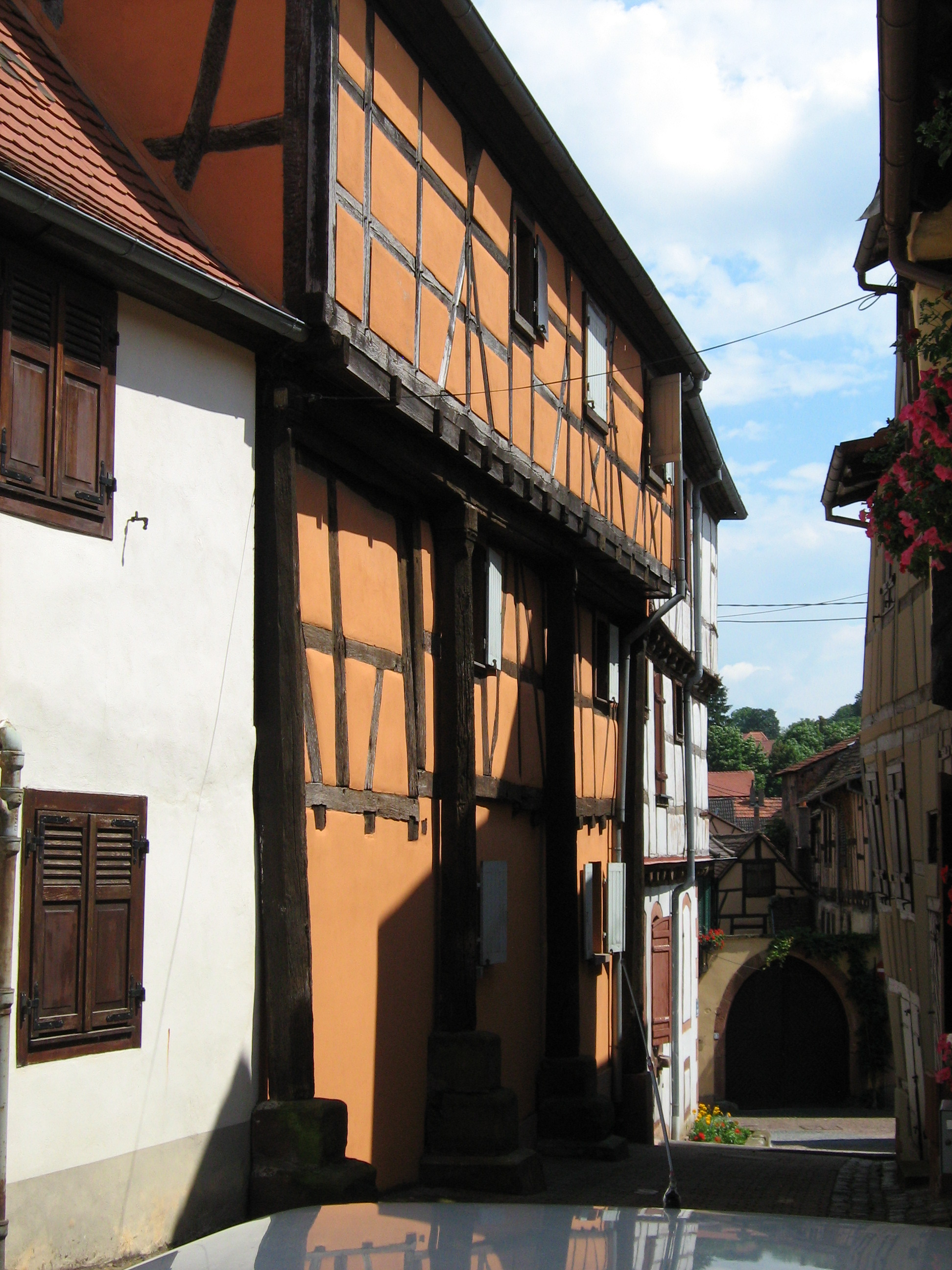
façade arrière
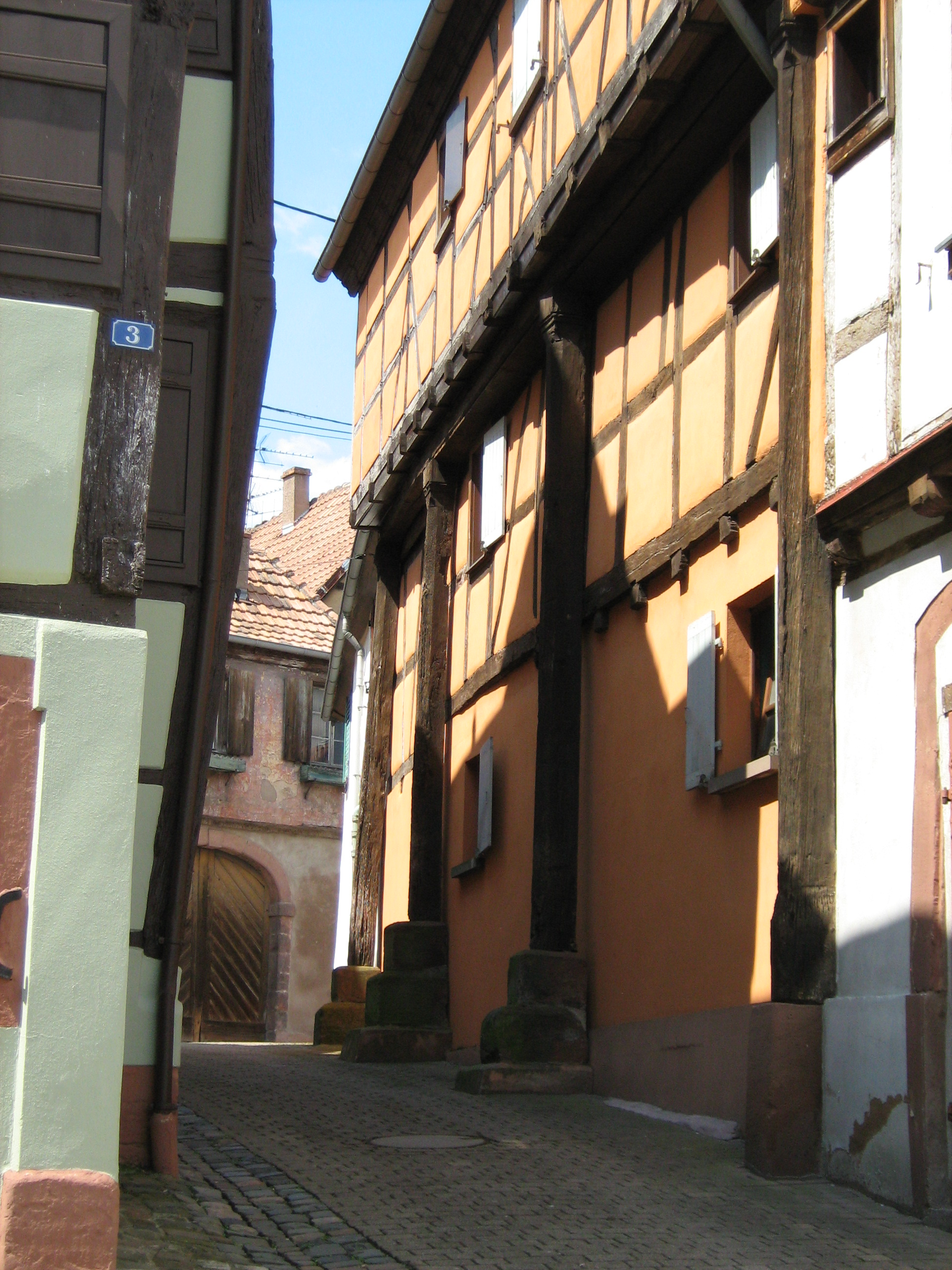
façade arrière

### L'ancienne auberge À la ville de Hanau
La propriété (sise au no 8 de la place) fut d'abord une importante exploitation agricole aux mains de la famille Von Mutzig. Au XVIIe siècle, elle revient en héritage à un riche paysan d'Uttwiller, Marzolf Mehl puis à son fils Johannes (1654-1723). En 1723, elle est vendue au juif Jacob Lippmann qui la revend en 1724 à Mauritius Roth qui tient en face l'auberge Le Cheval noir. Il y déménage son activité et fait construire en 1741 les bâtiments actuels. Entre 1744 et 1760, l'auberge  à la Ville de Hanau est tenue par Philippe Frédéric Rosenstiel. À cette époque, l'auberge est le siège du poêle de la corporation des menuisiers. La petite place devant la maison s'appelait dans le temps Tummelplatz (place du Messti).

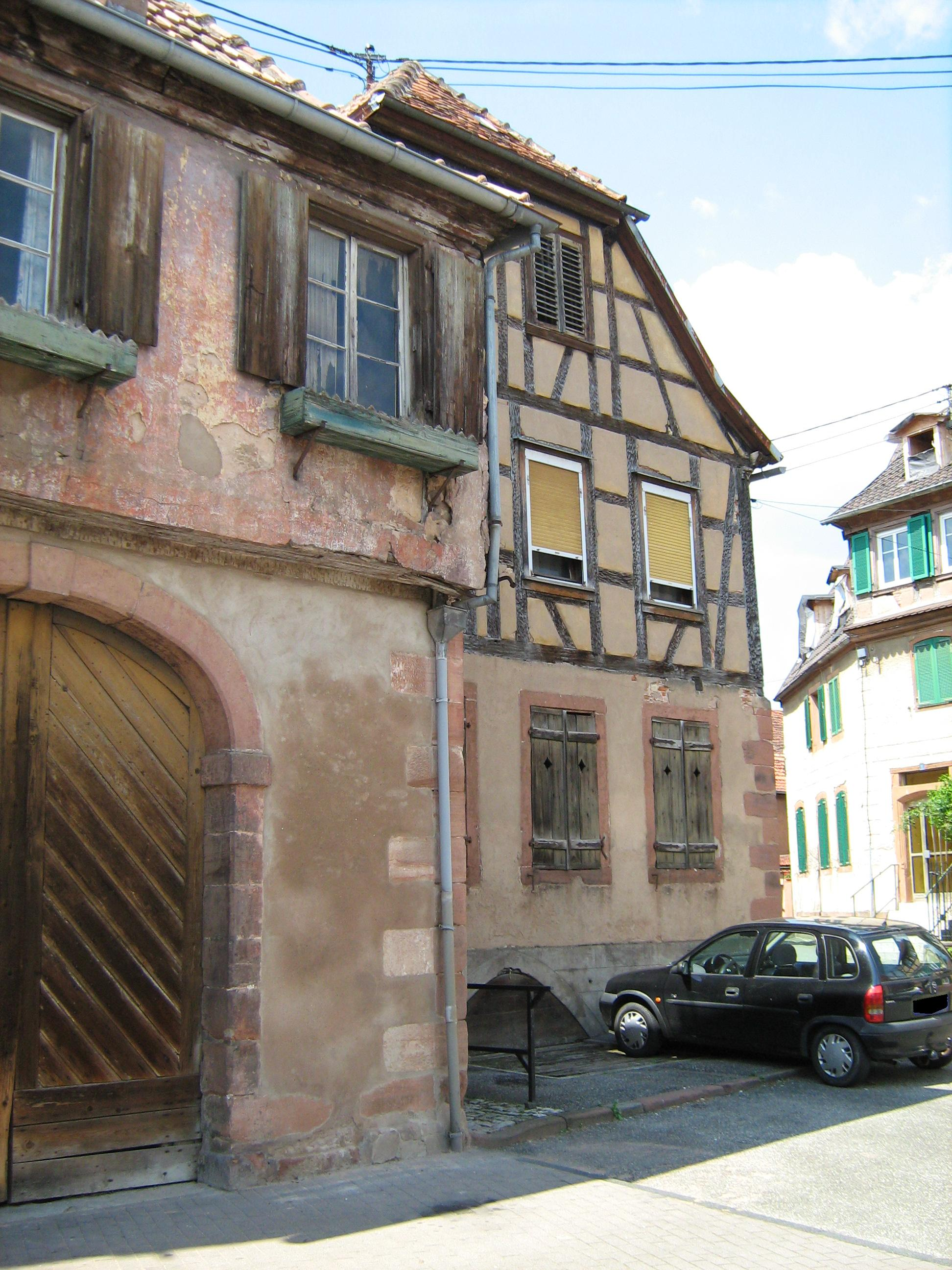
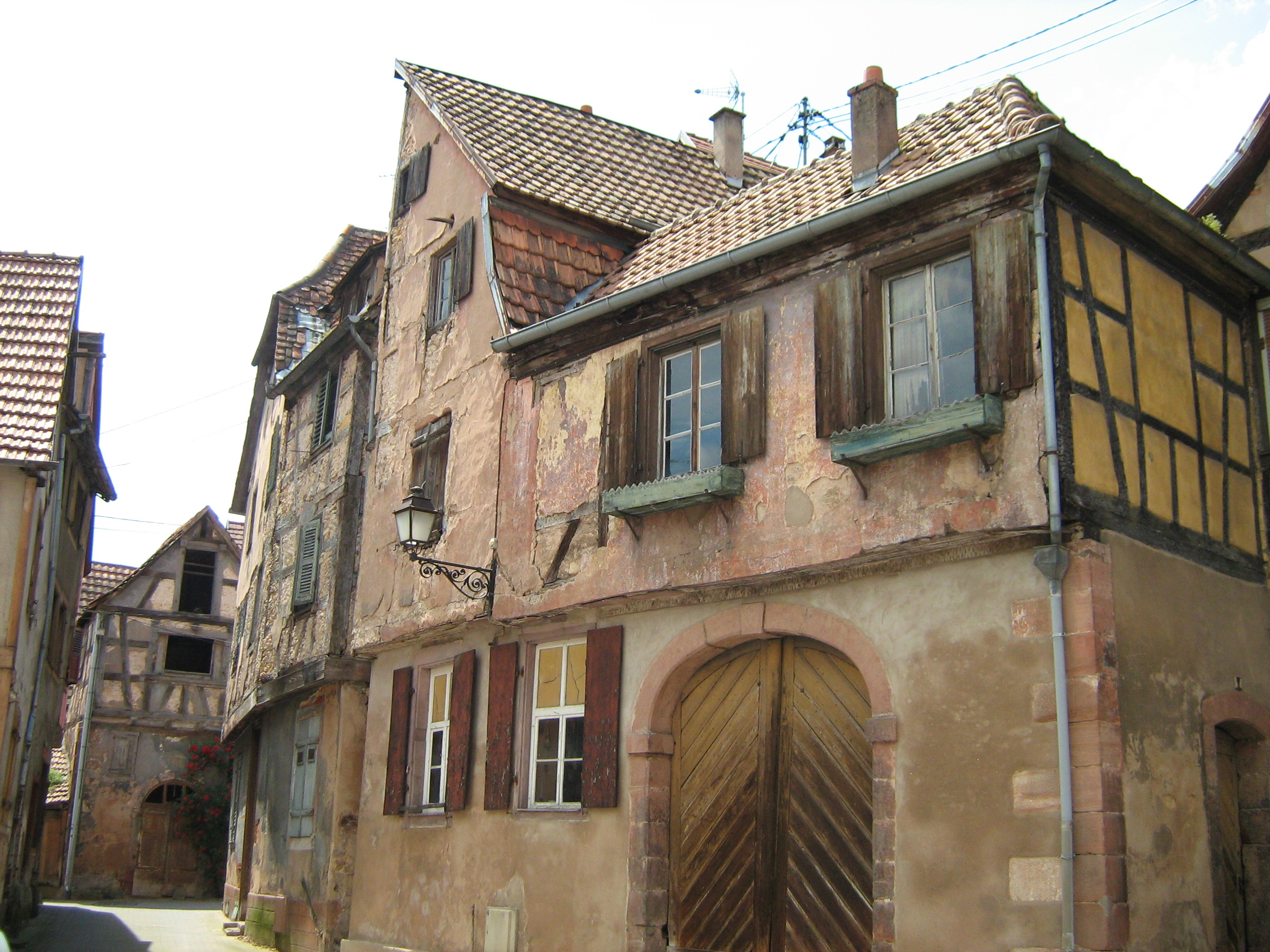
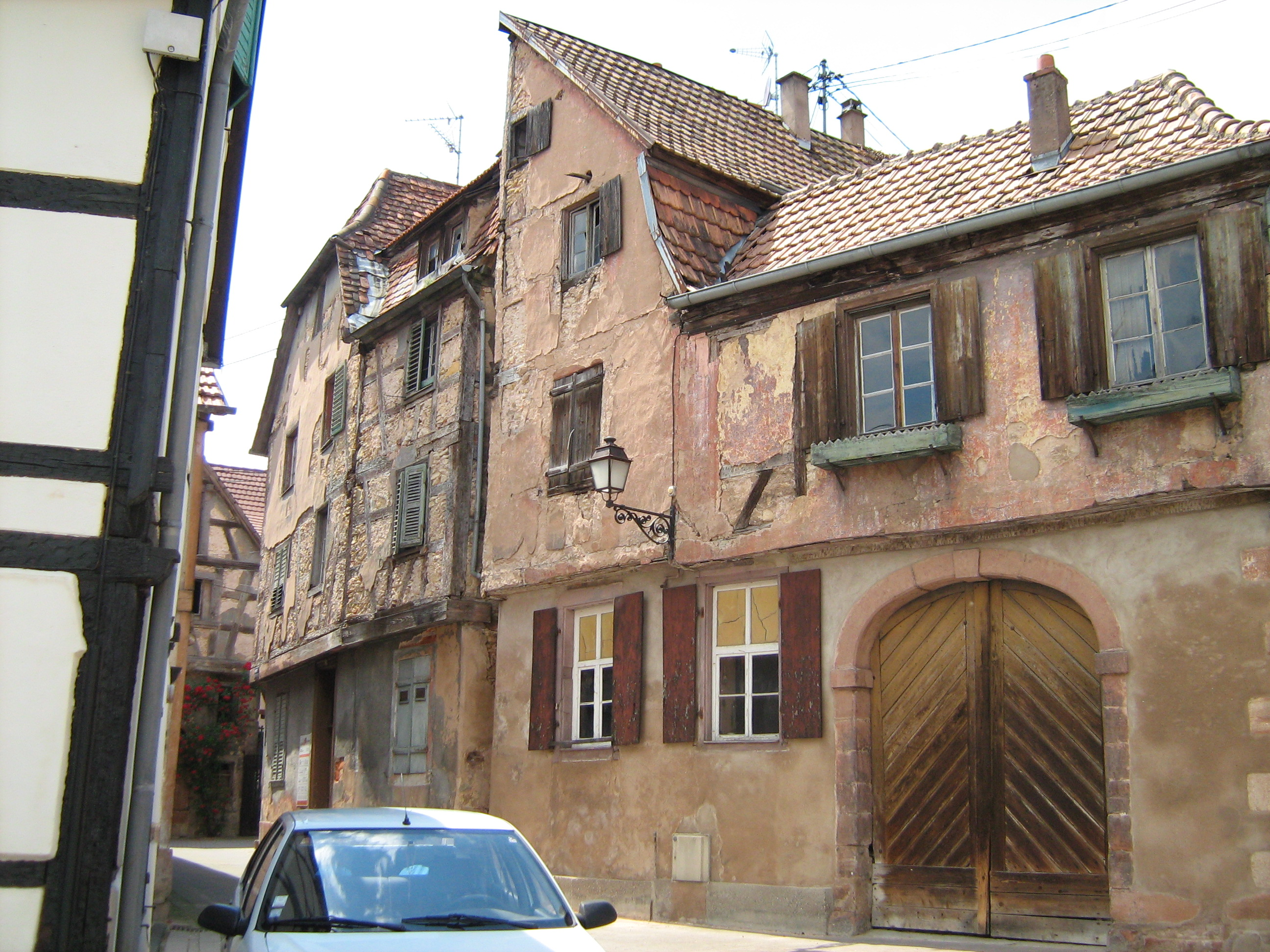

### La maison ventrue
Proche de la place, la rue du Tonnelier, accueille une des constructions les plus pittoresque du vieux Bouxwiller. Construite sur une hauteur, on peut la voir depuis la rue des Seigneurs. Mais ce qui retient l'attention, c'est la combinaison de l'étroitesse du mur pignon et son long mur latéral déformé par l'œuvre du temps. Sur un poteau cornier est inscrit l'année 1623, date de sa construction.

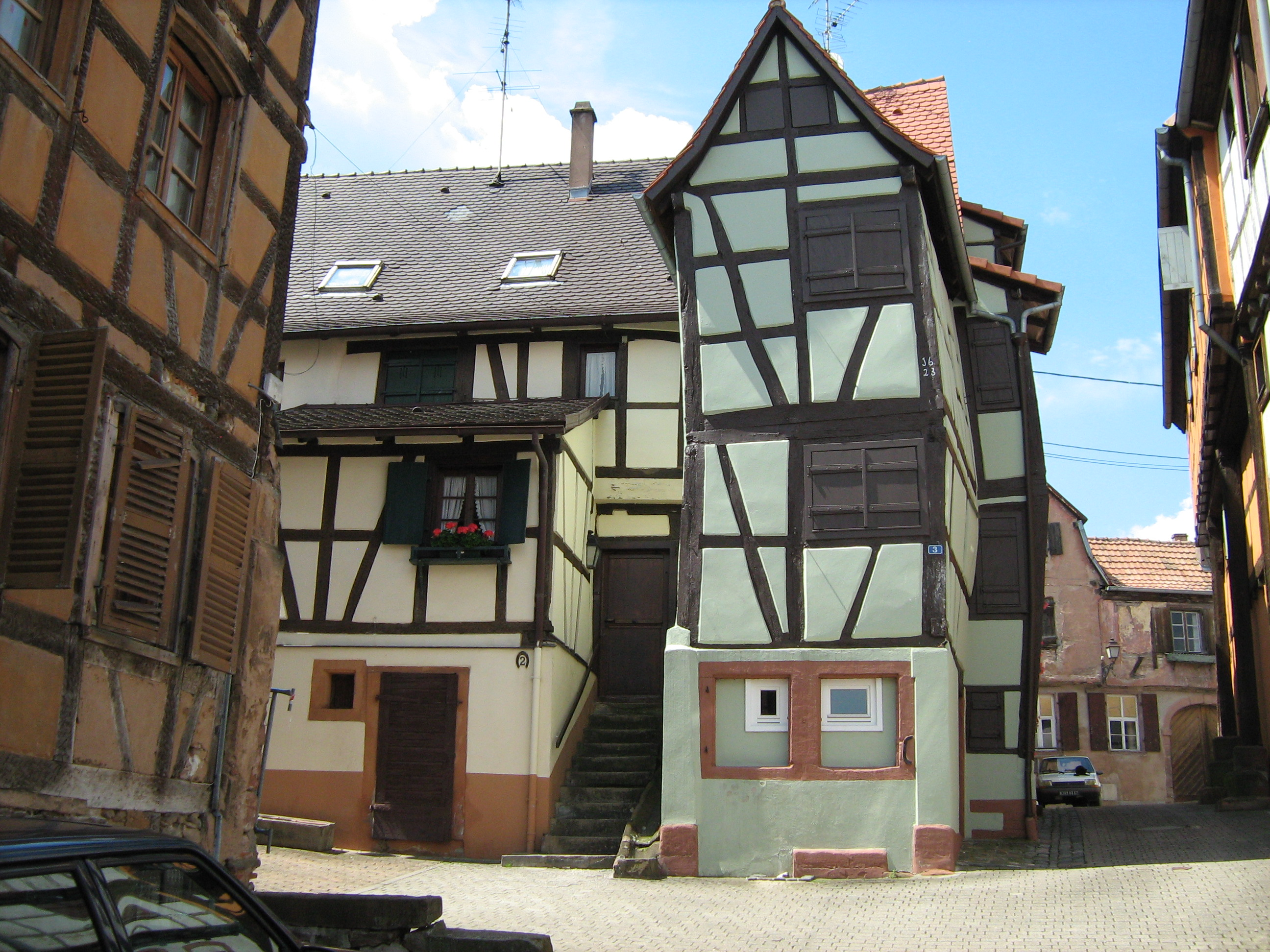
façade avant
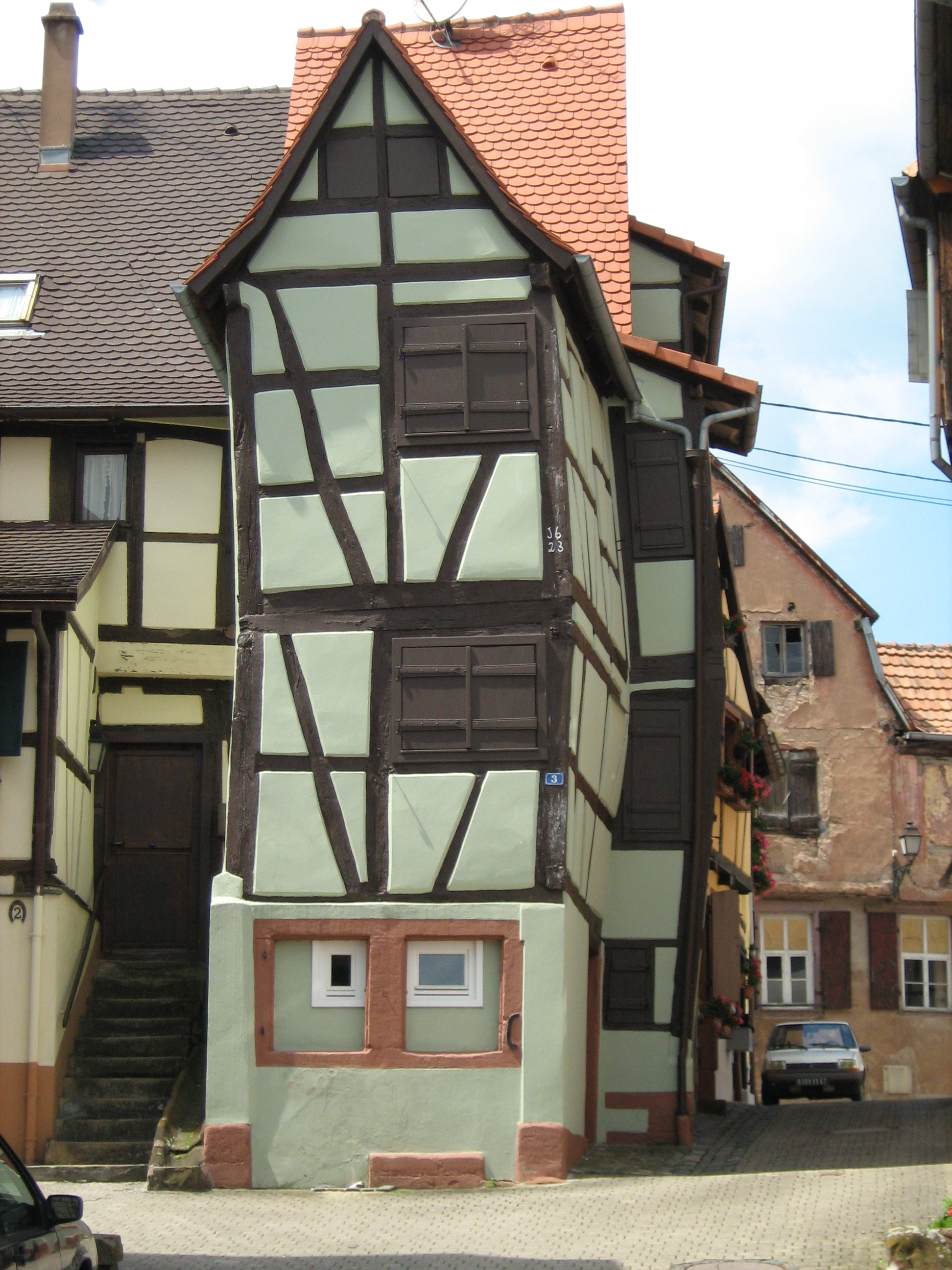
façade avant
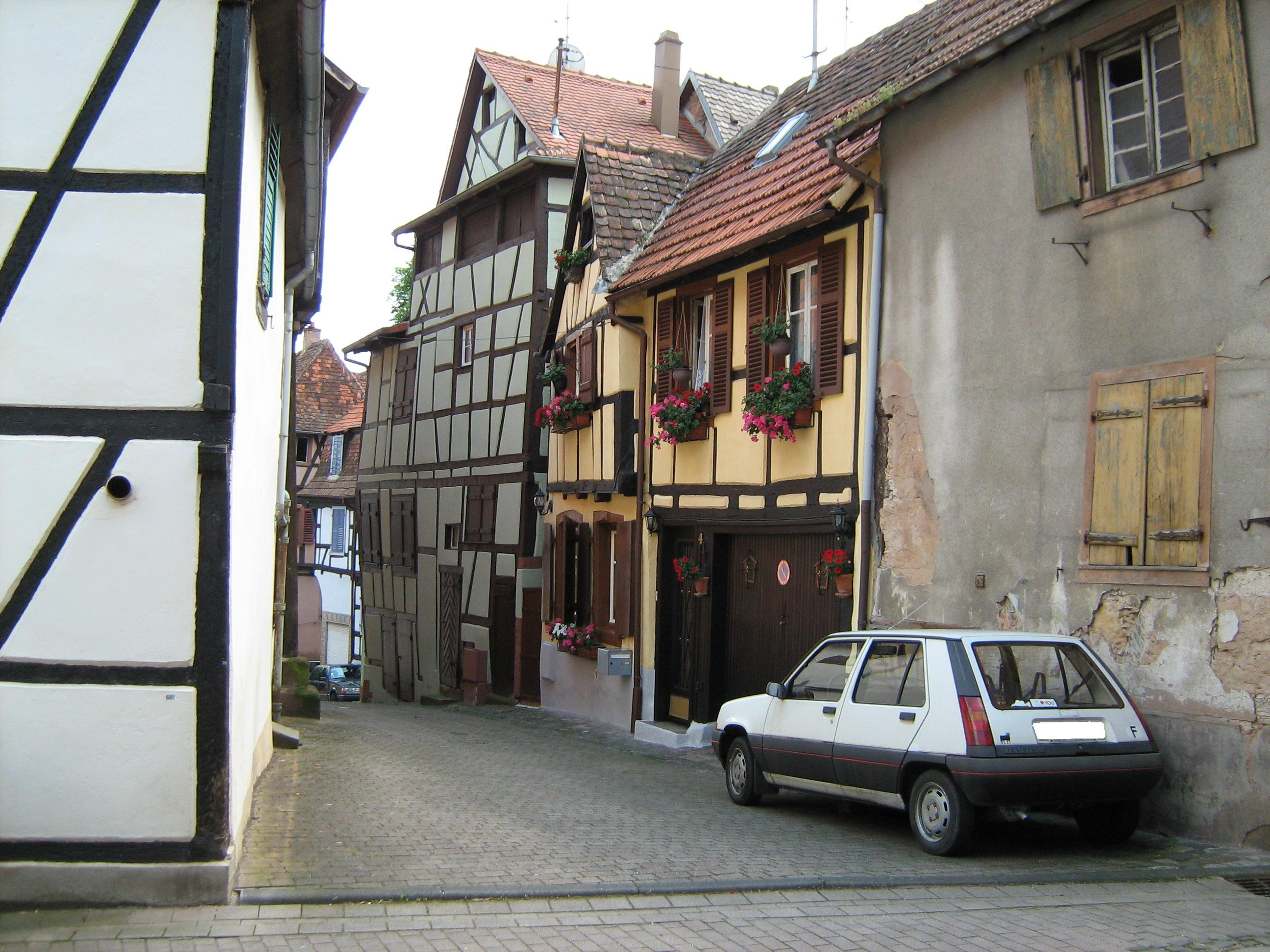
façade latérale
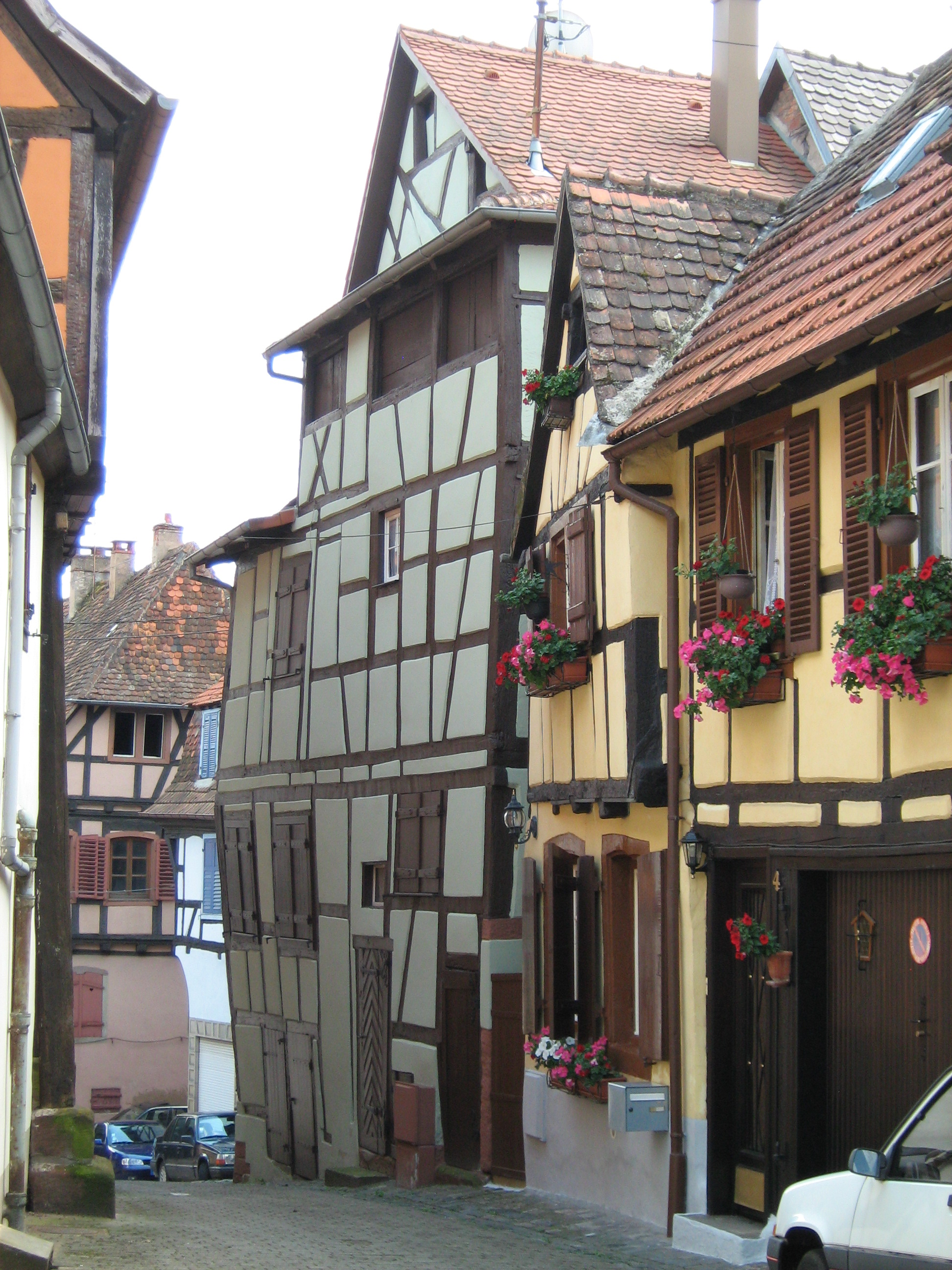
façade latérale